# Goa
Goa (/ˈɡoʊə/ⓘ; del konkani: गोंय) es un estado de la República de la India. Su capital es Panaji y su ciudad más poblada Vasco da Gama.
Está ubicado en la costa centro-oeste del país, limitando al norte con Maharastra, al este y sur con Karnataka y al oeste con el mar Arábigo (océano Índico). Con 3702 km² es el estado menos extenso y con 1 460 000 hab. en 2011, el cuarto menos poblado, por detrás de Arunachal Pradesh, Mizoram y Sikkim, el menos poblado. Fue establecido como estado el 30 de mayo de 1987.
El estado está dividido en dos distritos: Goa del Norte y Goa del Sur. Los distritos están a su vez divididos en once subdivisiones. Para Goa del Norte estas divisiones son Bardez, Bicholim, Pernem, Ponda, Satari y Tiswadi; para Goa del Sur, Canacona, Mormugao, Quepem, Salcette y Sanguem.
Las iglesias y conventos de Goa fueron declarados Patrimonio de la Humanidad por la Unesco en el año 1986.
Se hablan cinco idiomas, de los cuales solo es oficial a nivel estatal el konkani, el idioma materno de la mayoría de la población. Los otros son el marathi, el hindi, el inglés y el portugués. Se conserva además un idioma criollo local derivado del portugués.
La histórica ciudad de Margão, en Goa, sigue mostrando la influencia cultural de los portugueses, que llegaron al subcontinente a principios del siglo XVI como mercaderes y lo conquistaron poco después, tras lo cual Goa se convirtió en territorio de ultramar del Imperio portugués, parte de lo que entonces se conocía como la India portuguesa, y permaneció como tal durante unos 456 años, hasta que fue anexada por la fuerza por la India en 1961, que llamo al acontecimiento ''Liberación''.

## Historia

### Origen
Los primeros indo-arios se establecieron en Goa alrededor de 2400 a. C. y se estima que algunos de estos inmigrantes podrían haber sido seguidores de la religión védica. Esta migración de los norteños se atribuye principalmente a la desecación del poderoso río Sarasvati.
En el siglo III a. C. Goa pasa a formar parte del Imperio maurya. Posteriormente estuvo gobernada por los Satavahanas. En los siguientes siglos fueron varios los pueblos que dominaron el estado.
En 1312 Goa quedó bajo el gobierno del sultanato de Delhi. Sin embargo, el control del sultanato sobre la región duró poco y en 1370 el territorio se entregó a los reyes Vijayanagar, que controlaron la región hasta 1469. El dominio duró hasta el esplendor del sultanato bahmani, que bajo el gobierno de Mahmud Gawan hizo retroceder a Vijayanagar y se hizo con la ciudad.

### Colonización portuguesa

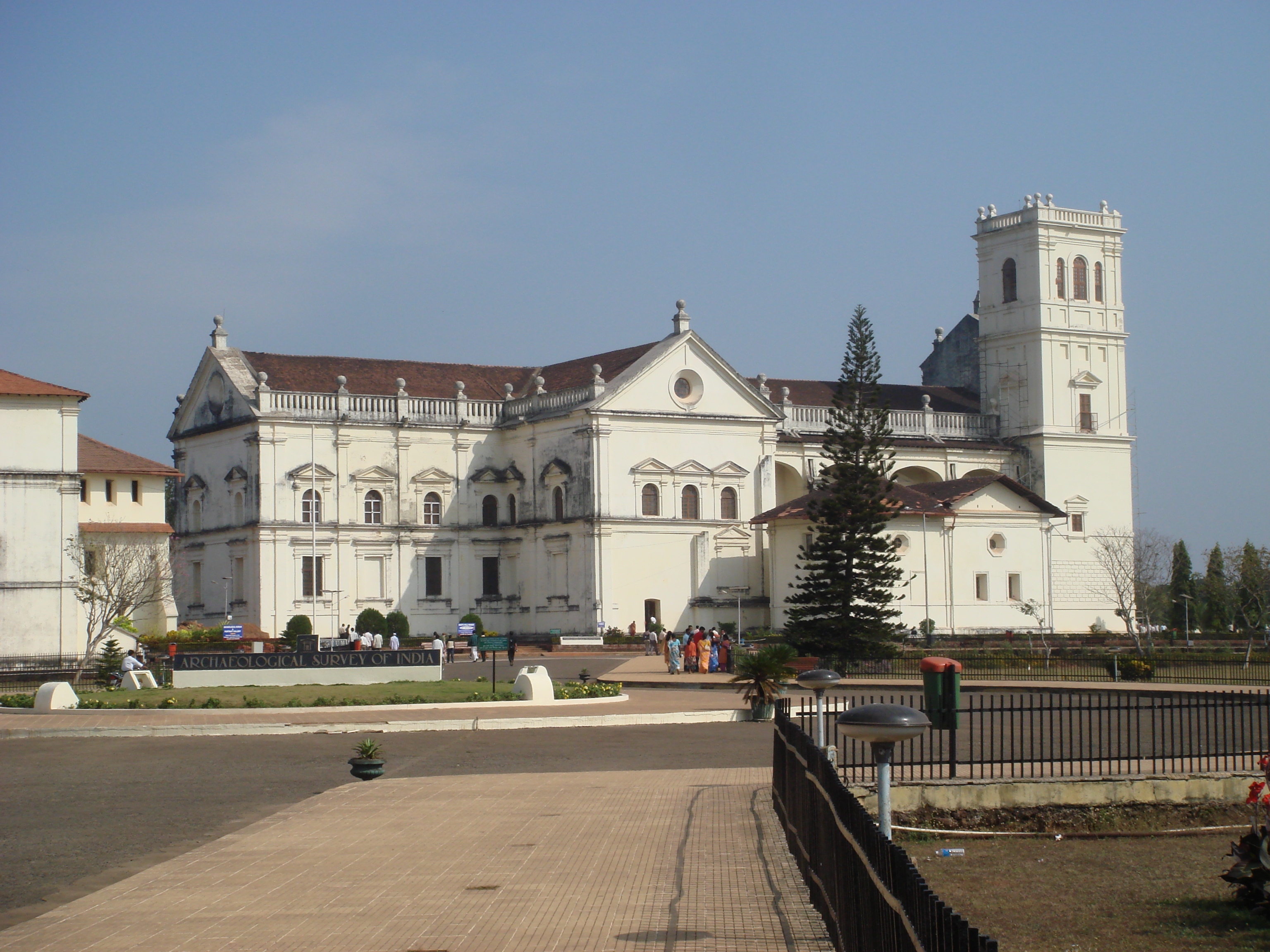
Catedral de Santa Catarina en la Vieja Goa, un ejemplo de la influencia portuguesa.

En 1498, Vasco da Gama dobló el cabo de Buena Esperanza (Sudáfrica) y llegó a Kappakadavu, cerca de Calicut, en el actual estado de Kerala (India). Se convirtió en uno de los primeros europeos en pisar territorio indio. No fue el primero, ya que Marco Polo cita a la India en su Libro de las Maravillas.
La intención de los portugueses era establecer colonias y tomar el control del comercio de especias. En 1510, el almirante portugués Afonso de Albuquerque atacó y ocupó Goa, que al poco tiempo es recuperada por Ismail Adil Shah, el rey musulmán de Bijapur. Sin embargo, Albuquerque retornó el 25 de noviembre con una flota totalmente renovada. Ismail Adil Shah y sus aliados otomanos se rindieron el 10 de diciembre de ese año, y la flota portuguesa tomó posesión de la zona, estableciendo una colonia permanente en la Vieja Goa (Velha Goa). Goa se convirtió rápidamente en el centro de la India portuguesa, y los reinos vecinos optaron por enviar embajadores y ofrecer alianzas.
Goa fue la base para las posteriores conquistas de Albuquerque: Malaca en 1511 y Ormuz en 1515. El almirante no quería que Goa fuera solo una base naval, sino que en ella se centralizara el dominio portugués del océano Índico. Así es que la convierte en capital del Virreinato portugués de Asia, que incluía la India, Malaca, Indonesia, Timor Oriental, el Golfo Pérsico, Macao en China y las bases comerciales en Japón.
Como capital del virreinato, Goa recibió los mismos privilegios cívicos que ostentaba Lisboa. Contaba con una cámara municipal que mantenía comunicación directa con el rey y tenía, además, un representante especial para atender sus intereses en la corte lusitana. En 1563, el gobernador local propuso establecer en Goa un Parlamento que representara a todas las regiones del oriente portugués, lo que fue rechazado por el rey.
Como estaba previsto, Goa se consolidó como el principal mercado para los productos de todo el Este. Cada calle ofrecía una clase distinta de productos: perlas y coral de Baréin (golfo Pérsico), porcelana y sedas de China, especias del archipiélago malayo y telas o productos manufacturados de Portugal.
El Imperio portugués impuso el catolicismo como religión oficial y prohibió a los habitantes que practicasen otras religiones. Los renuentes a convertirse fueron expulsados de la colonia. Los que dejaron el territorio, en su mayoría hinduistas, se establecieron en Mangalore o en Karnataka. La Inquisición (1560-1812) trató de verificar que las conversiones no fuesen falsas, o que no se practicaran otras religiones en secreto. 
La colonia alcanzó el clímax de su prosperidad entre 1575 y 1625. Los viajeros solían maravillarse con el esplendor arquitectónico de la ciudad, a la que denominaban "Goa Dourada" (Goa de Oro), e incluso había un proverbio portugués que decía: «El que ha visto Goa no necesita ver Lisboa».

### Los misioneros jesuitas

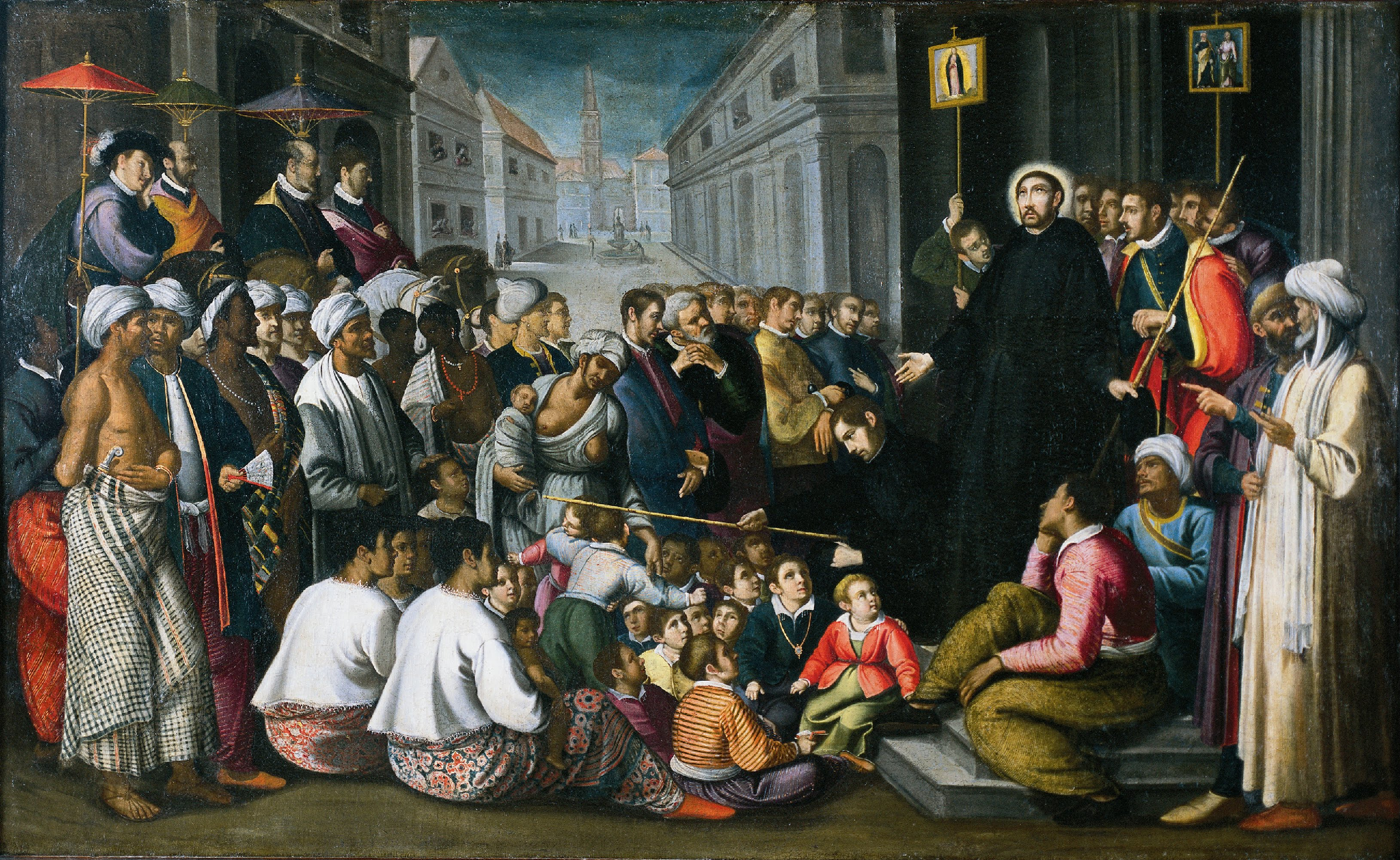
Francisco Javier predicando en Goa (1610), obra que muestra al misionero español rodeado de sus seguidores en la ciudad.

Este territorio fue visitado por misioneros españoles, encabezados por el jesuita san Francisco Javier, que llegó a la India el 6 de mayo de 1542 y, por segunda vez, el 18 de febrero de 1552. Allí Francisco Javier empezó a predicar y a enseñar a los ciudadanos indios la doctrina católica.

### La debacle

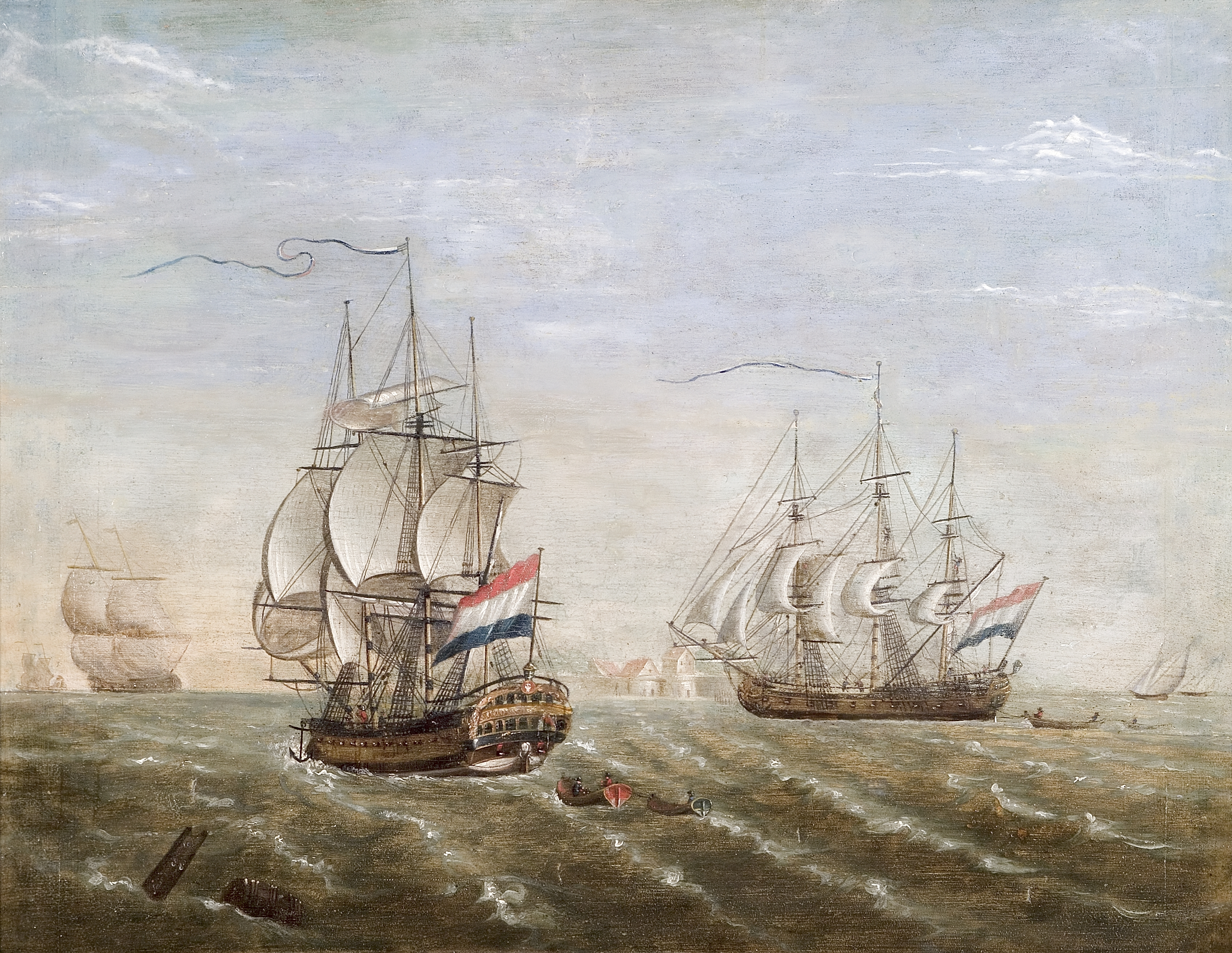
Barcos de la Compañía Neerlandesa de las Indias Orientales.

La aparición de los holandeses en aguas del océano Índico representó el inicio de una gradual decadencia para la colonia de Goa. En 1603 y 1639, la ciudad fue bloqueada por las flotas neerlandesas en el marco de su guerra contra el Imperio español, aunque nunca llegaron a capturarla. Mientras tanto, en 1635 la ciudad fue asolada por una epidemia.
Tiempo después comienzan los enfrentamientos con el Imperio maratha, que ocupaba gran parte de la actual India. En 1683, Chatrapati Sambhaji, hijo de Shivaji, intentó conquistar todas las áreas bajo control portugués, incluyendo a Goa, aunque los portugueses lograron resistir.
Posteriormente, el virrey trasladó su residencia a la zona denominada Nueva Goa ("Nova Goa" en portugués), hoy Panaji, que se convirtió en la sede oficial del gobierno en 1843. La población de la Vieja Goa cayó abruptamente durante el siglo XVIII, ya que la mayoría se trasladó a la nueva ciudad.
Goa fue ocupada pacíficamente por los británicos entre 1812-1815 en el marco de la alianza anglo-portuguesa durante la guerras napoleónicas.
En el siglo XIX, el Imperio portugués había perdido su territorio en Sudamérica (Brasil), mientras que en Asia sus posesiones habían quedado reducidas a unos enclaves en la costa occidental de la India, siendo Goa la principal de ellas (las otras eran Damao y Diu). Por aquel entonces Portugal se enfoca en expandir sus puestos en África, donde aún podía competir por obtener vastos territorios.
Cuando estalló la Segunda Guerra Mundial, Portugal se mantuvo neutral y por lo tanto Goa también. Así fue que, cuando estallaron las hostilidades, varios buques del Eje buscaron refugio en Goa antes de afrontar la posibilidad de ser hundidos por la Marina Real británica.

### Independencia de la India

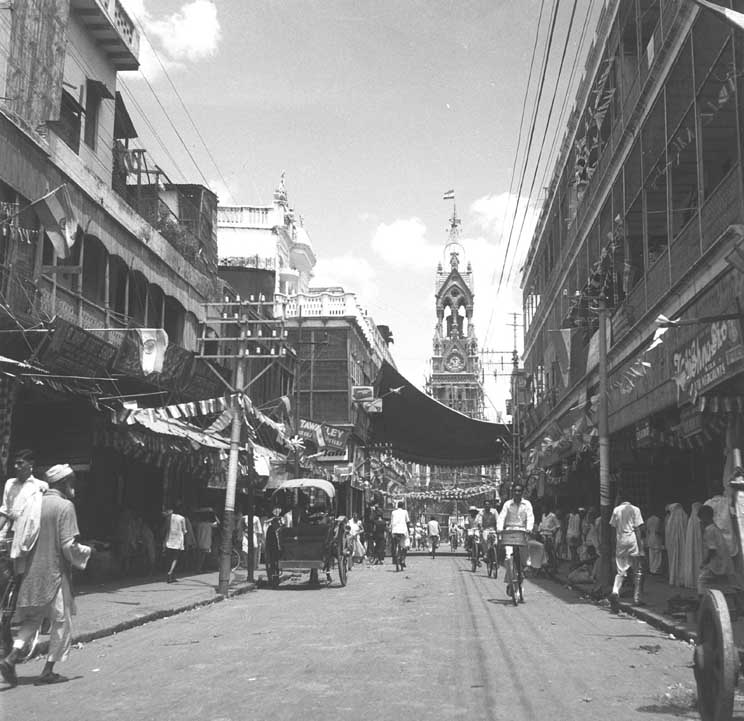
La India en 1947.

Tras la Segunda Guerra Mundial, todas las naciones europeas comenzaron a abandonar sus colonias, de forma voluntaria o forzada. Portugal se negó a entrar en este proceso voluntariamente y logró retener sus colonias durante varios años.
Cuando la India se independizó del Reino Unido en 1947, el nuevo gobierno exigió que Goa fuera entregada al país, junto con algunas otras posesiones extranjeras. Portugal se negó, mientras que Francia, que también tenía pequeños enclaves en la India (sobre todo en Pondicherry), negoció la transferencia que fue completada de facto en 1954, aunque su ratificación por la Asamblea Nacional francesa se retrasó hasta 1962.
En 1954, hindúes desarmados ocuparon los pequeños enclaves portugueses de Dadra y Nagar Haveli. Este incidente llevó a los portugueses a presentar una denuncia contra la India en la Corte Internacional de Justicia de La Haya. La sentencia definitiva en este caso, dada en 1960, sostuvo que los portugueses tenían derecho sobre dichos enclaves.
Mientras tanto, comenzaron las primeras manifestaciones contra el dominio de Portugal, con algunas víctimas mortales. El 1 de septiembre de 1955, el Consulado de la India en Goa fue cerrado y Nehru declaró que su gobierno no toleraría la presencia de colonias portuguesas. La India puso en marcha un bloqueo a Goa, Damão y Diu, en un esfuerzo por forzar la salida portuguesa. Para superar este bloqueo los portugueses crearon una línea aérea propia para la colonia de Goa: Transportes Aéreos da India Portuguesa. Así mismo, se ofreció al territorio una amplia autonomía, que reducía el poder del gobierno de Lisboa al mínimo.
Finalmente, el 16 de diciembre de 1961, las tropas indias cruzaron la frontera hacia Goa, en la denominada "Operación Vijay", provocando la rendición incondicional de las fuerzas portuguesas el 19 de diciembre. Tras solo algunas horas de combate, Goa, Damán y Diu fueron incorporadas a la administración directa del gobierno central de la India como uno de los Territorios de la Unión. El Gobierno portugués había pedido al británico el uso de sus aeropuertos para el envío de refuerzos, pero su demanda fue rechazada. Estados Unidos y el Reino Unido propusieron que el Consejo de Seguridad de las Naciones Unidas condenara la invasión. Sin embargo esta medida fue vetada por la Unión Soviética. Con esta operación además de acabar con el dominio luso, se frustraba el deseo de una parte importante de la población de seguir dando pasos hacia la independencia del territorio.
Ya bajo el gobierno indio, los habitantes de Goa acudieron a las urnas en un referéndum, donde votaron convertirse en un territorio autónomo, administrado por el gobierno federal. Goa fue admitido como estado pleno de la India en 1987.
Todos los años Goa celebra su "Día de la Liberación" el día 19 de diciembre, que también es un día de fiesta estatal.

Por otra parte, la rápida caída de Goa alentó a los distintos movimientos independentistas en el África portuguesa con el estallido de una dura guerra colonial (1961-1974) que llevó al colapso al régimen de Salazar en 1974 con la Revolución de los Claveles. Uno de los primeros actos del nuevo gobierno democrático fue terminar la guerra en África y reconocer la independencia de los territorios coloniales. Así de esta forma, Portugal también aceptó, entre otras medidas, la anexión de Goa a la India.

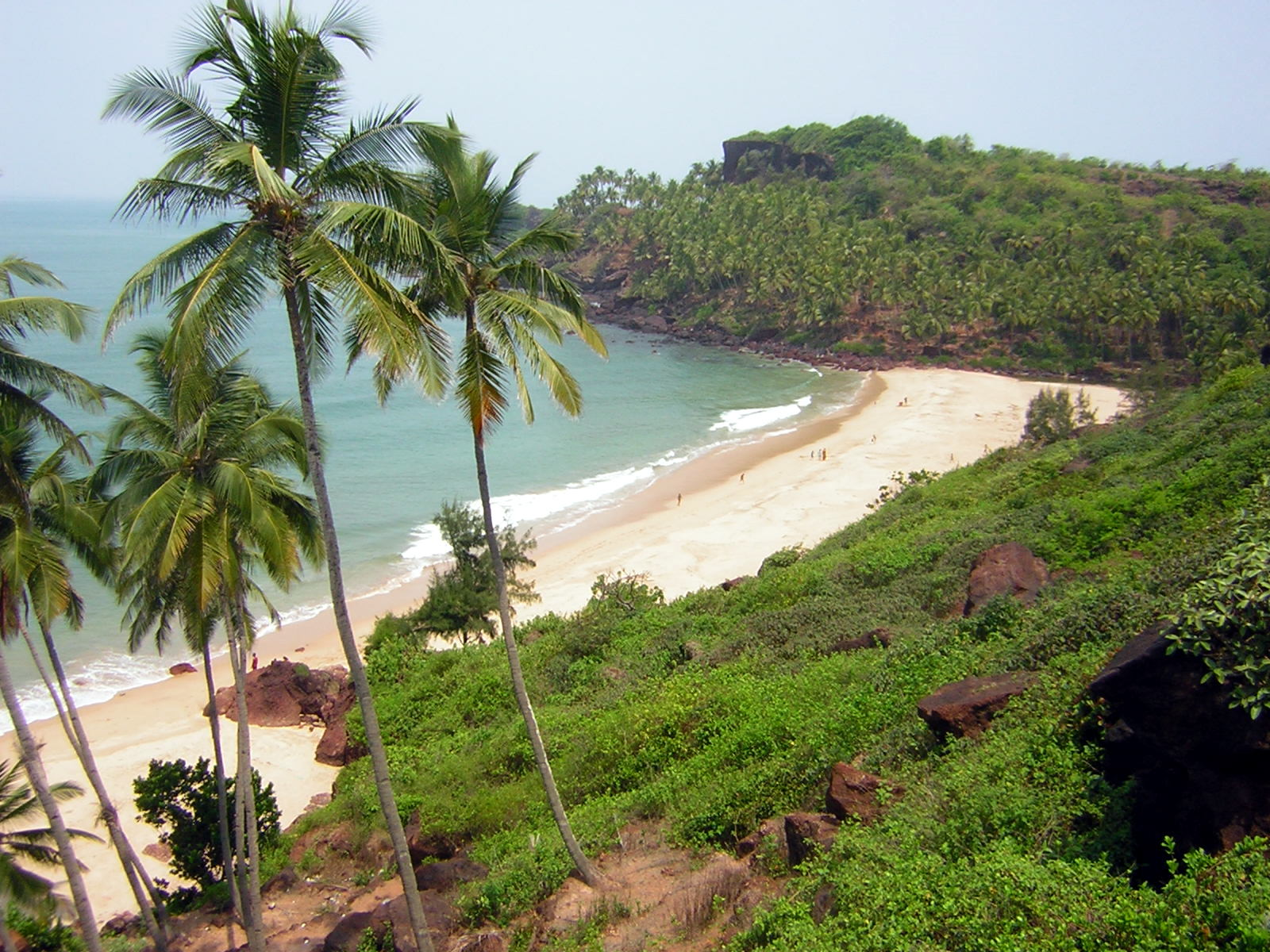
Una playa de Cabo da Rama, Goa

## Geografía

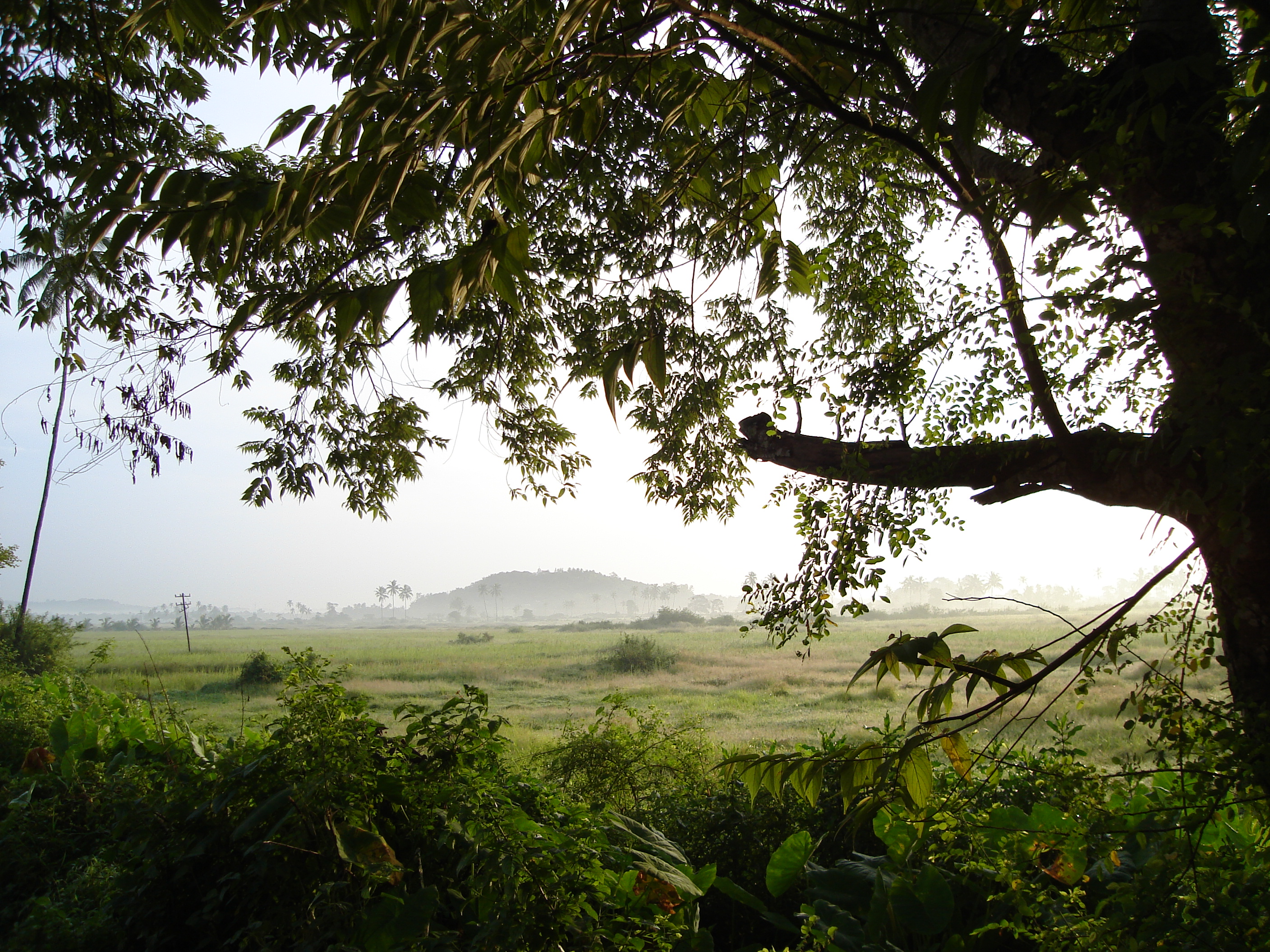
Paisaje verde de Goa

Goa ocupa un área de 3702 km². Gran parte de su costa está compuesta por una serie de riscos escarpados que se inician en la zona de los Ghats occidentales. El punto más alto es Sonsogor, con una altitud de 1167 m s. n. m. En total, Goa tiene una línea costera de 101 km. Los principales ríos del estado son el Mandovi y el Zuari.
Goa está situada en una zona tropical, cercana al mar arábigo. Tiene un clima templado y húmedo la mayor parte del año. El mes de mayo es el más cálido con temperaturas que alcanzan los 35 °C y que van acompañadas de un alto grado de humedad. Las lluvias monzónicas llegan a Goa a principios de junio y suelen durar hasta finales de septiembre. La estación más fresca empieza en diciembre y finaliza a mediados de febrero. En esta época las temperaturas diurnas no suelen superar los 29 °C y las mínimas suelen ser de 20 °C.

### Clima
El clima es tropical y, como suele ocurrir en la India, está determinado por el monzón. El monzón de verano comienza a mediados de junio y suele durar hasta septiembre. Por término medio, las precipitaciones anuales oscilan entre 2.800 y 3.500 mm, pero en algunas regiones montañosas más elevadas pueden ser mucho más abundantes (hasta 7.500 mm). Durante el monzón, las temperaturas oscilan en torno a los 26 °C.
Al monzón le sigue la estación seca, de octubre a principios de junio, en la que las temperaturas se mantienen más o menos constantes, entre 25 y 27 °C de media. Sólo en la estación cálida, en abril y mayo, las temperaturas medias suben a 29 o 30 °C, y hasta 35 °C durante el día. Debido a su proximidad al mar, Goa siempre tiene una humedad relativamente alta, en torno a los 60 °C, incluso en la estación seca. 

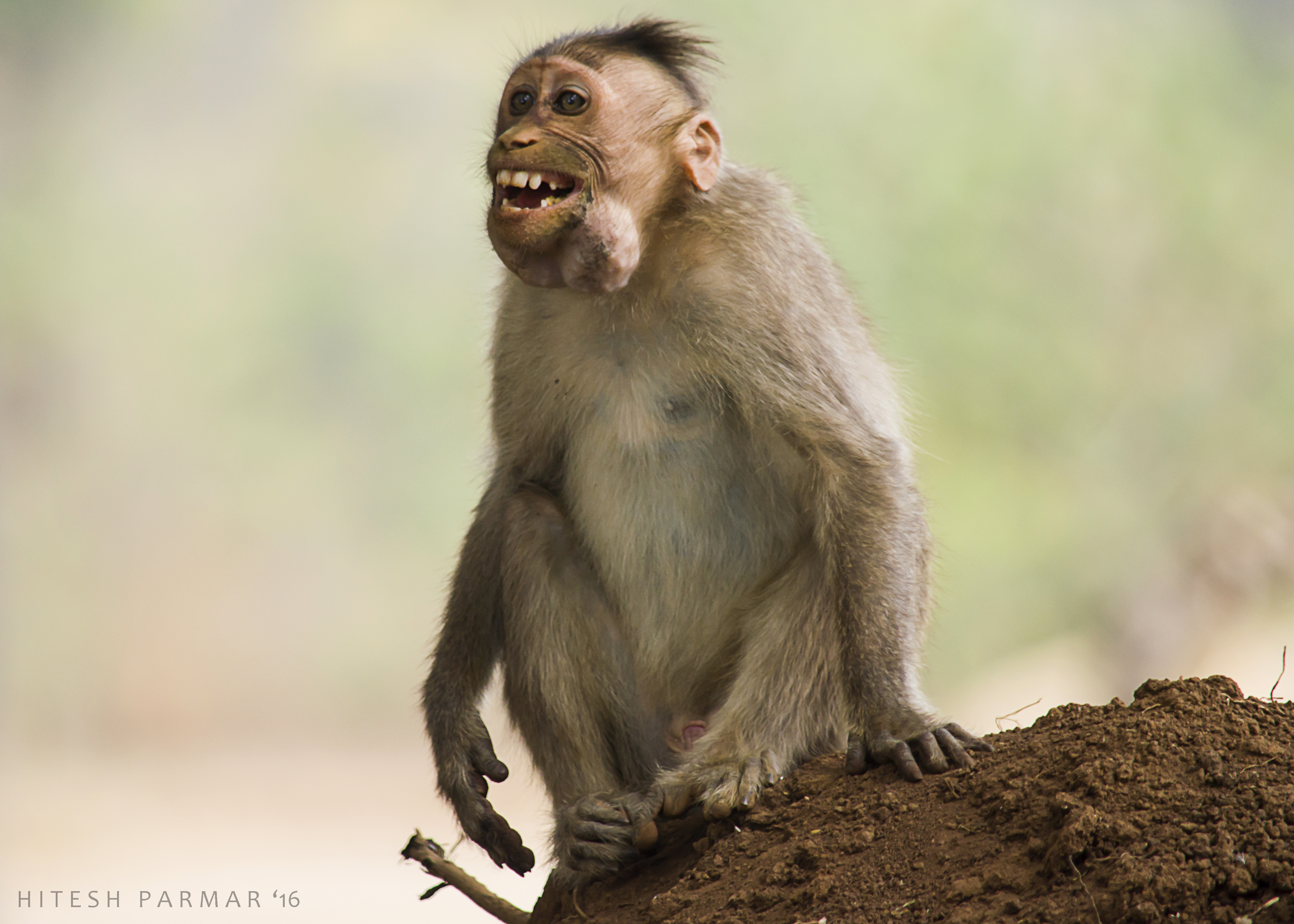
Un Macaco Coronado (Macaca radiata) en las Cataratas de Dudhsagar, Goa

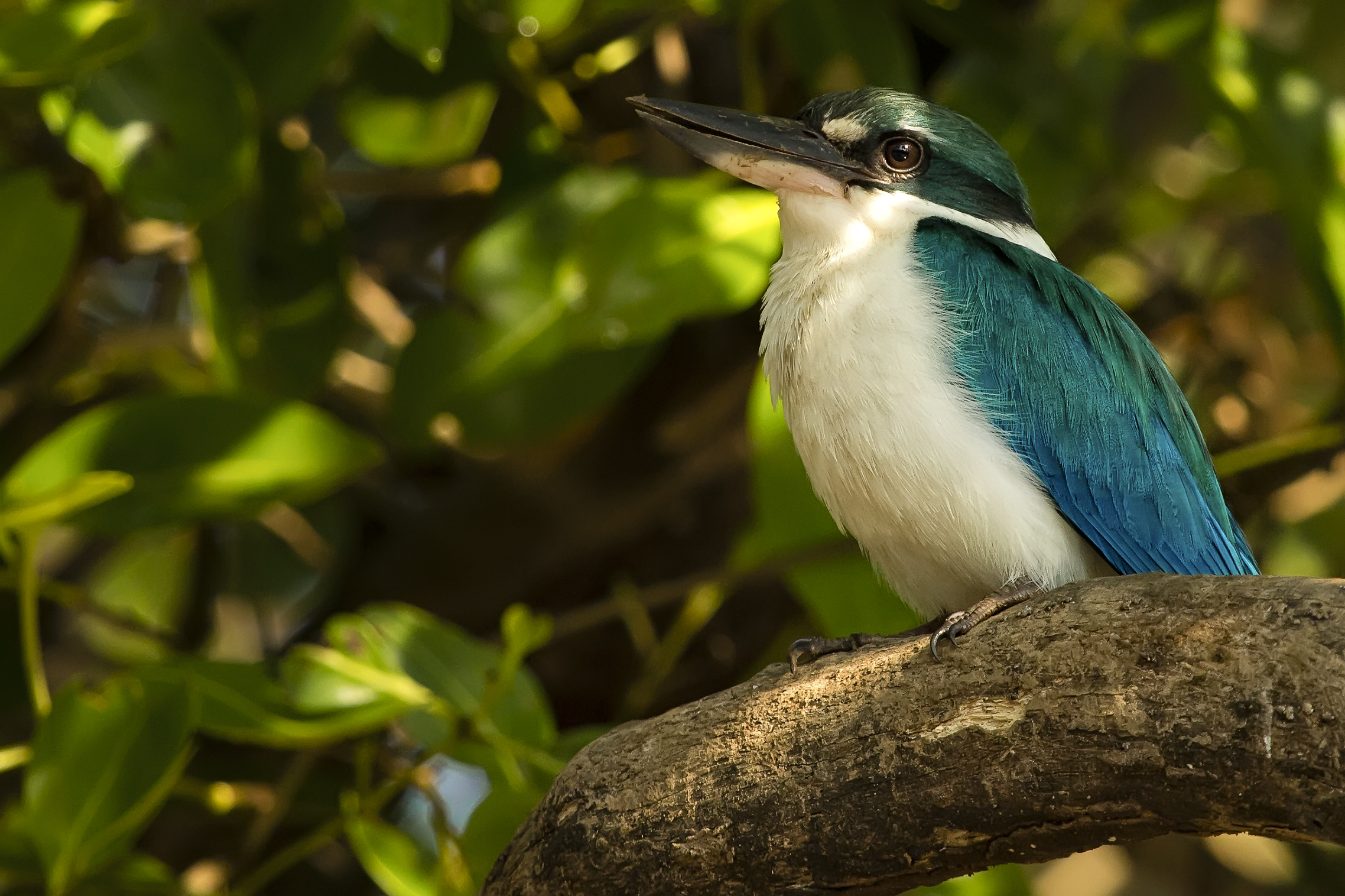
Un alción acollarado (Todiramphus chloris) en el Río Zuari en Goa

| Parámetros climáticos promedio de Goa                                  | Parámetros climáticos promedio de Goa | Parámetros climáticos promedio de Goa | Parámetros climáticos promedio de Goa | Parámetros climáticos promedio de Goa | Parámetros climáticos promedio de Goa | Parámetros climáticos promedio de Goa | Parámetros climáticos promedio de Goa | Parámetros climáticos promedio de Goa | Parámetros climáticos promedio de Goa | Parámetros climáticos promedio de Goa | Parámetros climáticos promedio de Goa | Parámetros climáticos promedio de Goa | Parámetros climáticos promedio de Goa |
| Mes                                                                    | Ene.                                  | Feb.                                  | Mar.                                  | Abr.                                  | May.                                  | Jun.                                  | Jul.                                  | Ago.                                  | Sep.                                  | Oct.                                  | Nov.                                  | Dic.                                  | Anual                                 |
| ---------------------------------------------------------------------- | ------------------------------------- | ------------------------------------- | ------------------------------------- | ------------------------------------- | ------------------------------------- | ------------------------------------- | ------------------------------------- | ------------------------------------- | ------------------------------------- | ------------------------------------- | ------------------------------------- | ------------------------------------- | ------------------------------------- |
| Temp. máx. media (°C)                                                  | 31.6                                  | 31.5                                  | 32                                    | 33                                    | 33                                    | 30.3                                  | 28.9                                  | 28.8                                  | 29.5                                  | 31.6                                  | 32.8                                  | 32.4                                  | 31.3                                  |
| Temp. media (°C)                                                       | 26                                    | 26.3                                  | 27.7                                  | 29.3                                  | 30                                    | 27.6                                  | 26.7                                  | 26.4                                  | 26.9                                  | 27.9                                  | 27.6                                  | 26.6                                  | 27.4                                  |
| Temp. mín. media (°C)                                                  | 19.6                                  | 20.5                                  | 23.2                                  | 25.6                                  | 26.3                                  | 24.7                                  | 24.1                                  | 24                                    | 23.8                                  | 23.8                                  | 22.3                                  | 20.6                                  | 23.2                                  |
| Precipitación total (mm)                                               | 0.2                                   | 0.1                                   | 1.2                                   | 11.8                                  | 112.7                                 | 868.2                                 | 994.8                                 | 512.7                                 | 251.9                                 | 124.8                                 | 30.9                                  | 16.7                                  | 2926                                  |
| Días de precipitaciones (≥ 1 mm)                                       | 0                                     | 0                                     | 0.1                                   | 0.8                                   | 4.2                                   | 21.9                                  | 27.2                                  | 13.3                                  | 13.5                                  | 6.2                                   | 2.5                                   | 0.4                                   | 90.1                                  |
| Horas de sol                                                           | 313.1                                 | 301.6                                 | 291.4                                 | 288                                   | 297.6                                 | 126                                   | 105.4                                 | 120.9                                 | 177                                   | 248                                   | 273                                   | 300.7                                 | 2842.7                                |
| Fuente n.º 1: World Meteorological Organization                        |                                       |                                       |                                       |                                       |                                       |                                       |                                       |                                       |                                       |                                       |                                       |                                       |                                       |
| Fuente n.º 2: Hong Kong Observatory for sunshine and mean temperatures |                                       |                                       |                                       |                                       |                                       |                                       |                                       |                                       |                                       |                                       |                                       |                                       |                                       |

### Flora y Fauna
La cubierta forestal ecuatorial de Goa es de 1.500 km², la mayoría de los cuales son propiedad del gobierno. Los bosques de propiedad estatal se estiman en 1.300 km², mientras que los privados alcanzan los 200 km². La mayoría de los bosques del estado se encuentran en las regiones orientales del interior. Los Ghats Occidentales, que forman la mayor parte del este de Goa, han sido reconocidos internacionalmente como uno de los puntos calientes de biodiversidad del mundo. En el número de febrero de 1999 de la revista National Geographic, Goa fue comparada con las cuencas del Amazonas y del Congo por su rica biodiversidad tropical.
Los santuarios de vida salvaje de Goa cuentan con más de 1.512 especies de plantas documentadas, más de 275 especies de aves, más de 48 tipos de animales y más de 60 géneros de reptiles. El lago Nanda es el primer y único humedal Ramsar de Goa.

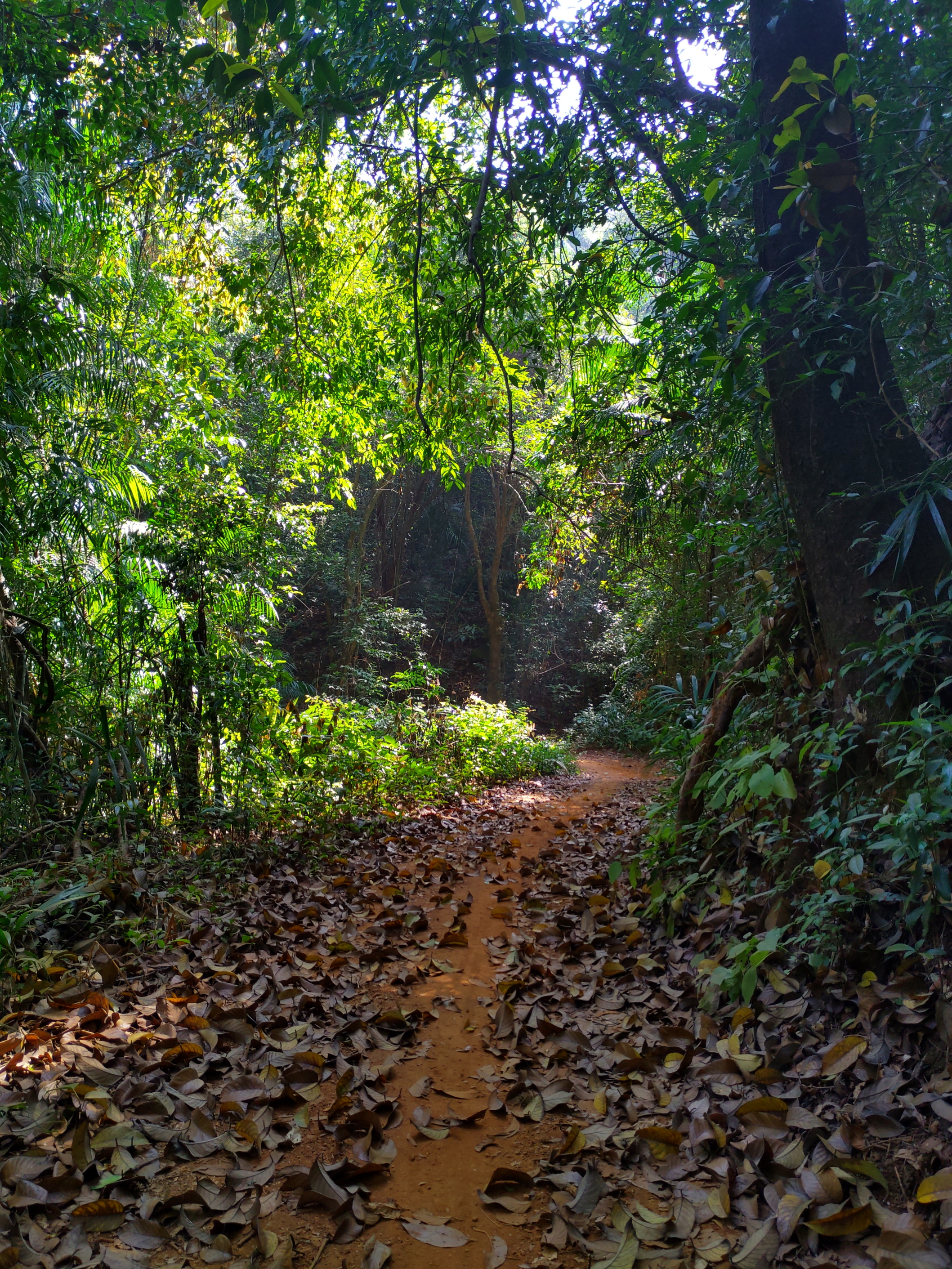
Camino en un Bosque en el Cañón de Krishnapur en Goa

Goa también es conocida por el cultivo del coco. El gobierno ha reclasificado el cocotero como palmera (como la hierba), lo que permite a agricultores y promotores inmobiliarios desmontar terrenos con menos restricciones.
El arroz es el principal cultivo alimentario, y también se cultivan legumbres, ragi (mijo) y otros cultivos alimentarios. Los principales cultivos comerciales son el cacahuete, el coco, el anacardo, la caña de azúcar y frutas como el plátano, el mango y la piña. El animal estatal de Goa es el gaur, el ave estatal es el bulbul de garganta de llama y el árbol estatal es el laurel indio.
Los productos forestales más importantes son las cañas de bambú, las cortezas de maratha, las cortezas de chillar y el bhirand. Los cocoteros son comunes en toda Goa, salvo en las regiones elevadas. Hay una gran variedad de árboles caducifolios, como la teca, el árbol de Sal, el anacardo y el mango. Entre las frutas destacan el jackfruit, el mango, la piña y la zarzamora. Los bosques de Goa son ricos en plantas medicinales.
En las selvas de Goa hay zorros, jabalíes y aves migratorias. La avifauna (especies de aves) incluye el martín pescador, el myna y el loro. También se pescan numerosos tipos de peces en la costa de Goa y en sus ríos. Cangrejos, langostas, gambas, medusas, ostras y siluros son la base de la pesca marina. Goa también tiene una elevada población de serpientes. Goa tiene muchos «Parques Nacionales» famosos, entre ellos el renombrado Santuario de Aves de Salim Ali, en la isla de Chorão. Otros santuarios de vida salvaje son el Santuario de Vida Salvaje de Bondla, el Santuario de Vida Salvaje de Molem, el Santuario de Vida Salvaje de Cotigao, el Santuario de Vida Salvaje de Mhadei, el Santuario de Vida Salvaje de Netravali y el Santuario de Vida Salvaje de Mahaveer.

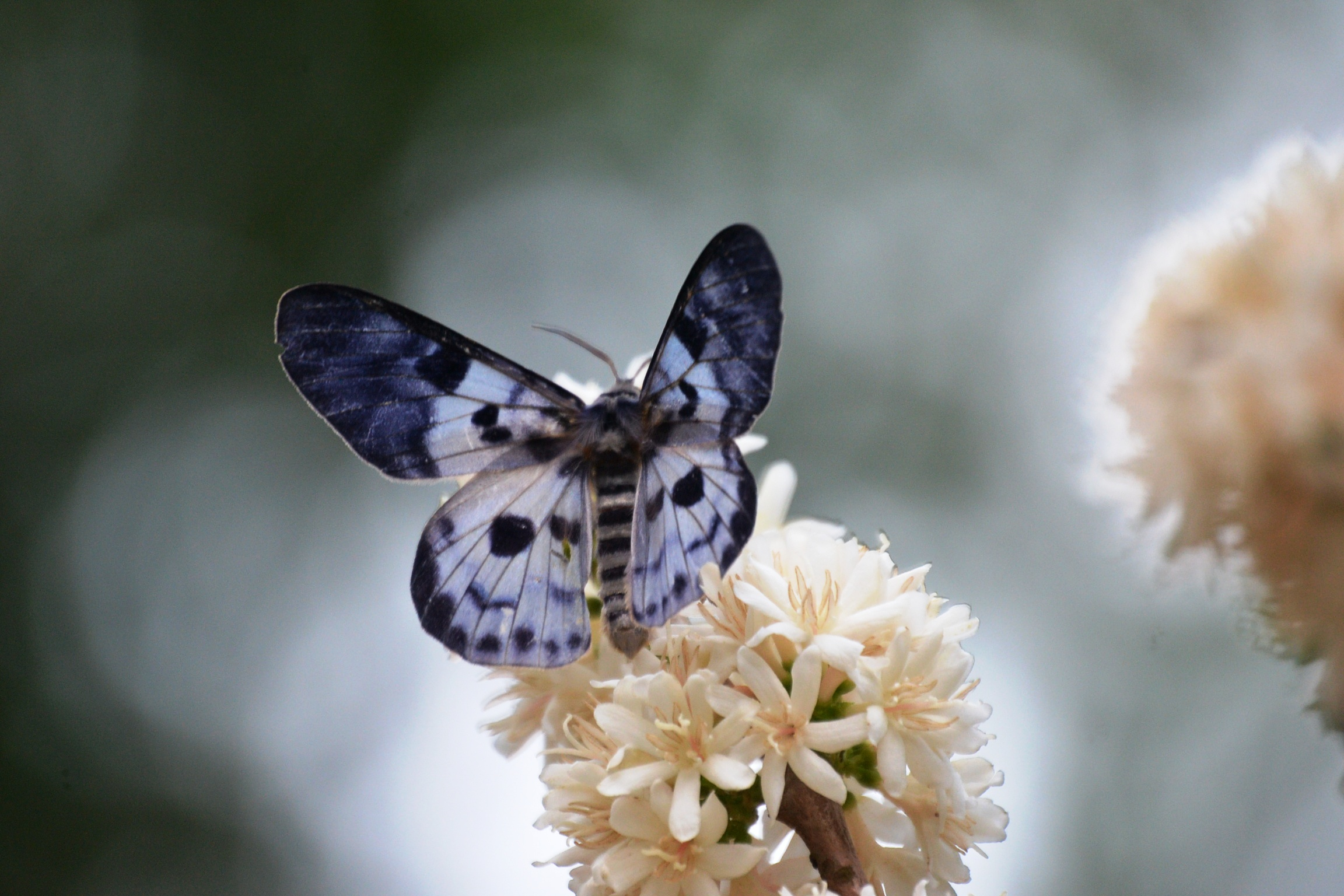
Mariposa Lepidoptera en Goa

Más del 33% de la superficie geográfica de Goa está cubierta por bosques públicos (1.224,38 km² o 472,74 millas cuadradas), de los cuales alrededor del 62% se han incluido en áreas protegidas (AP) de santuarios de vida salvaje y parques nacionales. Como hay una superficie considerable de bosques privados y una gran extensión de plantaciones de anacardos, mangos, cocos, etc., la cubierta forestal y arbórea total constituye el 56,6% de la superficie geográfica.

## Política y Gobierno
Goa tiene dos diputados (MP) elegidos de cada distrito que representan al estado en la Lok Sabha (Cámara del Pueblo), la cámara baja del Parlamento nacional de la India. También tiene un diputado en el Rajya Sabha (Consejo de los Estados), la cámara alta del Parlamento indio.

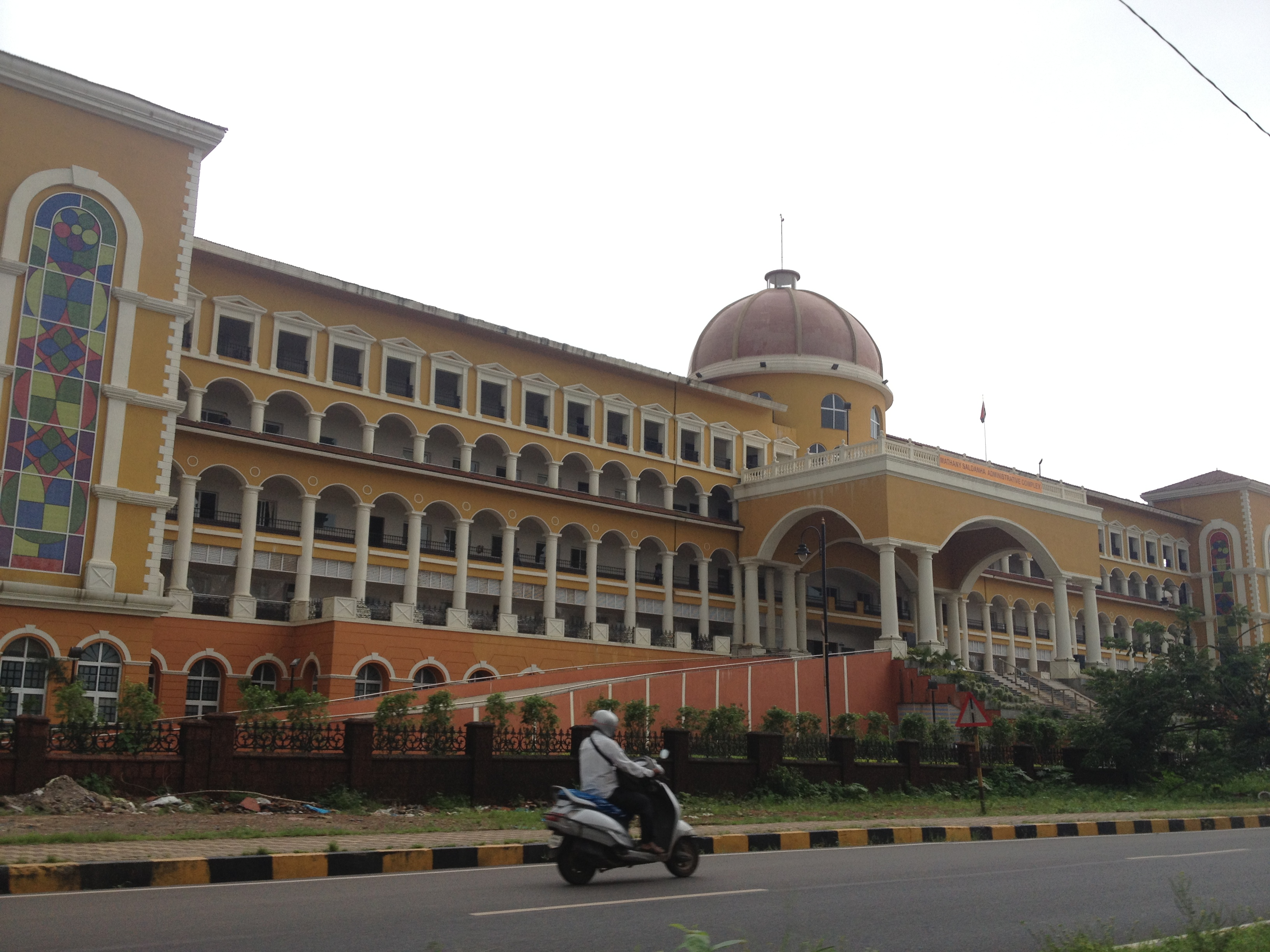
Complejo Administrativo Mathani Saldanha, Goa

La capital administrativa de Goa se encuentra en Panaji, a menudo denominada Panjim en inglés, Pangim en portugués y Ponjê en konkani, la lengua oficial del estado. Está situada en la orilla izquierda del río Mandovi. La sede de la Asamblea Legislativa de Goa está en Porvorim, al otro lado del Mandovi desde Panaji. El más alto órgano judicial del estado es la Sala de Goa del Tribunal Superior de Bombay, una rama del Tribunal Superior de Bombay con sede permanente en Panjim. A diferencia de otros estados, que siguen el modelo de leyes personales elaboradas para religiones individuales introducido en la época del Raj británico, el Código Civil portugués de Goa y Damaon, un código uniforme basado en el código napoleónico, se mantuvo en Goa, así como en el territorio de la unión de Damaon, Diu y Silvassa.
Goa tiene una asamblea legislativa unicameral, la Asamblea Legislativa de Goa, de 40 miembros, dirigida por un presidente. El ministro principal dirige el ejecutivo, formado por el partido o coalición elegidos por mayoría en la asamblea legislativa. El gobernador, jefe del Estado, es nombrado por el presidente de la India. Después de haber tenido un gobierno estable durante casi treinta años, hasta 1990, Goa es ahora famosa por su inestabilidad política, ya que ha tenido catorce gobiernos en los quince años transcurridos entre 1990 y 2005.

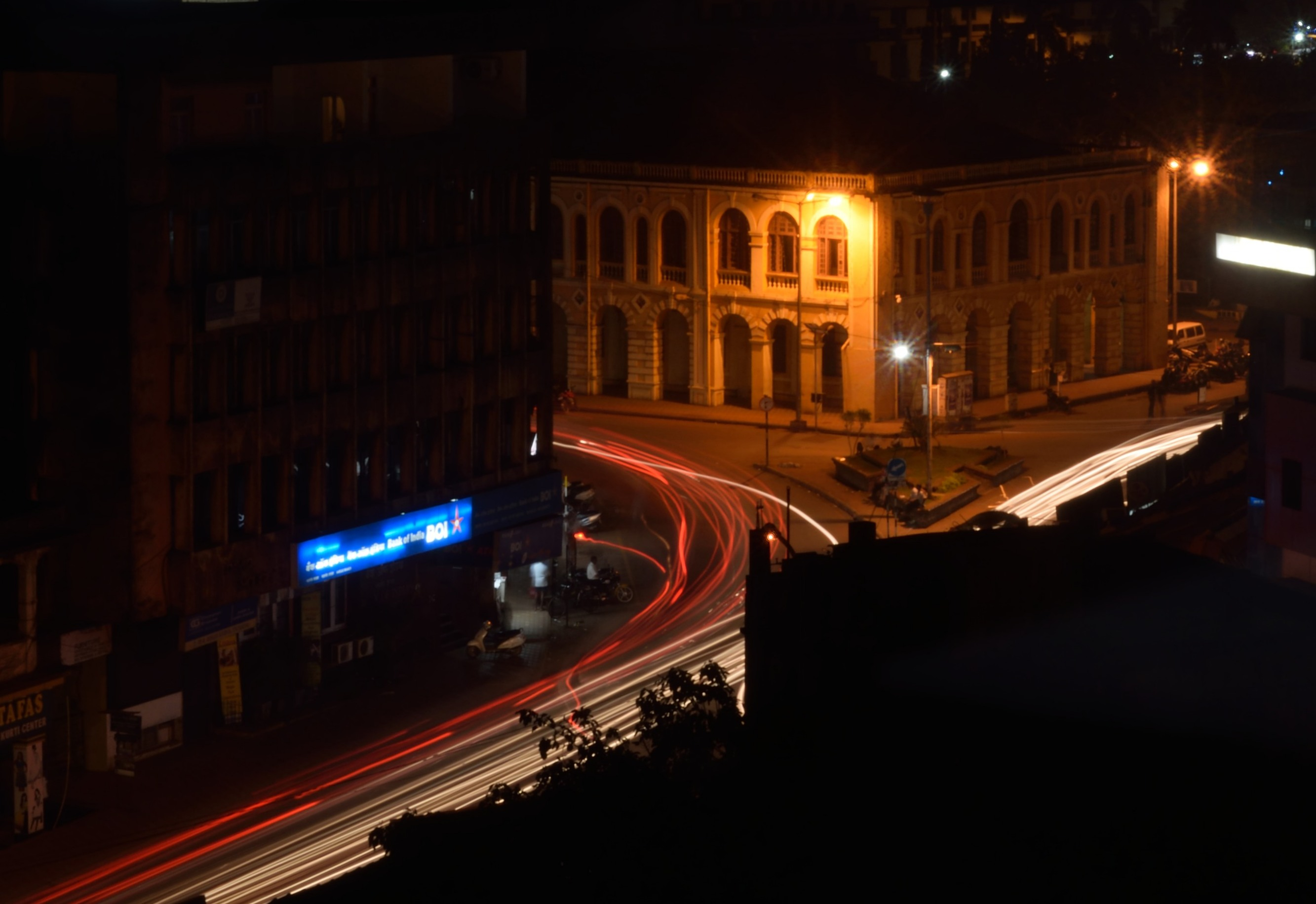
Edificio del Consejo Municipal de Madgao

En marzo de 2005, el gobernador disolvió la Asamblea y declaró el Gobierno del Presidente, que suspendió la legislatura. En unas elecciones parciales celebradas en junio de 2005, el Congreso Nacional Indio volvió al poder tras ganar tres de los cinco escaños que se sometieron a votación. El Partido del Congreso y el Partido Bharatiya Janata (BJP) son los dos partidos mayoritarios del estado. En las elecciones a la asamblea de 2007, la coalición liderada por el INC ganó y formó gobierno. En las elecciones al Vidhan Sabha de 2012, el Partido Bharatiya Janata junto con el Partido Maharashtrawadi Gomantak obtuvieron una clara mayoría, formando el nuevo gobierno con Manohar Parrikar como ministro principal. Otros partidos son el Partido Democrático de los Goanos Unidos y el Partido del Congreso Nacionalista.

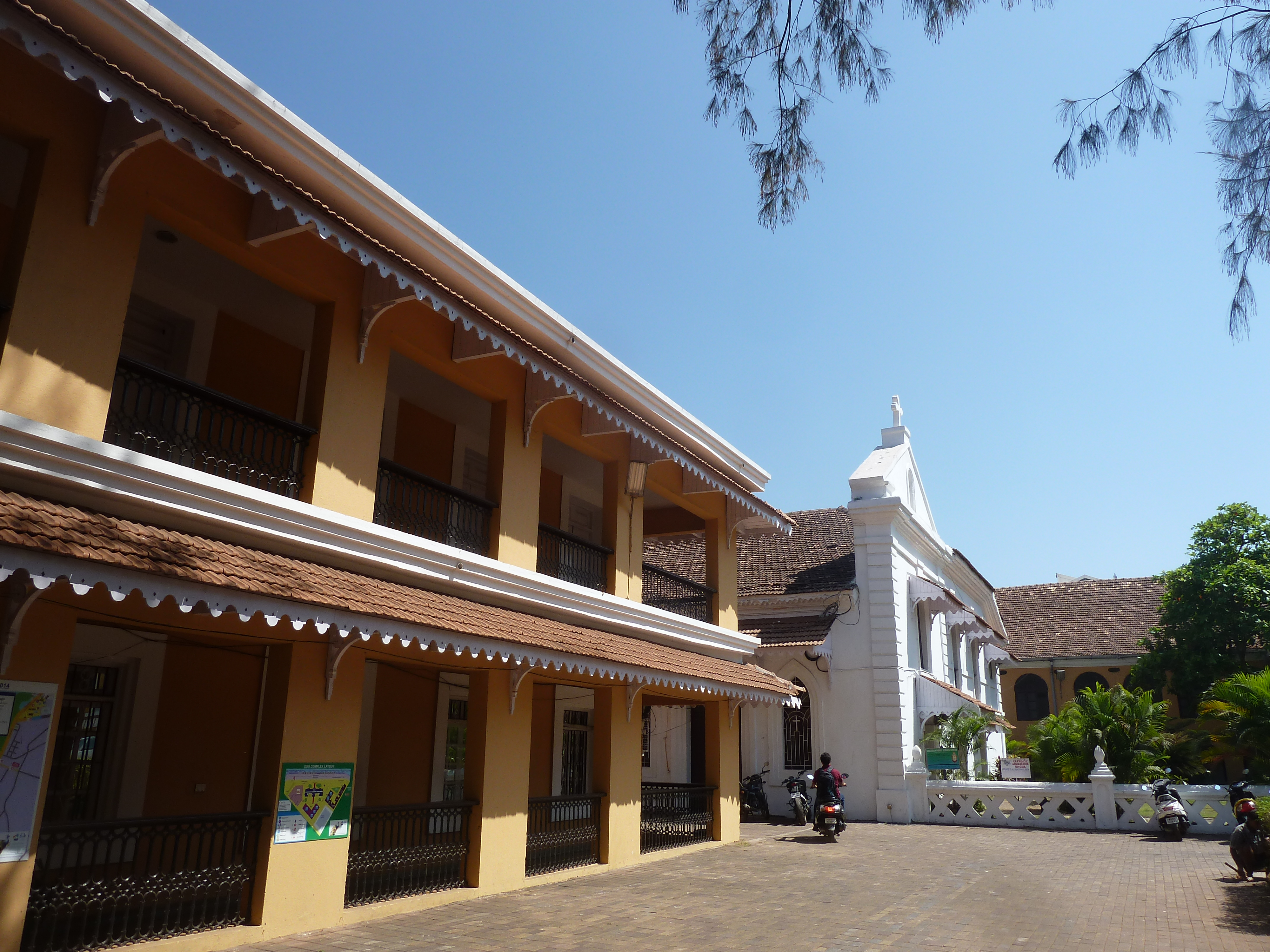
El Palacio Maquinez alguna vez propiedad de un noble portugués

En las elecciones a la asamblea de 2017, el Congreso Nacional Indio obtuvo el mayor número de escaños, y el BJP quedó en segundo lugar. Sin embargo, ningún partido consiguió la mayoría en la cámara de 40 miembros. El gobernador Mridula Sinha invitó al BJP a formar gobierno. El Congreso denunció el uso del poder del dinero por parte del BJP y llevó el caso ante el Tribunal Supremo. Sin embargo, el Gobierno dirigido por Manohar Parikkar pudo demostrar su mayoría en la «prueba de suelo» ordenada por el Tribunal Supremo.

### Estatus político
El Estatuto Especial para Goa es una propuesta para convertir al estado de Goa en una entidad con poderes adicionales dentro de la Unión India. Los defensores de la idea sostienen que el Gobierno de Goa debería recibir ciertas competencias del Gobierno indio mediante la modificación del artículo 371I de la Constitución de la India, para preservar la cultura y la historia únicas de esta subregión de Konkan. Estos poderes permitirían al Gobierno de Goa promulgar leyes para proteger los derechos de propiedad privada de los goanos y poner restricciones a la venta de tierras por parte de éstos.
El Gobierno de Goa y algunos grupos de ciudadanos han emprendido acciones para promover la concesión de poderes especiales. Una delegación del MSSG encabezada por el Adv. Antonio Lobo entregó un memorándum al ministro principal Manohar Parrikar. Se deliberó sobre la enmienda al artículo 371 (i) de la Constitución india. La Asamblea Legislativa de Goa aprobó por unanimidad una resolución para la concesión del Estatuto Especial y una delegación encabezada por el ministro principal de Goa se reunió con el primer ministro para informarle de la necesidad del Estatuto Especial. Entre los grupos de ciudadanos, estaba el movimiento de Goa por el estatuto Especial, dirigido por el difunto Mathany Saldanha, y el Movimiento por un Estatuto Especial para Goa (MSSG). El Adv. Antonio Lobo es el coordinador, Prajal Sakhardande el secretario y Antonio Alvares el secretario adjunto.

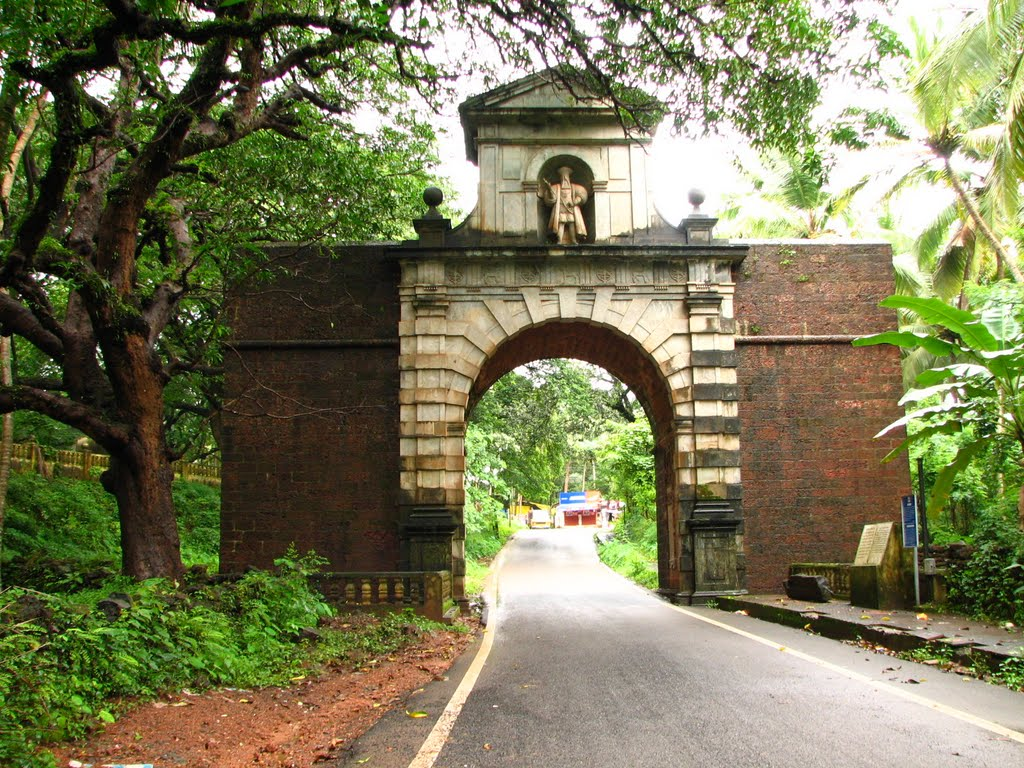
Arco de los Virreyes

Goa era una colonia portuguesa y el gobierno indio se anexionó Goa el 19 de diciembre de 1961. Tras la invasión, el gobierno indio tomó medidas para integrar a los goianos en la Unión India. En 1954, el primer ministro Jawarlal Nehru prometió a los habitantes de Goa que, en interés de la nación india, los portugueses debían marcharse y que los habitantes de Goa no se integrarían en la Unión India mediante coacción. En una reunión de emergencia del Consejo de Seguridad de la ONU celebrada el 18 de diciembre de 1961 para discutir la crisis de Goa, la URSS vetó una resolución que pedía la retirada de las fuerzas indias de Goa, a pesar de obtener la mayoría de votos. Esa noche, el Sr. C. S. Jha, embajador indio ante las Naciones Unidas, reconoció que había llegado el momento de que entraran en vigor todas las resoluciones de la ONU relativas a los territorios descolonizados. 
La Asamblea General de la ONU ya había adoptado la resolución 1514 (XV), de 14 de diciembre de 1960, sobre la concesión de la independencia a los países y pueblos coloniales. Pero en lugar de celebrar un ejercicio de autodeterminación supervisado por la ONU, la Comisión Electoral India y el gobierno militar que controlaba Goa celebraron las primeras elecciones a la Asamblea Legislativa en 1963. 

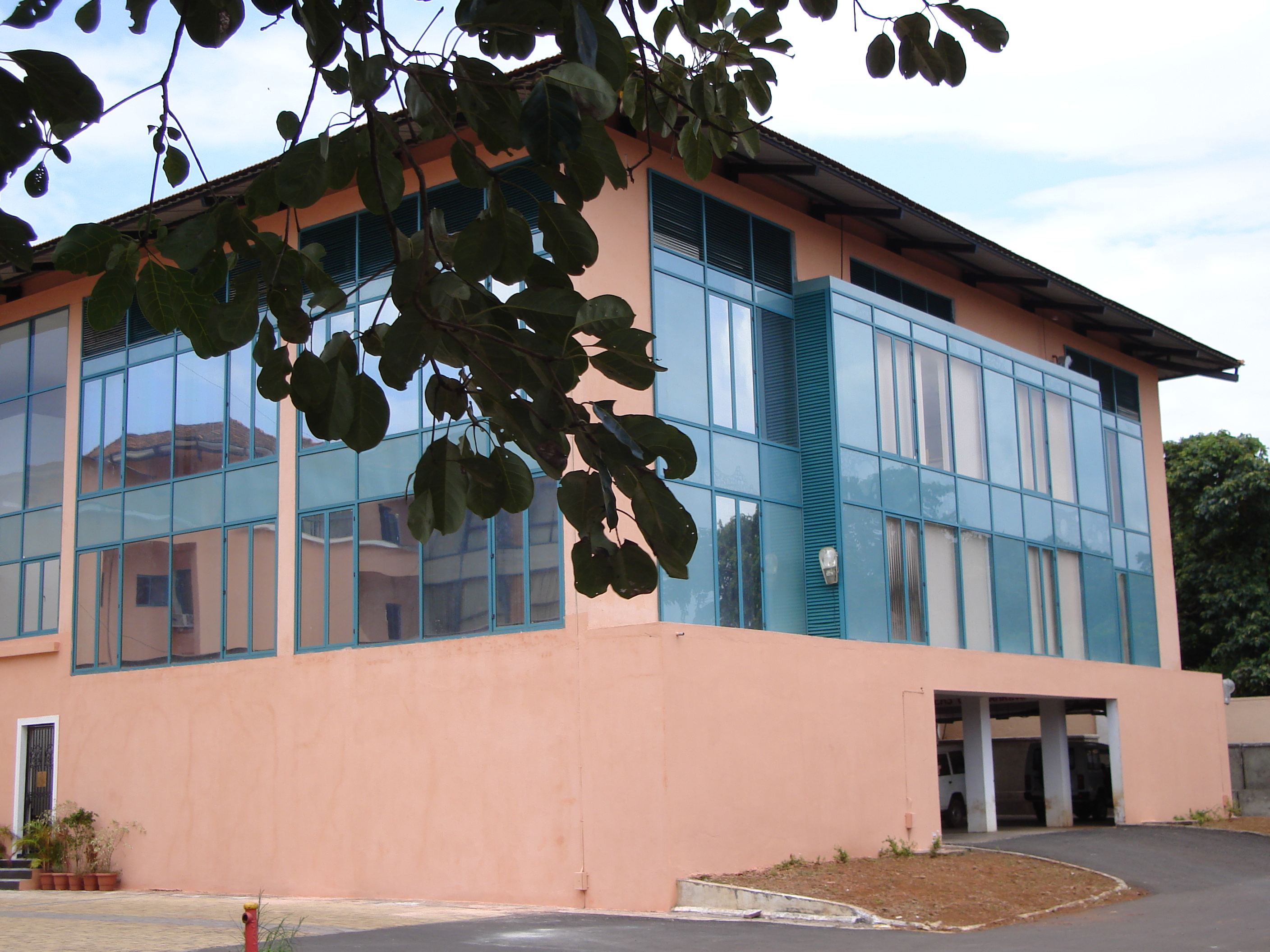
Complejo de la Asamblea Legislativa de Goa

Goa es probablemente el único territorio descolonizado al que se privó de celebrar un plebiscito. Los goanos siempre quisieron tener una identidad propia de la India. Participaron de forma única en la descolonización de Portugal, tras la descolonización no quisieron la fusión del entonces territorio de la unión de Goa con Maharashtra a través de una encuesta de opinión, posteriormente pidieron la condición de estado de Goa, y siguen trabajando por el reconocimiento de la escritura romana para el konkani.
La abolición de la monarquía portuguesa en 1910 suscitó esperanzas de que se concediera la autodeterminación a las colonias; sin embargo, al no cambiar las políticas coloniales portuguesas, surgió un movimiento por la libertad organizado y entregado. Luís de Menezes Bragança fundó O Heraldo, el primer periódico en lengua portuguesa de Goa, que criticaba el régimen colonial portugués. En 1917 se aprobó la ley «Carta Organica», que supervisaba todas las libertades civiles en Goa.

Como reacción a la creciente disidencia, el gobierno portugués de Goa aplicó políticas que restringían las libertades civiles, incluida la censura de la prensa. Las estrictas políticas de censura exigían que todo material que contuviera palabras impresas, incluidas las tarjetas de invitación, se sometiera a un comité de censura para su examen. El gobernador portugués de Goa estaba facultado para suspender la publicación, cerrar imprentas e imponer fuertes multas a los periódicos que se negaran a cumplir estas políticas. Muchos goianos criticaron el recorte de las libertades de prensa, afirmando que los únicos periódicos y revistas que los portugueses les permitían publicar eran materiales de propaganda pro-colonialista.

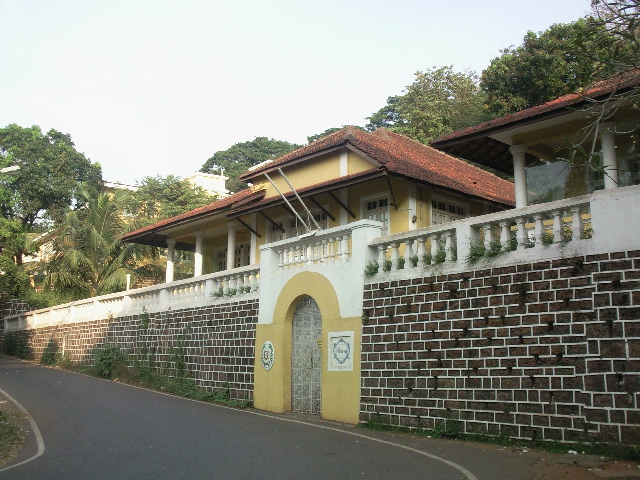
Consulado de Portugal en Panaji

## Demografía

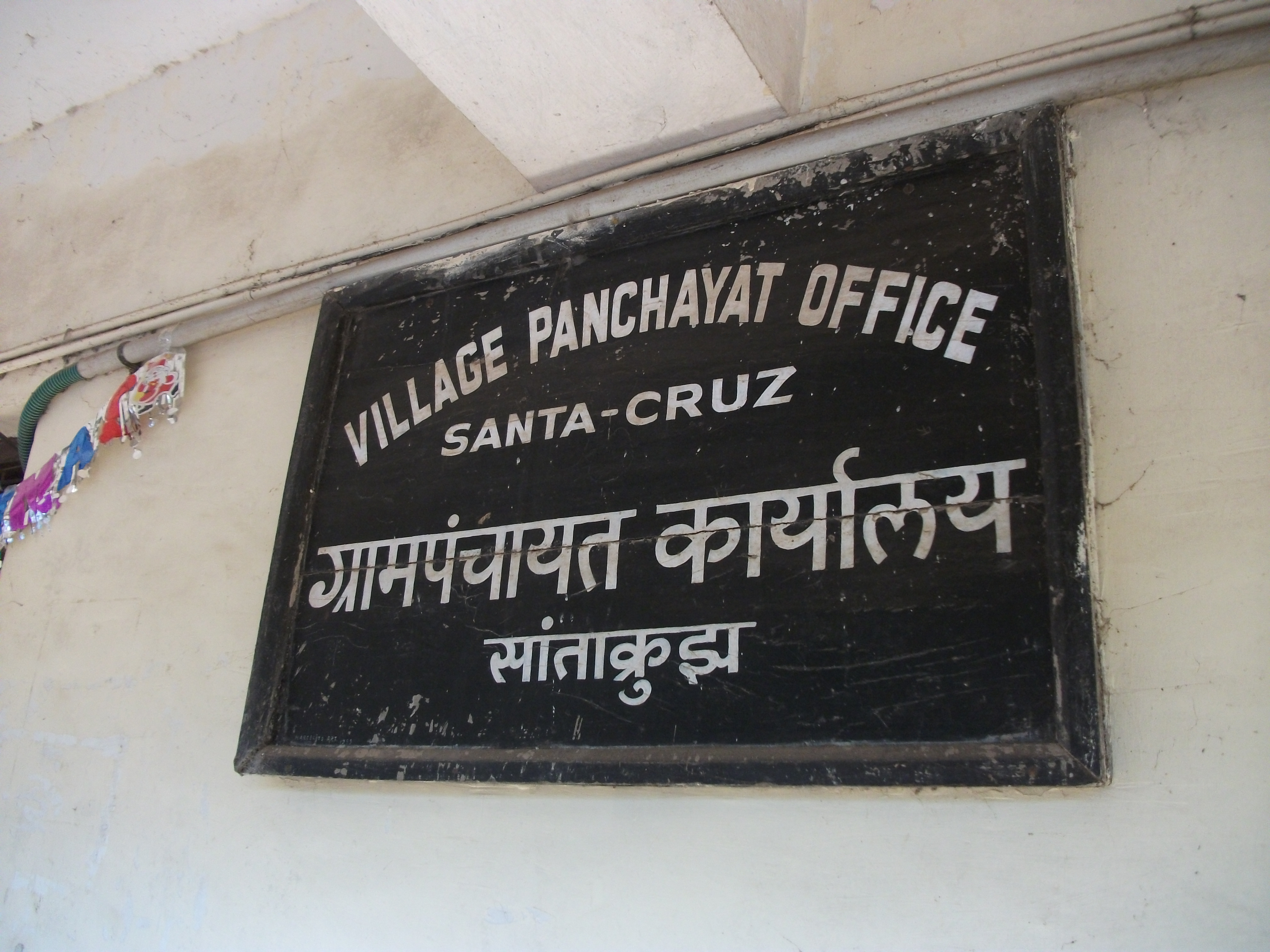
Cartel bilingüe en Goa

| Gráfica de evolución de Goa entre 1951 y 2020 |
|                                               |

### Idiomas
La Ley de Lenguas Oficiales de 1987 del antiguo Territorio de la Unión de Goa, Damán y Diu hace del konkani en escritura devanagari la única lengua oficial de Goa, pero establece que el marathi también puede utilizarse «para todos o cualquiera de los fines oficiales». El portugués fue la única lengua oficial durante la dominación colonial portuguesa. El gobierno también tiene la política de responder en marathi a la correspondencia recibida en esta lengua. Se ha pedido que el konkani en alfabeto romano sea oficial en el estado. Existe un amplio apoyo al mantenimiento del konkani como única lengua oficial de Goa.

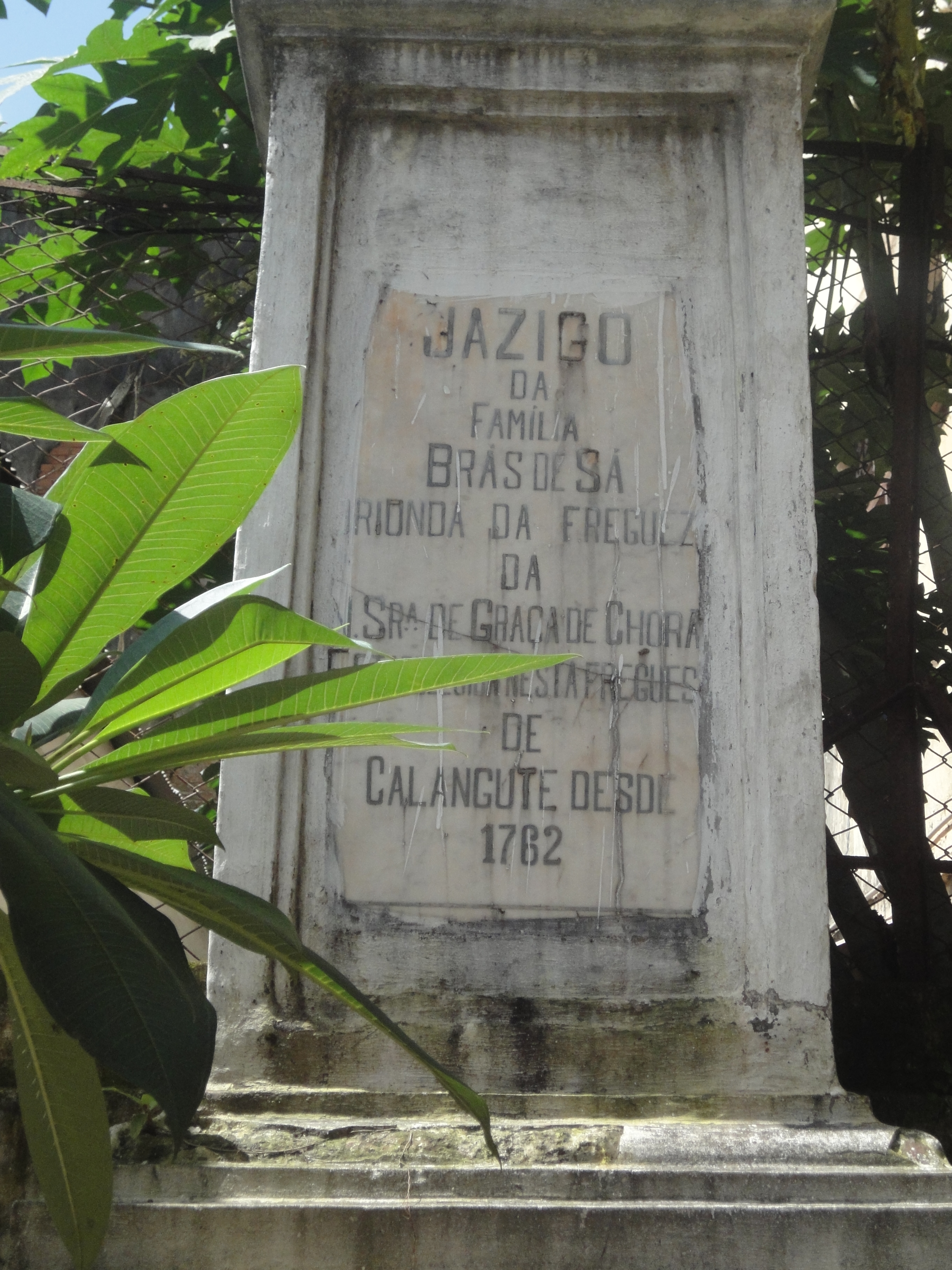
Placa en Portugués en la iglesia de San Cayetano de la Divina Providencia (São Caetano da Divina Providência)

El konkani es hablado como primera lengua por alrededor del 66,11% de la población del estado, pero casi todos los habitantes de Goa pueden hablar y entender el konkani. También hay un gran número de personas que hablan y entienden el inglés. Otros grupos lingüísticos del estado según el censo de 2011 son los hablantes de marathi (10,89%), hindi (8,64%), kannada (4,65%), urdu (2,83%) y portugués (1%).
Históricamente, el konkani no fue ni la lengua oficial ni la administrativa de los numerosos gobernantes del Estado. Bajo los kadambas (c. 960-1310), la lengua de la corte era el kannada. Bajo el dominio musulmán (1312-1370 y 1469-1510), la lengua oficial y cultural era el persa. Varias piedras del Museo Arqueológico y la Galería de Retratos de la época están inscritas en canarés y persa. Durante el periodo intermedio entre los dos periodos de dominio musulmán, el Imperio Vijayanagara, que tenía el control del Estado, ordenó el uso del canarés y el telugu.

### Educación
Las primeras instituciones educativas de la India se construyeron en Goa con ayuda europea. Los portugueses crearon seminarios para la educación religiosa católica y escuelas parroquiales para la enseñanza elemental. Fundado hacia 1542 por el español San Francisco Javier, el colegio de San Pablo de Goa era una escuela jesuita en la antigua Goa, que más tarde se convirtió en colegio. En su día, San Pablo fue la principal institución jesuita de Asia. Albergó la primera imprenta de la India y publicó los primeros libros en 1556.
La educación médica comenzó en 1801 con la oferta de cursos regulares de medicina en el Hospital Real y Militar de la antigua ciudad de Goa. Construida en 1842 como Escola Médico-Cirúrgica de (Nova) Goa (Escuela Médico-Quirúrgica de Goa), la Facultad de Medicina de Goa es una de las facultades de medicina más antiguas de Asia y cuenta con una de las bibliotecas médicas más antiguas (desde 1845). Alberga el hospital más grande de Goa y sigue impartiendo formación médica en la actualidad.

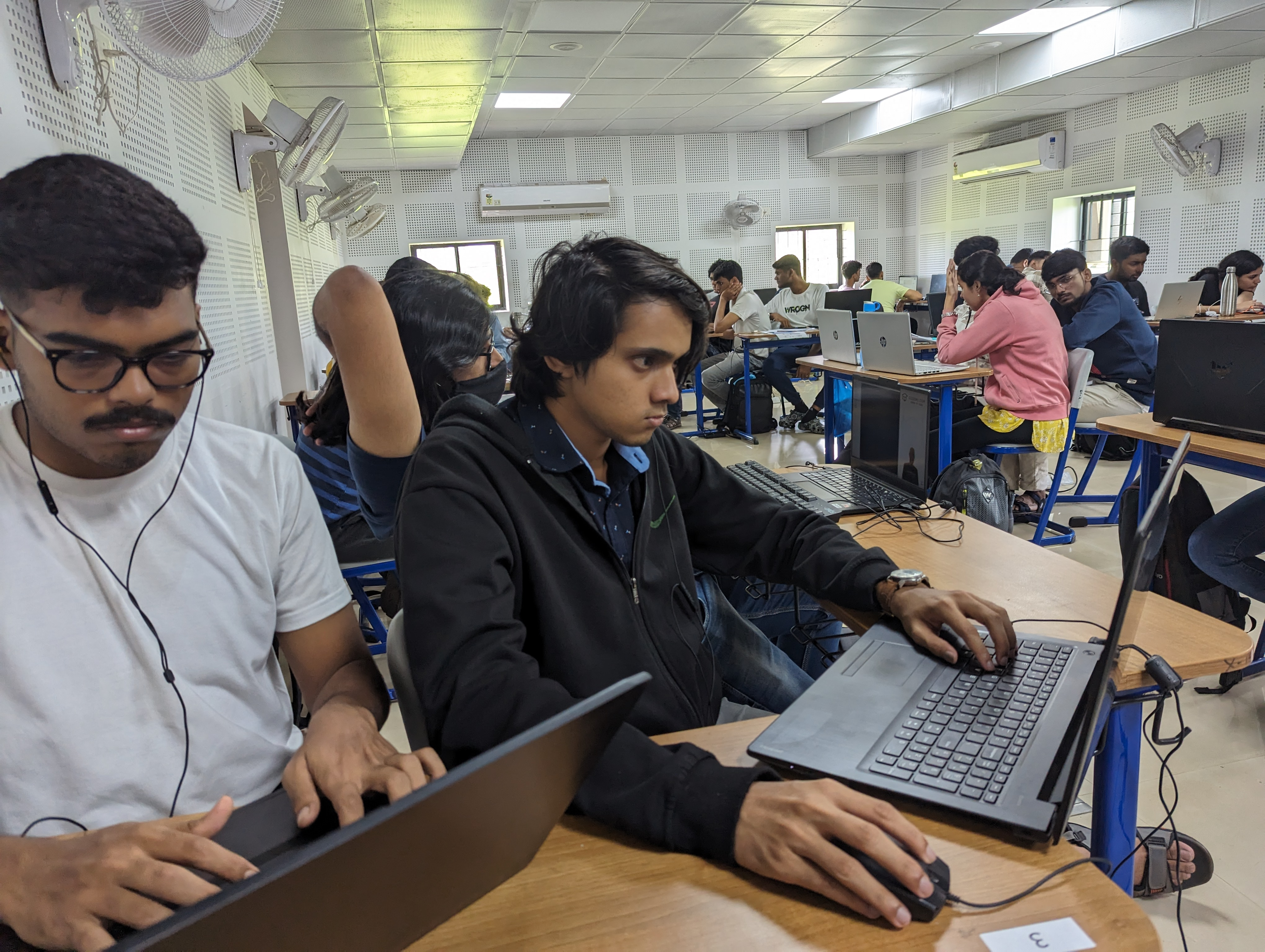
Infofest 2023, festival organizado por estudiantes de informática de la Universidad de Goa

Según el censo de 2011, Goa tiene una tasa de alfabetización del 87%, con un 90% de hombres y un 84% de mujeres alfabetizados. Cada taluka está formado por aldeas, cada una de las cuales tiene una escuela gestionada por el gobierno. Se prefieren las escuelas privadas a las públicas. Todas las escuelas dependen del Consejo de Educación Secundaria y Secundaria Superior de Goa, cuyo plan de estudios está prescrito por el departamento de educación del estado. También hay algunos centros que se rigen por el programa ICSE o el programa NIOS de toda la India. La mayoría de los estudiantes de Goa terminan el bachillerato con el inglés como lengua vehicular. La mayoría de las escuelas primarias, sin embargo, utilizan el konkani y el marathi (en escuelas privadas, pero subvencionadas por el gobierno). Como ocurre en la mayor parte de India, la matriculación en medios vernáculos ha experimentado un descenso en favor de la enseñanza en inglés. Según un informe publicado en The Times of India, el 84% de las escuelas primarias de Goa funcionaban sin jefe administrativo.
Algunas escuelas destacadas de Goa son la Escuela Sharada Mandir en Miramar, la Secundaria Loyola, en Margao, y The King's School, en São José de Areal. Tras diez años de escolarización, los alumnos se incorporan a un centro de enseñanza secundaria superior, que ofrece cursos en ramas populares como Ciencias, Artes, Derecho y Comercio. También pueden optar por un curso de formación profesional. Además, pueden matricularse en cursos de diplomatura de tres años. A los dos años de estudios universitarios les sigue un programa de licenciatura profesional. La Universidad de Goa, la única de Goa, se encuentra en Taleigão y la mayoría de las facultades de Goa están afiliadas a ella.

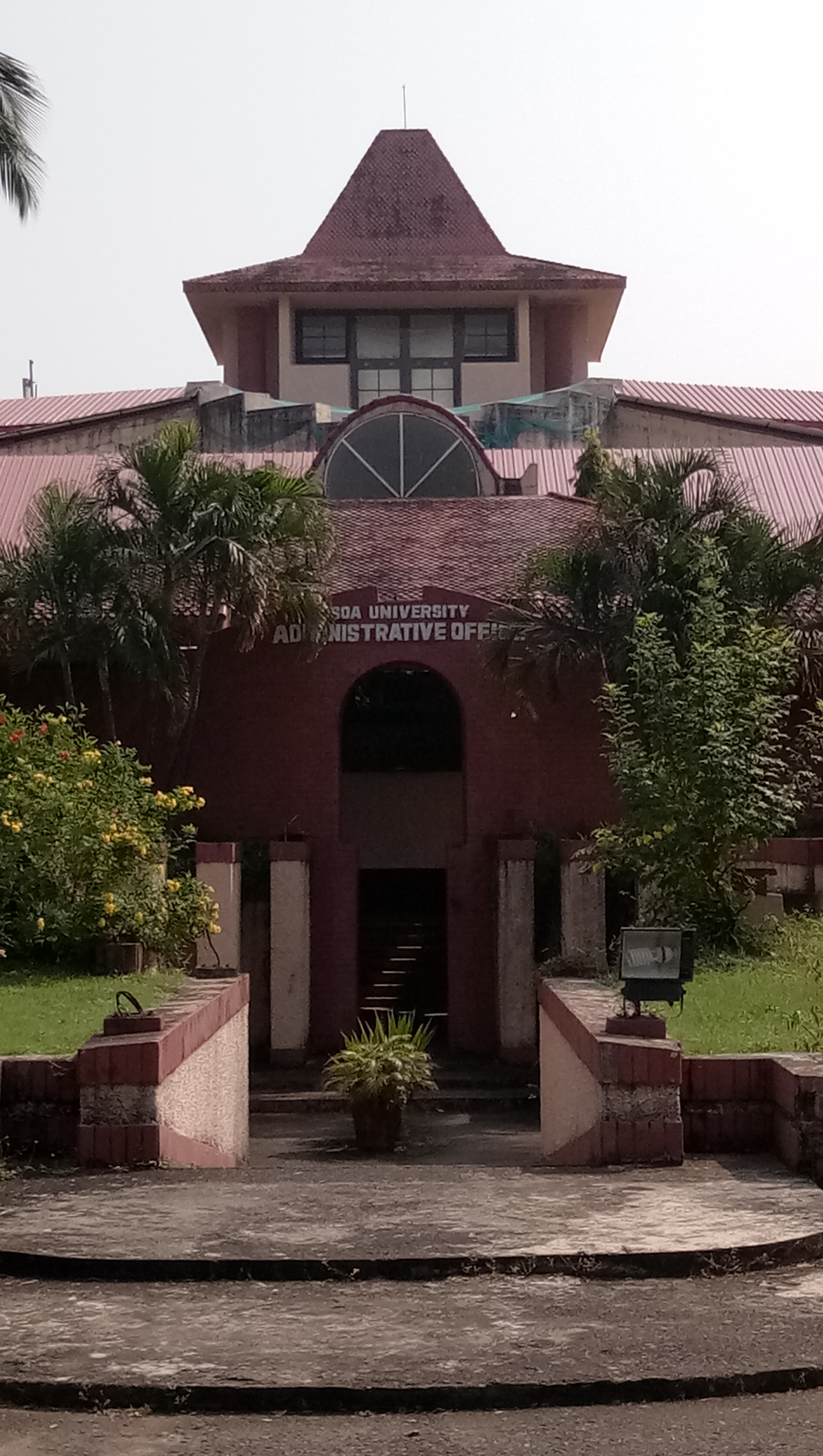
Edificio Administrativo de la Universidad de Goa

Hay seis facultades de ingeniería en el estado. La Escuela de Ingeniería de Goa y el Instituto Nacional de Tecnología de Goa están financiados por el gobierno, mientras que las escuelas privadas de ingeniería son la Escuela de Ingeniería Don Bosco de Fatorda, el Instituto Shree Rayeshwar de Ingeniería y Tecnología de la Información de Shiroda, el Instituto Agnel de Tecnología y Diseño (AITD) de Assagao, Bardez y la Escuela de Ingeniería Padre Conceicao de Verna. En 2004, BITS Pilani, uno de los principales institutos de la India, inauguró su segundo campus, el BITS Pilani Goa Campus, en Zuarinagar, cerca de Dabolim. El Instituto Indio de Tecnología de Goa (IIT Goa) comenzó a funcionar desde su campus temporal, situado en el Colegio de Ingeniería de Goa desde 2016. El emplazamiento para el campus permanente se finalizó en Cotarli, Sanguem.
Hay facultades de farmacia, arquitectura y odontología, además de numerosas facultades privadas de derecho, artes, comercio y ciencias. También hay dos centros nacionales relacionados con las ciencias oceanográficas: el Centro Nacional de Investigación Antártica y Oceánica, en Vasco da Gama, y el Instituto Nacional de Oceanografía, en Dona Paula[cita requerida] El Instituto de Gestión de Goa, situado en Sanquelim, cerca de Panaji, es una de las principales escuelas de negocios de India. Además de las facultades de ingeniería, hay institutos politécnicos públicos en Panaji, Bicholim y Curchorem, e instituciones subvencionadas como el Politécnico Padre Agnel de Verna y el Instituto de Tecnología Naval de Vasco da Gama, que imparten formación técnica y profesional.
Otros institutos de Goa son la Escuela Superior de Comercio y Economía Shri Damodar, el V.V.M's R.M. Salgaocar Higher Secondary School de Margao, el G.V.M's S.N.J.A higher secondary school, el colegio Don Bosco, el D.M. 's College of Arts, Science and Commerce, St Xavier's College, Carmel College, The Parvatibai Chowgule College, Dhempe College, Damodar College, M. E. S. College of Arts & Commerce, S. S. Samiti's Higher Secondary School of Science y Rosary College of Commerce & Arts. Como resultado del renovado interés por la lengua y la cultura portuguesas, en muchos colegios de Goa, en su mayoría privados, se imparte portugués en todos los niveles de enseñanza. En algunos casos, los estudiantes goianos realizan programas de intercambio estudiantil en Portugal.

## Economía
Turismo y Ocio son su principal industria.
Durante la ocupación portuguesa se instaló en el estado de Diu una Casa de Moneda que permaneció abierta hasta 1860. A partir de ese año se trasladó a Goa, en donde se contramarcaron diferentes monedas extranjeras con el objetivo de permitir su circulación en todo el territorio ocupado. Las contramarcas que se conocen contenían un círculo con la leyenda "DºA" y "D.O". También existe otra contramarca que llevaba el escudo de armas de Portugal, que se utilizó en el año 1770 para revalorizar los reales de a ocho españoles y las monedas extranjeras que estaban en circulación. Esta marca también fue utilizada el 19 de diciembre de ese mismo año por el gobernador de la India portuguesa, Manuel Saldaña, quien envió a Diu los punzones para marcar las patacas españolas (8 reales) y las demás monedas extranjeras.

### Turismo

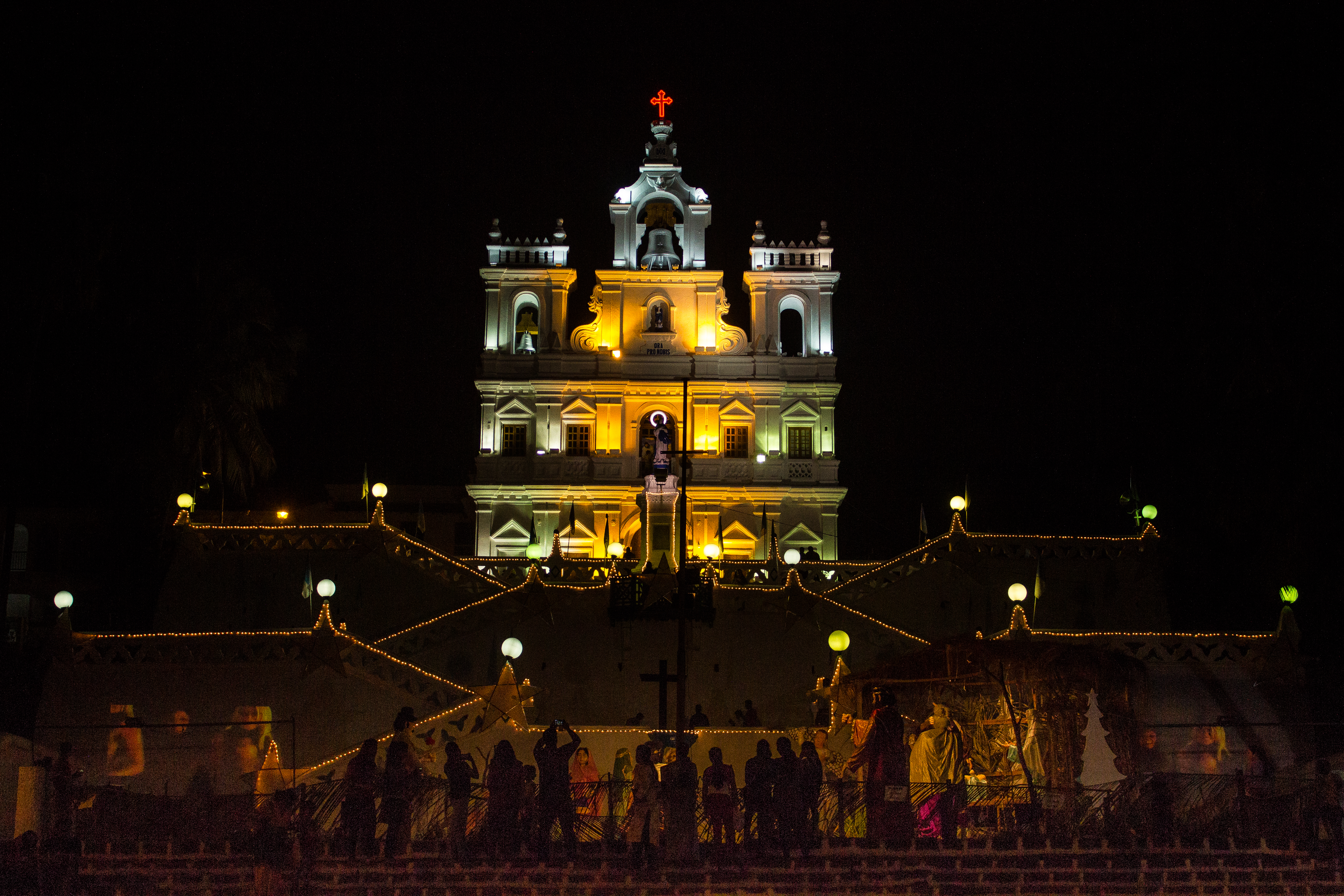
Iglesia de Nuestra Señora de la Inmaculada Concepción en Goa

El turismo se centra generalmente en las zonas costeras de Goa, con una menor actividad turística en el interior. En 2010, más de 2 millones de turistas visitaron Goa, de los cuales 1,2 millones procedían del extranjero. En 2013, Goa era el destino preferido de turistas indios y extranjeros, sobre todo británicos y rusos, con medios limitados que querían pasar las vacaciones fuera de sus países. El estado albergaba la esperanza de que pudieran introducirse cambios que atrajeran a un grupo demográfico de más alto nivel.

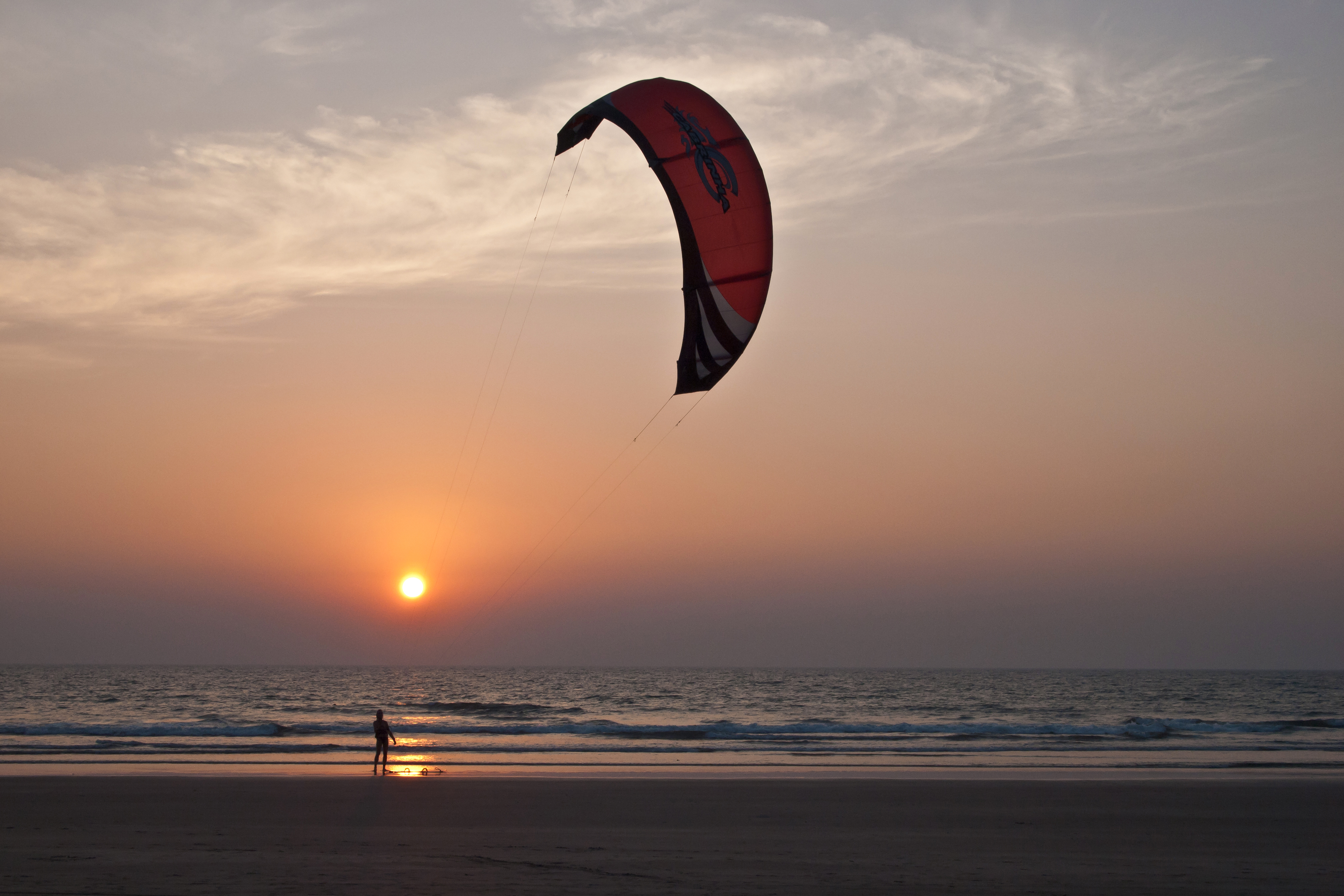
Kitesurfing en la playa de Mandrem

Goa ocupa el sexto puesto en la lista de las 10 ciudades con más vida nocturna del mundo de National Geographic Travel. Una de las mayores atracciones turísticas de Goa son los deportes acuáticos. Playas como Baga y Calangute ofrecen motos acuáticas, parasailing, paseos en banana, motos acuáticas y mucho más. La playa de Patnem, en Palolem, ocupa el tercer puesto en la lista de las 20 mejores playas de Asia de CNN Travel.
Más de 450 años de dominio portugués y la influencia de la cultura portuguesa presentan a los visitantes de Goa un ambiente cultural que no se encuentra en ningún otro lugar de la India. Goa se describe a menudo como una fusión entre la cultura oriental y la occidental, en la que la cultura portuguesa ocupa un lugar dominante, ya sea en el ámbito arquitectónico, cultural o social. El estado de Goa es famoso por sus excelentes playas, iglesias y templos.
Goa cuenta con un lugar declarado Patrimonio de la Humanidad: la Basílica del Bom Jesus, con iglesias y conventos de la antigua Goa. La basílica alberga los restos mortales de Francisco Javier, considerado por muchos católicos el patrón de Goa (el patrón de la archidiócesis de Goa es en realidad San José Vaz). Ambos son monumentos de la época portuguesa y reflejan un marcado carácter europeo. Las reliquias se retiran para su veneración y exposición pública, por prerrogativa de la Iglesia Católica em Goa, y no cada diez o doce años, como se piensa y propaga popularmente. La última exposición tuvo lugar en 2014.

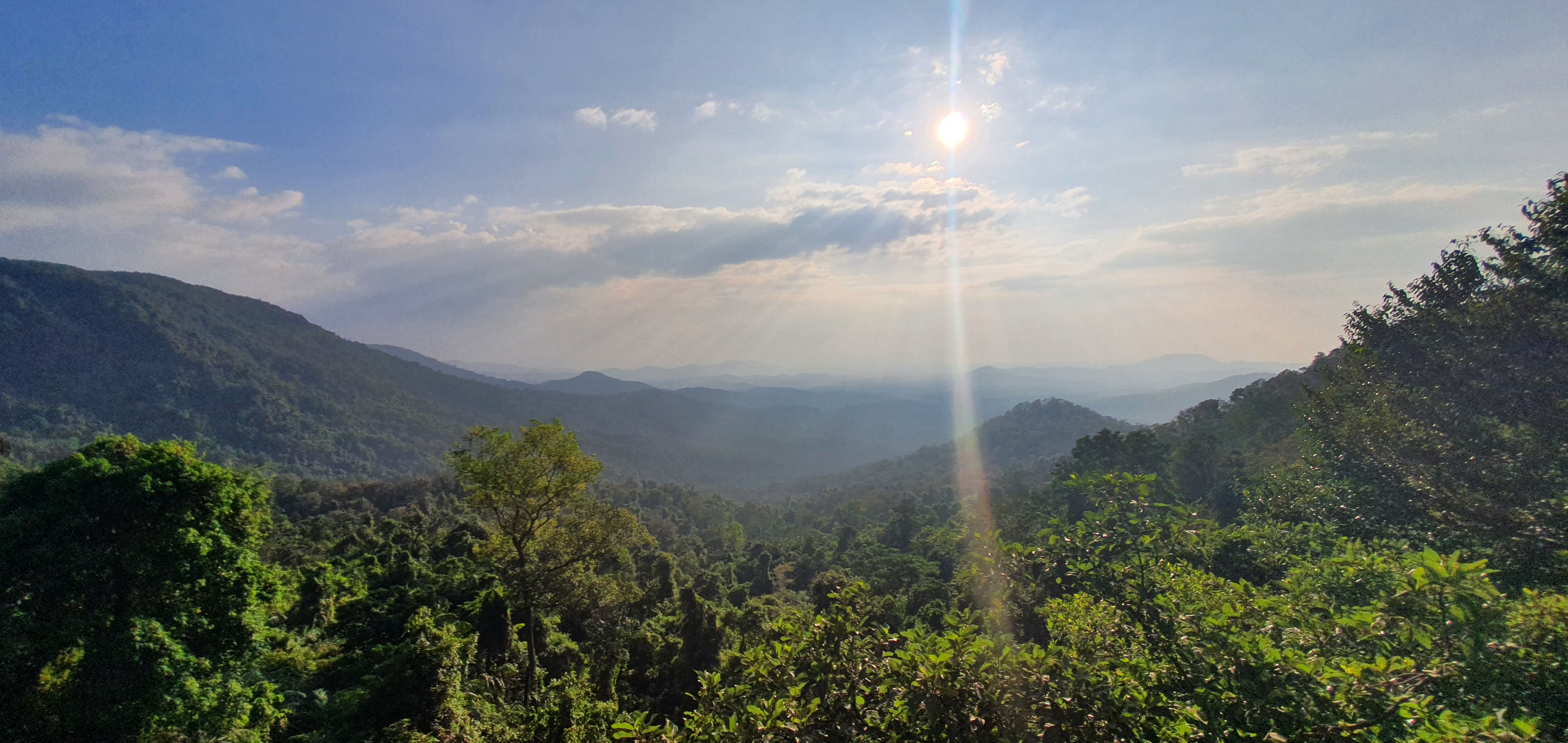
Paisaje montañoso y boscoso de Goa

Las regiones de Velhas Conquistas son conocidas por su arquitectura de estilo goa-portugués. Hay muchos fuertes en Goa, como Tiracol, Chapora, Corjuem, Aguada, Reis Magos, Nanus, Mormugao, Fort Gaspar Dias y Cabo de Rama.
En muchas partes de Goa aún se conservan mansiones construidas con arquitectura de estilo indoportugués, aunque, en algunos pueblos, la mayoría se encuentran en estado ruinoso. Fontainhas, en Panaji, ha sido declarado barrio cultural, y muestra la vida, la arquitectura y la cultura de Goa. Las influencias de la época portuguesa son visibles en algunos de los templos de Goa, sobre todo en el templo de Shanta Durga, el de Mangueshi, el de Shri Damodar y el de Mahalasa. Después de 1961, muchos de ellos fueron demolidos y reconstruidos al estilo indio.

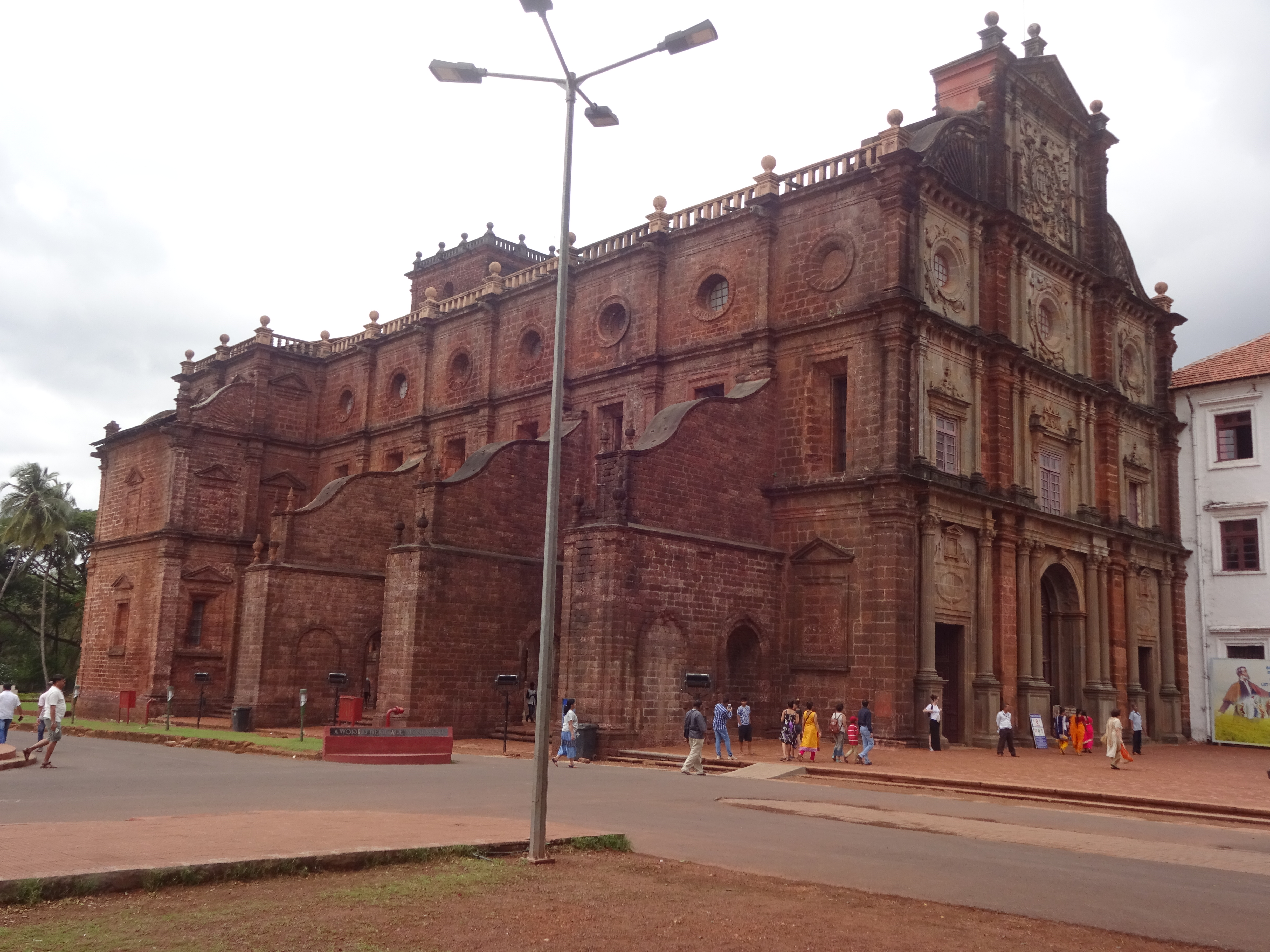
Basílica del Buen Jesús, Patrimonio de la Humanidad

Goa cuenta con tres museos importantes: el Museo Estatal de Goa, el Museo de Aviación Naval y el Instituto Nacional de Oceanografía. El museo de aviación es uno de los tres que hay en India (los otros están en Delhi y Bangalore). El Centro de Ciencias de Goa está en Miramar, Panaji. El Instituto Nacional de Oceanografía de la India (NIO) está en Dona Paula. El Museo de Goa es una galería privada de arte contemporáneo situada en el polígono industrial de Pilerne, cerca de Calangute.
La mayor parte de la belleza de Goa está presente en sus playas. El litoral, de unos 103 kilómetros, cuenta con algunas de las playas más atractivas flanqueadas por el mar Arábigo. Las playas de Goa se cuentan entre las más bellas de la India[85][ Algunas de las playas más populares son Anjuna, Baga, Bambolim , Betul, Calangute, Candolim, Cavelossim, Colva, Butterfly, Majorda y Miramar.

## Transporte

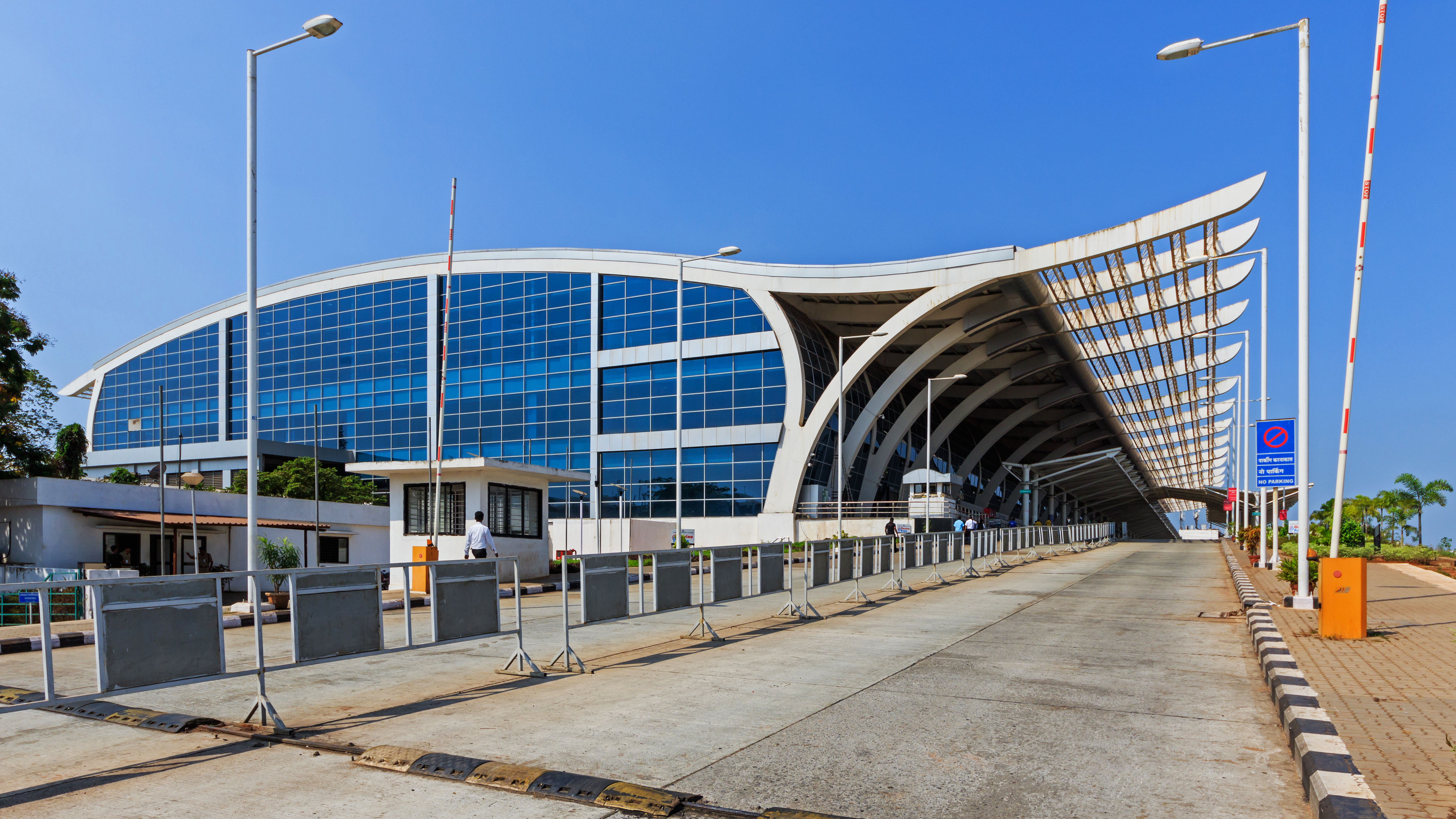
Aeropuerto Internacional de Goa

Goa cuenta con dos aeropuertos internacionales. El Aeropuerto Internacional de Goa es un enclave civil en INS Hansa, un aeródromo naval situado en Dabolim, cerca de Vasco da Gama, mientras que el Aeropuerto Internacional Manohar se encuentra al norte, en Mopa. A los cinco meses de su creación, el aeropuerto de Mopa comenzó a gestionar el 30% de todo el tráfico aéreo de Goa. Los aeropuertos prestan servicios aéreos regulares nacionales e internacionales, y el nuevo aeropuerto comenzó a operar internacionalmente en marzo de 2023. Goa tiene conexiones internacionales regulares con Doha, Dubái, Mascate, Sharjah y Kuwait, en Oriente Próximo, a través de aerolíneas como Air Arabia, Air India, GoAir, IndiGo, Omán Air, SpiceJet y Qatar Airways.
El transporte público de Goa consiste principalmente en autobuses privados que conectan las principales ciudades con las zonas rurales. Los autobuses estatales, gestionados por la Corporación de Transporte Kadamba, enlazan las principales rutas (como la de Panaji-Margao) y algunas zonas remotas del estado. La Corporación posee 15 paradas de autobús, 4 cocheras y un taller central en Porvorim y una oficina central en Porvorim. En las grandes ciudades, como Panaji y Margao, operan autobuses intraurbanos. Sin embargo, el transporte público en Goa está menos desarrollado, y los residentes dependen en gran medida de su propio transporte, normalmente motocicletas de dos ruedas y pequeños autos familiares.

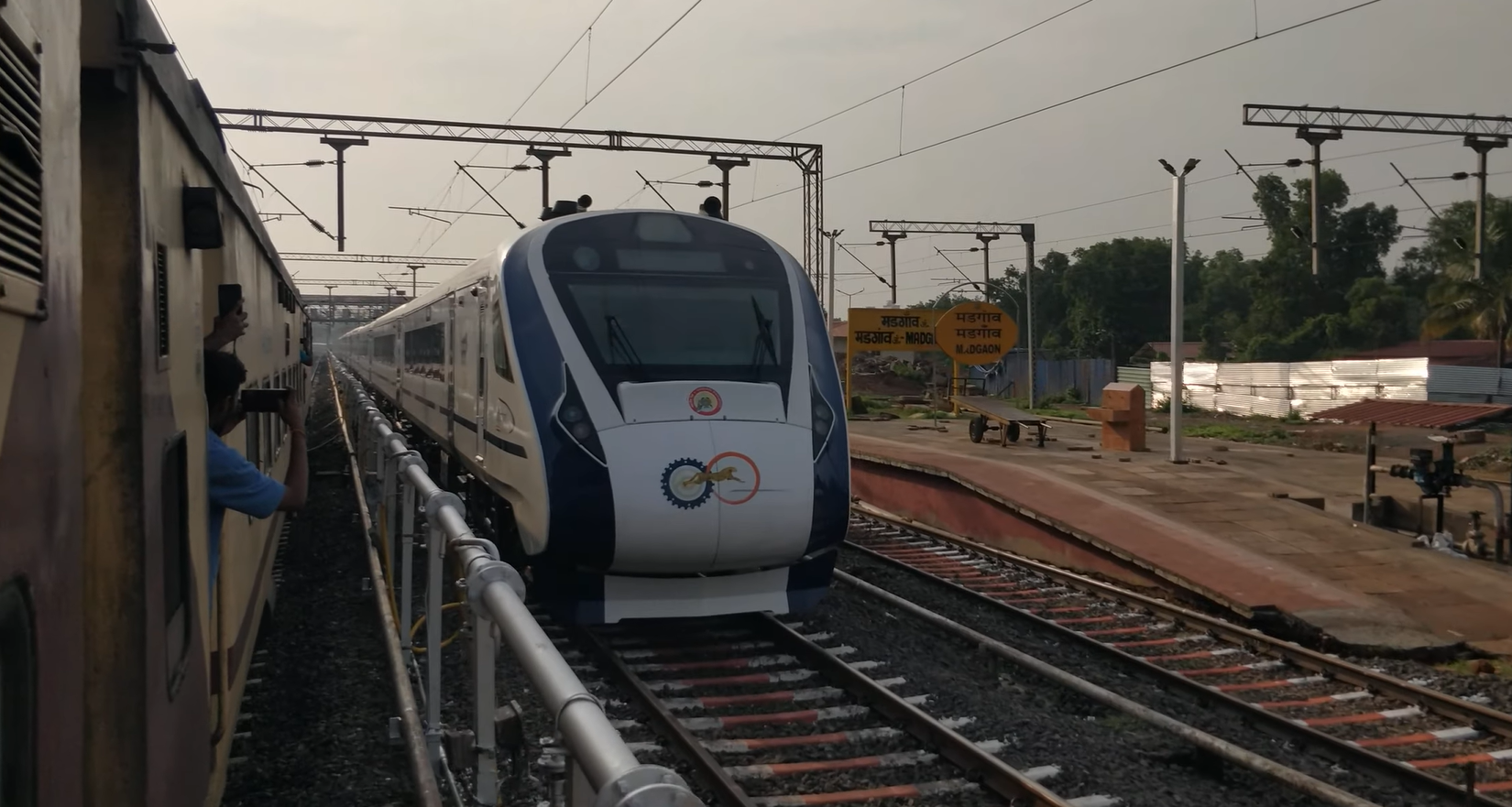
Tren en la estación de Madgaon

Goa está atravesada por cuatro autopistas nacionales. La NH-66 (antigua NH-17) recorre la costa oeste de la India y une Goa con Bombay, al norte, y Mangalore, al sur. La NH-4A atraviesa el estado y conecta la capital, Panaji, con Belgaum, al este, enlazando Goa con ciudades del Decán. La NH-366 (antigua NH-17A) conecta la NH-66 con el puerto de Mormugao desde Cortalim. 
La nueva NH-566 (antigua NH-17B) es una autopista de cuatro carriles que conecta el puerto de Mormugao con la NH-66 en Verna a través del aeropuerto de Dabolim, construida principalmente para aliviar la presión sobre la NH-366 por el tráfico hacia el aeropuerto de Dabolim y Vasco da Gama. La NH-768 (antigua NH-4A) une Panaji y Ponda con Belgaum y la NH-4. Goa cuenta con un total de 224 km de carreteras nacionales, 232 km de carreteras estatales y 815 km de carreteras comarcales. Las autopistas nacionales de Goa son de las más estrechas del país y seguirán siéndolo en un futuro próximo, ya que el gobierno estatal ha recibido una exención que permite la construcción de autopistas nacionales estrechas. En Kerala, las autopistas tienen 45 metros (148 pies) de ancho. En otros estados, las autopistas nacionales son carreteras separadas de 60 metros (200 pies) de ancho con un mínimo de cuatro carriles, así como vías rápidas de 6 u 8 carriles de acceso controlado.

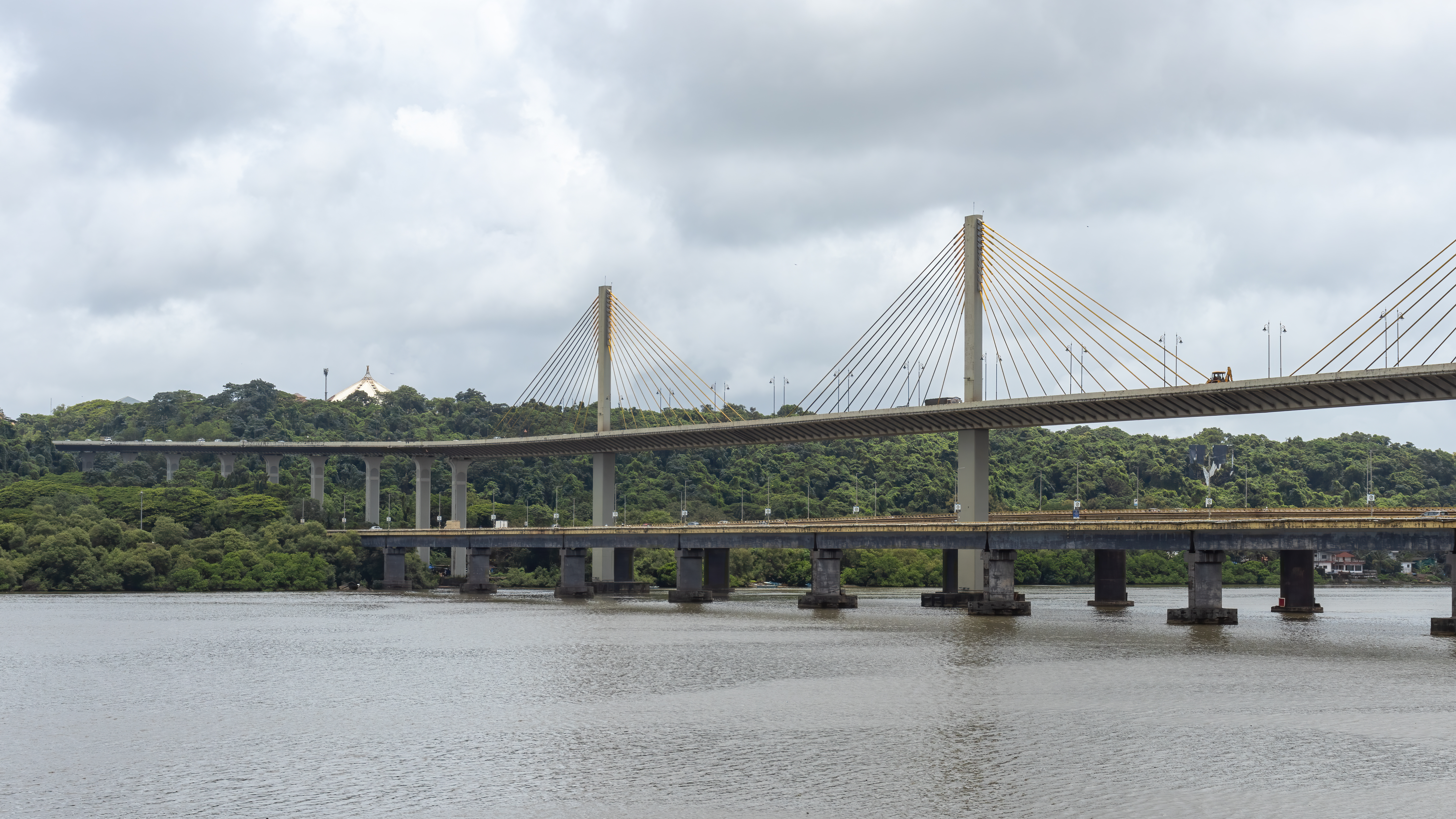
El Puente Atal Setu en Panaji, Goa

Los medios de transporte alquilados incluyen taxis sin taxímetro y, en las zonas urbanas, auto rickshaws. Otra forma de transporte en Goa es el mototaxi, operado por conductores llamados localmente «pilotos». Estos vehículos transportan a un solo pasajero, con tarifas que suelen negociarse. Aparte de los autobuses, los «pilotos» suelen ser el medio de transporte más barato. Los ríos de Goa se cruzan en transbordadores de fondo plano, operados por el departamento de navegación fluvial.
Goa contará con dos nuevas autopistas en los próximos años, que conectarán el estado y mejorarán la conectividad y los desplazamientos con el resto del país. Son las siguientes
- Autopista Nagpur-Goa: propuesta, que se completará en 2028/29.[59][60]
- Autopista Konkan: propuesta.[61]

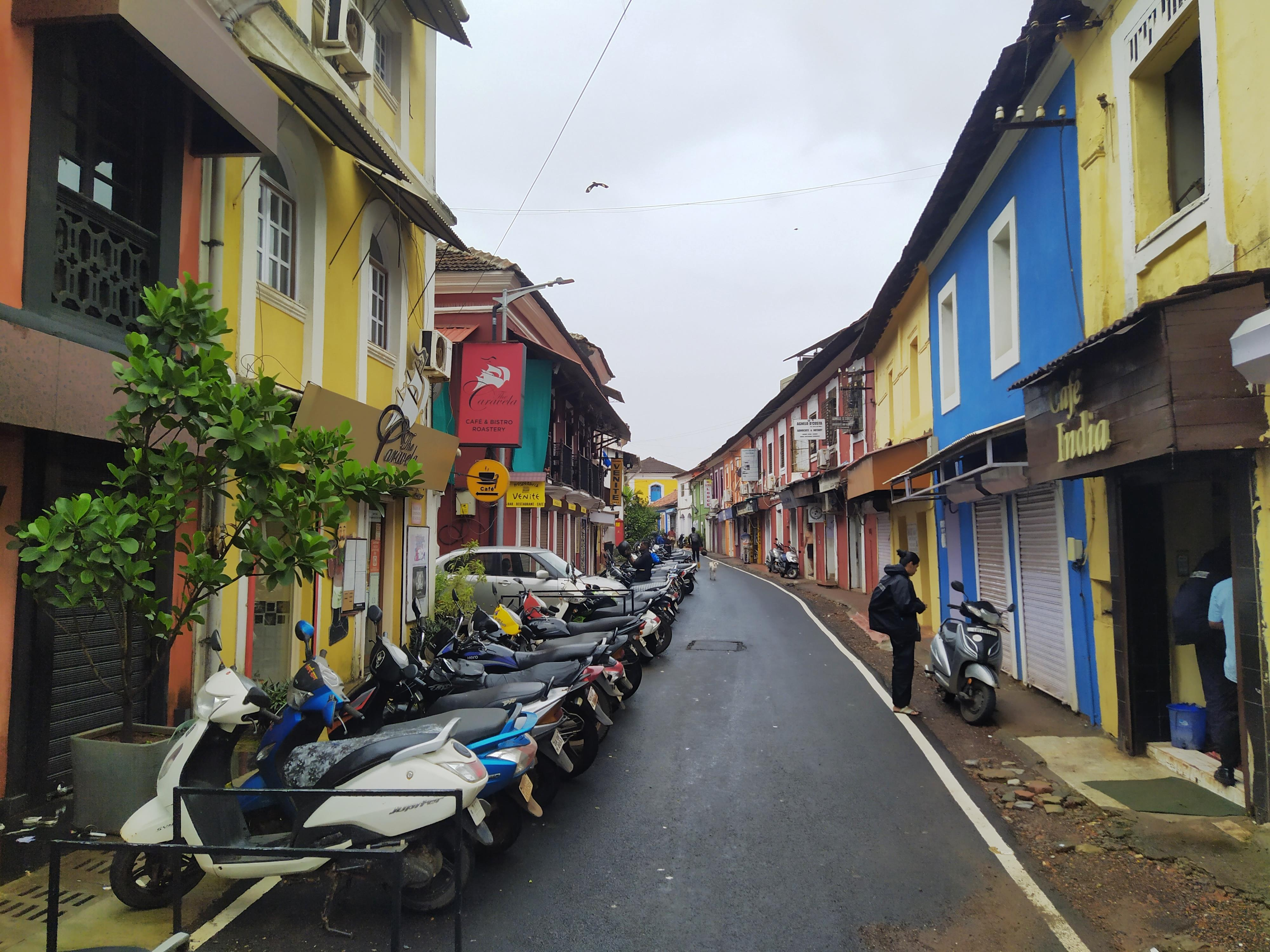
Motos en una calle de São Tomé, Goa

Goa cuenta con dos líneas de ferrocarril: una gestionada por los Ferrocarriles del Suroeste y otra por los Ferrocarriles de Konkan. La línea del Ferrocarril del Suroeste se construyó durante la época colonial y unía la ciudad portuaria de Vasco da Gama, Goa, con Belgaum, Hubli, Karnataka, vía Margao. La línea del Ferrocarril Konkan, construida en la década de 1990, discurre paralela a la costa y conecta las principales ciudades de la costa occidental.
El fondo portuario de Mormugao, cerca de la ciudad de Vasco, manipula mineral, petróleo, carbón y contenedores internacionales. Gran parte de los envíos consisten en minerales y menas del interior de Goa. Panaji, a orillas del Mandovi, cuenta con un puerto menor que, hasta finales de los 80, transportaba pasajeros en barcos de vapor entre Goa y Bombay. En la década de 1990, Damania Shipping prestó un servicio efímero de catamarán entre Bombay y Panaji.

## Cultura

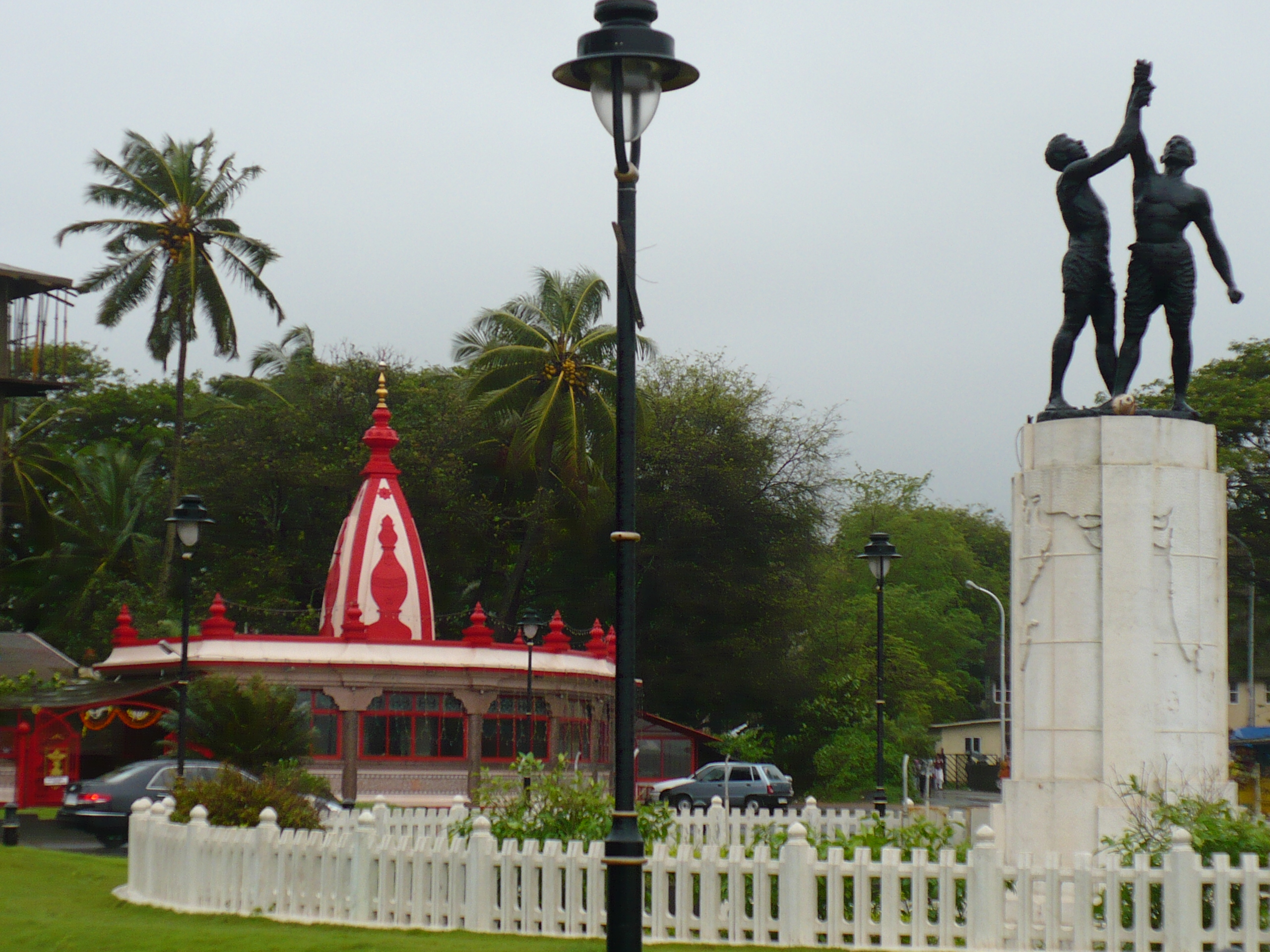
Monumento a la Unidad de Cristianos e Hindúes en Goa

Los siglos de dominio colonial portugués vinieron acompañados de influencias culturales, de modo que hoy Goa es la región más europeizada de toda la India. Esto es más evidente en el corazón de Goa, que estuvo bajo dominio extranjero durante más tiempo y tiene la mayor proporción de habitantes católicos. Sin embargo, desde que pasó a formar parte de la India, varios elementos de la cultura mediterránea han retrocedido. Por ejemplo, el portugués como lengua de la administración, el derecho, la literatura y la educación. Más tarde, la lengua inglesa ocupó su lugar. Las aportaciones literarias en inglés surgieron en el siglo XIX. En el siglo XVI y principios del XVII, los escritos de los misioneros contribuyeron al desarrollo del konkani, una de las primeras lenguas indígenas, hasta que se prohibió su uso en 1684. Desde principios del siglo XX y desde el reconocimiento de la literatura konkani por la Academia Sahitya en la década de 1970, se ha producido un renacimiento.
Los gobernantes coloniales portugueses dejaron tras de sí un legado arquitectónico en forma de varios edificios religiosos, entre otras cosas. Por ejemplo, las iglesias y monasterios de la antigua capital, Velha Goa, que son Patrimonio de la Humanidad de la UNESCO desde 1986. San Francisco Javier, considerado por muchos católicos el patrón de Goa, está enterrado en la Basílica do Bom Jesus. En Goa también se conservan casas señoriales que pertenecieron a los portugueses. Por otra parte, la arquitectura de los antiguos templos hindúes se limita a la periferia rural, ya que los fanáticos cristianos destruyeron varios templos en el centro de la isla en los primeros tiempos de la dominación colonial. Es famoso el templo de Mangeshi, cerca de Ponda.

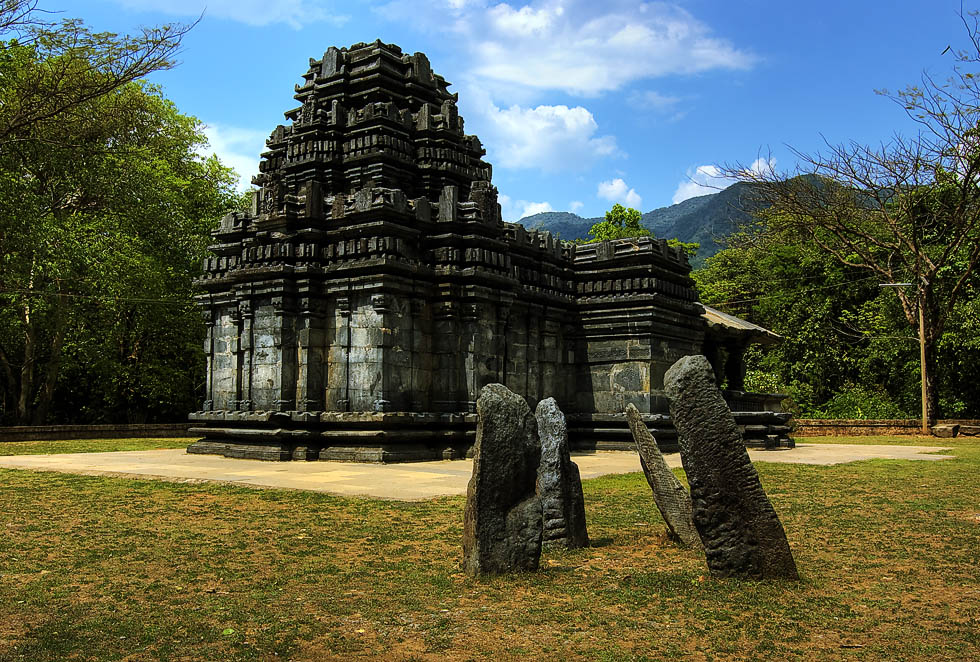
Templo hindú de Mahadev

La música pop konkani y la del cine hindi son muy populares hoy en día. Goa también ganó fama internacional gracias al estilo trance del mismo nombre (véase Goa (música)). Además, las canciones folclóricas tradicionales konkani siguen siendo populares. El mando, que se originó en el siglo XIX, se canta y baila en ocasiones especiales. Tiene elementos de las danzas europeas. Los instrumentos musicales característicos de Goa son el tambor de arcilla ghumat, el tambor tubular de una sola cabeza samel, el tambor tubular de dos cabezas madlem (relacionado en nombre y forma con el maddale del sur de la India) y los platillos (kansalim). Los portugueses trajeron el violín y la mandolina.
La fiesta hindú más popular de Goa es Ganesh Chaturthi. El festival Shigmo se celebra al mismo tiempo que la fiesta primaveral Holi, muy popular en el resto de India. Diwali y Dussehra son también festivales importantes para los hindúes. Además de la Navidad y la Semana Santa, la población cristiana también celebra el Carnaval, aunque este último casi sólo se festeja en las ciudades y cada vez más como atracción turística.

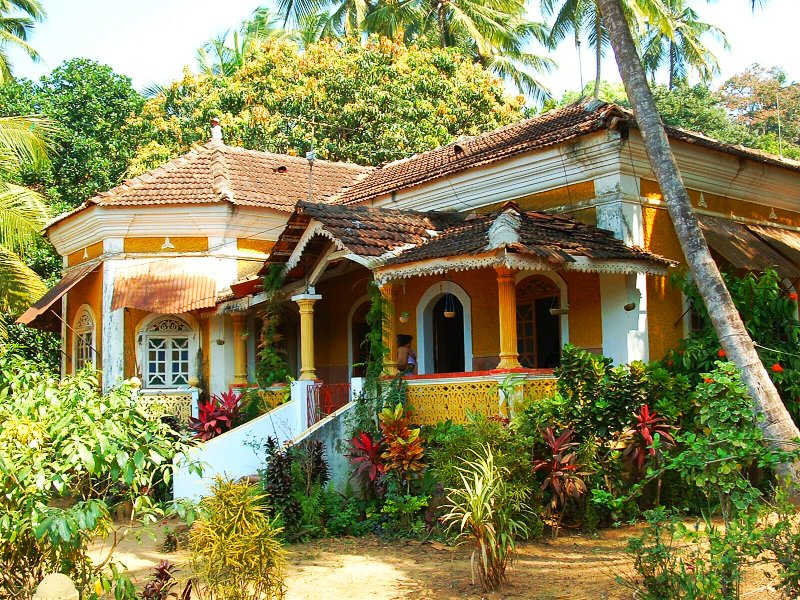
Villa portuguesa cerca de Chapora

Las influencias indias y mediterráneas también se reflejan en la gastronomía. El arroz y el pescado caracterizan la cocina goana. Se utilizan aceite y pulpa de coco, diversas especias (sobre todo chile, comino, cilantro, ajo y cúrcuma), tamarindo y vinagre. Los platos de carne son mucho más comunes entre la población católica que entre los hindúes. En los días festivos, son habituales los platos de cerdo de origen portugués, como el vindaloo. En Navidad se come tradicionalmente el suntuoso postre bibingka, elaborado con huevos y leche de coco. La bebida alcohólica más popular es el fenny de alta graduación, destilado de manzanas de anacardo, o el vino de palma (toddy), procedente del cocotero.

### Teatro
Natak, Tiatr (la más popular) y Jagor son las principales formas de las artes escénicas tradicionales de Goa. Otras formas son Ranmale, Dashavatari, Kalo, Goulankala, Lalit, Kala y Rathkala. Las historias del Ramayana y el Mahabharata, junto con temas sociales más modernos, se narran con canciones y danzas.

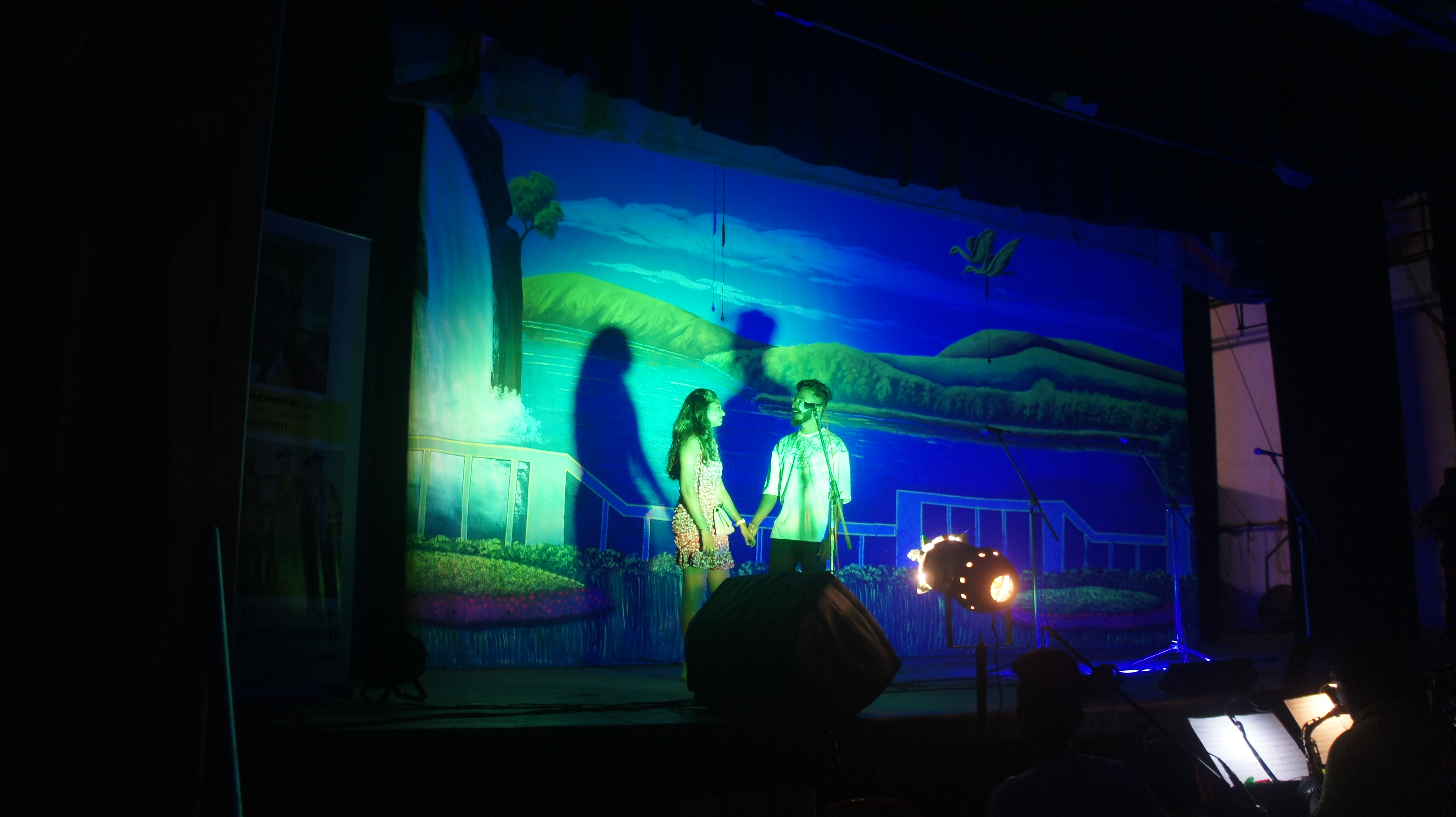
Escena de una obra de Teatro o Tiatr en Konkani

La comunidad hindú Kunbi y la cristiana Gauda de Goa representan «Jagor», una danza tradicional para pedir a Dios protección y prosperidad para la cosecha. El significado literal de Jagor es «jagran» o noches de vigilia. La creencia más arraigada es que la representación nocturna despierta a las deidades una vez al año y éstas continúan despiertas durante todo el año custodiando el pueblo.
Perni Jagor es la antigua danza-teatro de máscaras de Goa, representada por las familias Perni con máscaras de madera bien elaboradas y pintadas, que representan diversos animales, pájaros, poderes sobrenaturales, deidades, demonios y personajes sociales.
Gauda Jagor es una impresión de la vida social, que muestra todos los estados de ánimo y modos de los personajes humanos. Se basa principalmente en tres personajes principales, Gharasher, Nikhandar y Parpati, que llevan vestidos y tocados brillantes. La representación se acompaña de vibrantes melodías de instrumentos folclóricos de Goa como Nagara/Dobe, Ghumat, Madale y Kansale.

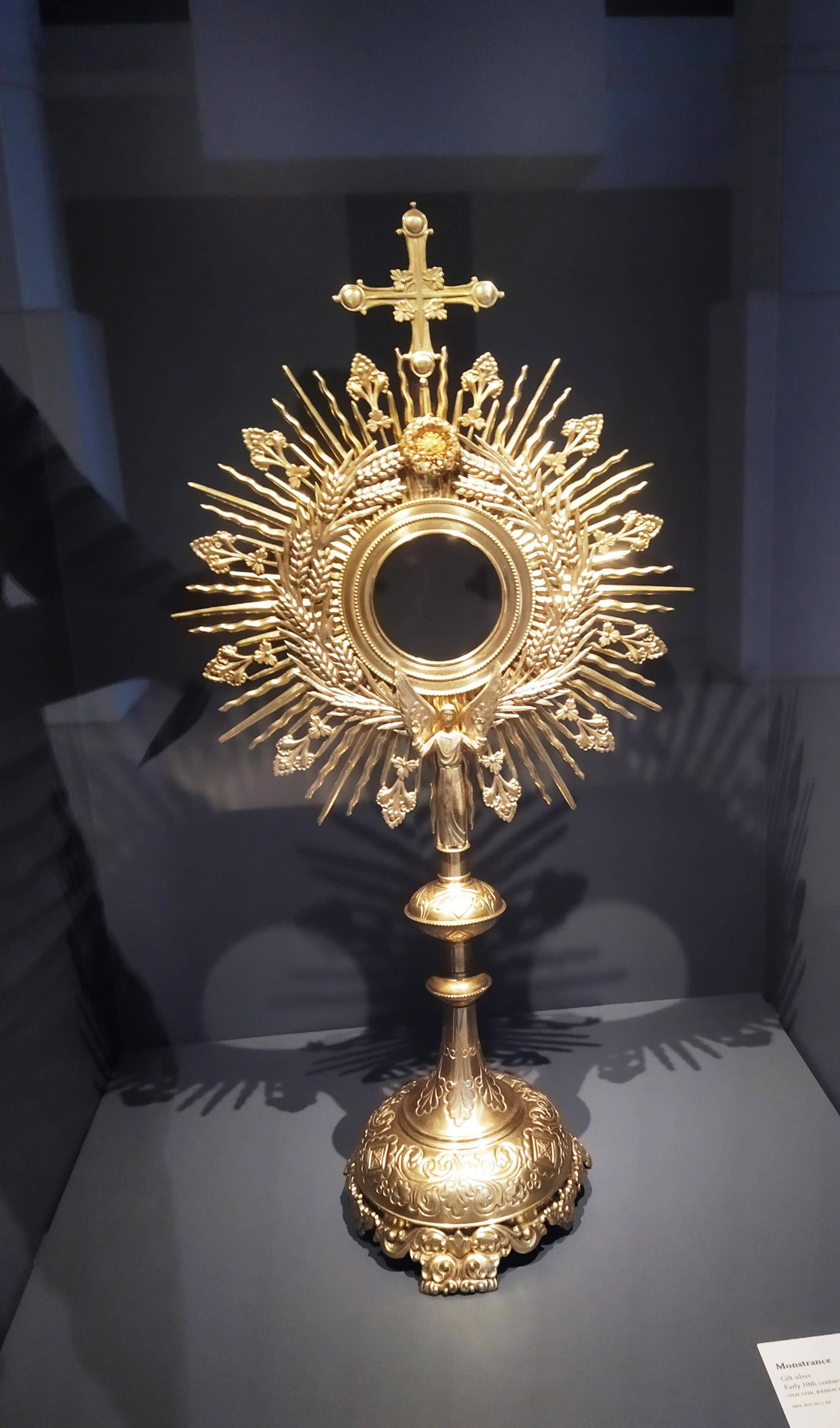
Reliquias del Museo de Arte Cristiano de la Goa Vieja

En algunos lugares, las representaciones de Jagor cuentan con la participación tanto de hindúes como de cristianos (en su mayoría Católicos), por lo que los personajes son interpretados por hindúes y la música corre a cargo de artistas cristianos.
El Tiatr o Tiatro (que viene de la palabra portuguesa Teatro) y sus artistas desempeñan un papel fundamental en el mantenimiento de la lengua y la música konkani. Los Tiatrs se realizan únicamente en escritura romana del konkani, ya que se trata de un acto basado principalmente en la comunidad cristiana. Se representan escenas con música a intervalos regulares, las escenas son representaciones de la vida cotidiana y se sabe que representan escenarios sociales y culturales. 
Los Tiatrs se celebran regularmente, sobre todo los fines de semana, en la Academia Kala de Panaji, en el Pai Tiatrist Hall del Ravindra Bhavan de Margao y, más recientemente, en el nuevo Ravindra Bhavan de Baina (Vasco). Los instrumentos musicales occidentales, como la batería, el bajo, los teclados y las trompetas, forman parte del espectáculo y la mayoría de ellos se tocan acústicamente. Es una de las pocas formas artísticas de Goa que goza de renombre en todo el mundo, con actuaciones populares entre los habitantes de Goa en Oriente Medio, América y Europa.

### Cine
El cine konkani es una industria cinematográfica india en la que se realizan películas en lengua konkani, que se habla principalmente en los estados indios de Goa, Maharashtra y Karnataka y, en menor medida, en Kerala. Se han producido películas en konkani en Goa, Karnataka, Maharashtra y Kerala.

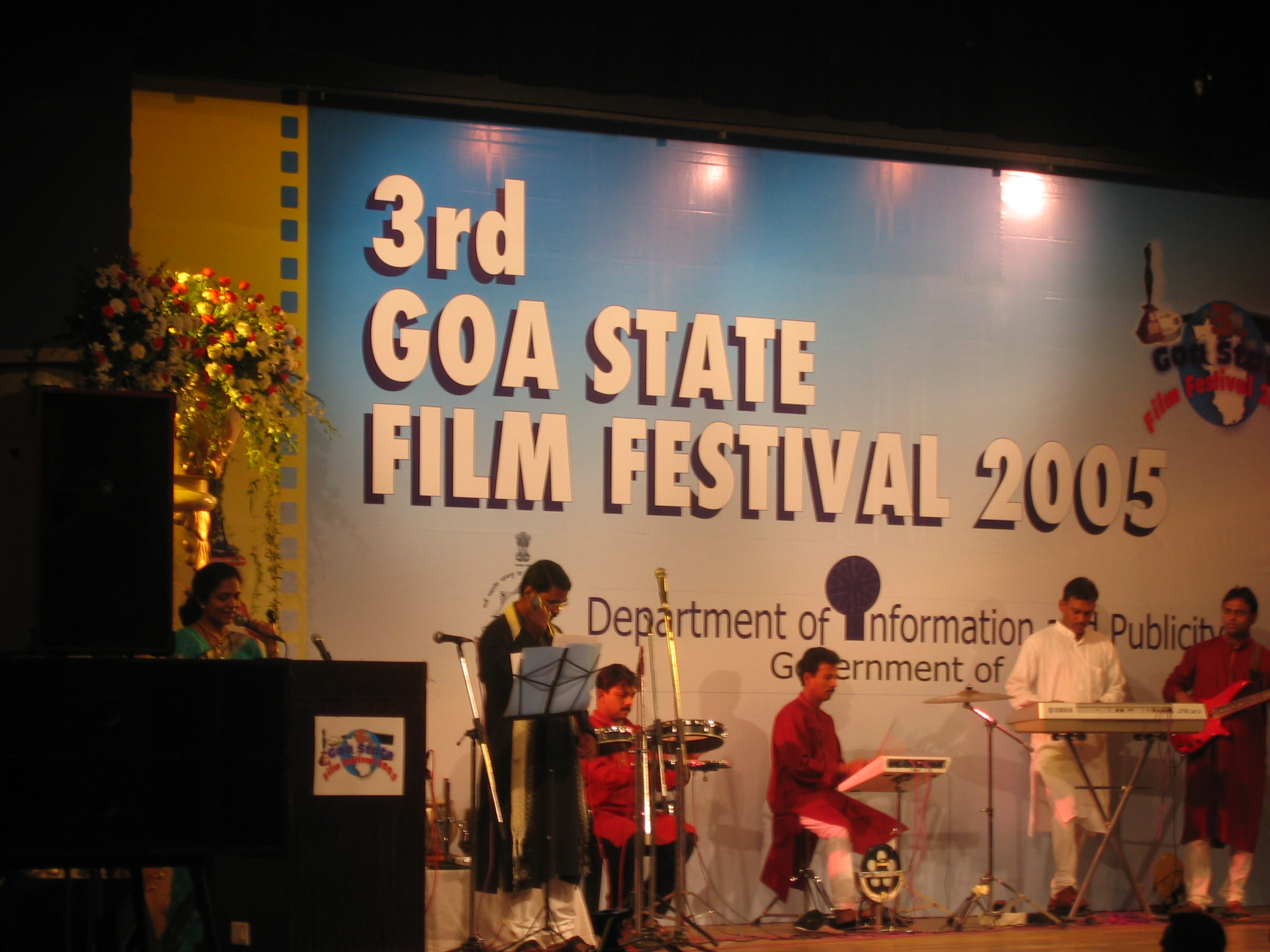
Festival de Cine de Goa

El primer largometraje en konkani fue Mogacho Anvddo, estrenada el 24 de abril de 1950, y fue producida y dirigida por A. L.Jerry Braganza, natural de Mapusa, bajo el sello de ETICA Pictures. De ahí que el 24 de abril se celebre el Día del Cine Konkani. Desde 2004, a partir de la 35.ª edición, el Festival Internacional de Cine de la India trasladó su sede permanente a Goa, y se celebra anualmente en los meses de noviembre y diciembre. La película konkaní Paltadcho manis ha sido incluida en la lista de las mejores películas del mundo de 2009.
Las películas en konkani pueden optar al Premio Nacional de Cine al mejor largometraje en konkani. La película konkani de mayor éxito comercial, a partir de junio de 2011, es O Maria, dirigida por Rajendra Talak. En 2012, se adoptó un nuevo cambio en el cine konkani con la introducción de la película digital The Victim, dirigida por Milroy Goes. Algunas películas konkanis antiguas son Sukhachem Sopon, Amchem Noxib, Nirmonn, Mhoji Ghorkarn, Kortubancho Sonvsar, Jivit Amchem Oxem, Mog ani Moipas, Bhuierantlo Munis, Suzanne, Boglantt, Padri y Bhogsonne. Ujwadu es una película konkani de 2011 dirigida por Kasargod Chinna y producida por KJ Dhananjaya y Anuradha Padiyar.

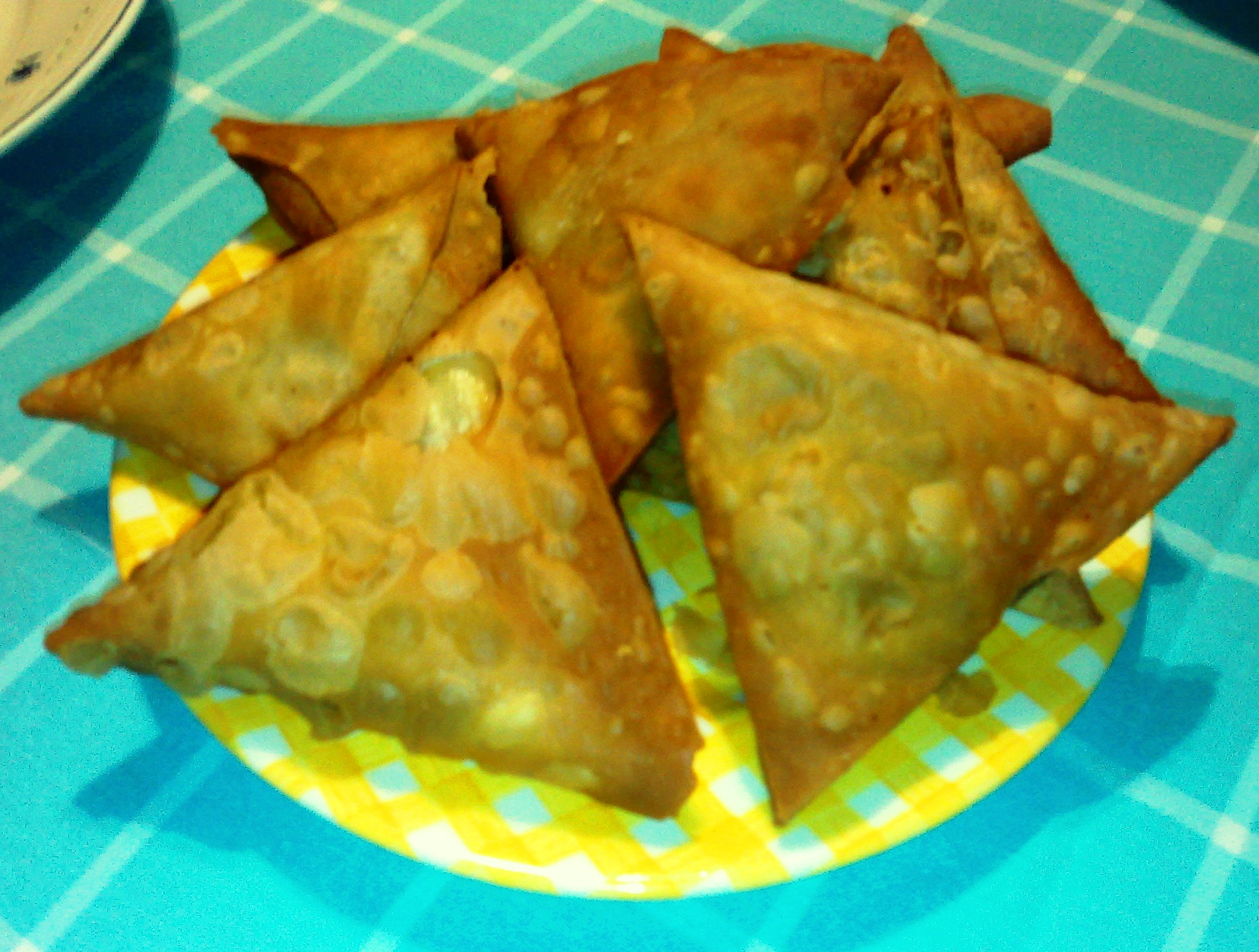
Chamuças de Goa

### Gastronomía
El arroz con pescado al curry (xit koddi en konkani) es la dieta básica en Goa. La cocina de Goa es famosa por su rica variedad de platos de pescado cocinados con elaboradas recetas. El coco y el aceite de coco se utilizan mucho en la cocina de Goa, junto con el chile, las especias y el vinagre, utilizados en la cocina católica, que dan a la comida un sabor único. La cocina goana está muy influenciada por la portuguesa.
La cocina de Goa puede dividirse en católica e hindú, con sabores, características y estilos culinarios muy distintos. Los católicos de Goa preparan platos de cerdo como el vindalho, el xacuti, el chouriço y el sorpotel para las grandes ocasiones. Un guiso mixto de verduras, conocido como Khatkhate, es un plato muy popular durante las celebraciones de festivales, tanto hindúes como cristianos. El Khatkhate contiene al menos cinco verduras, coco fresco y especias especiales de Goa que le añaden aroma.

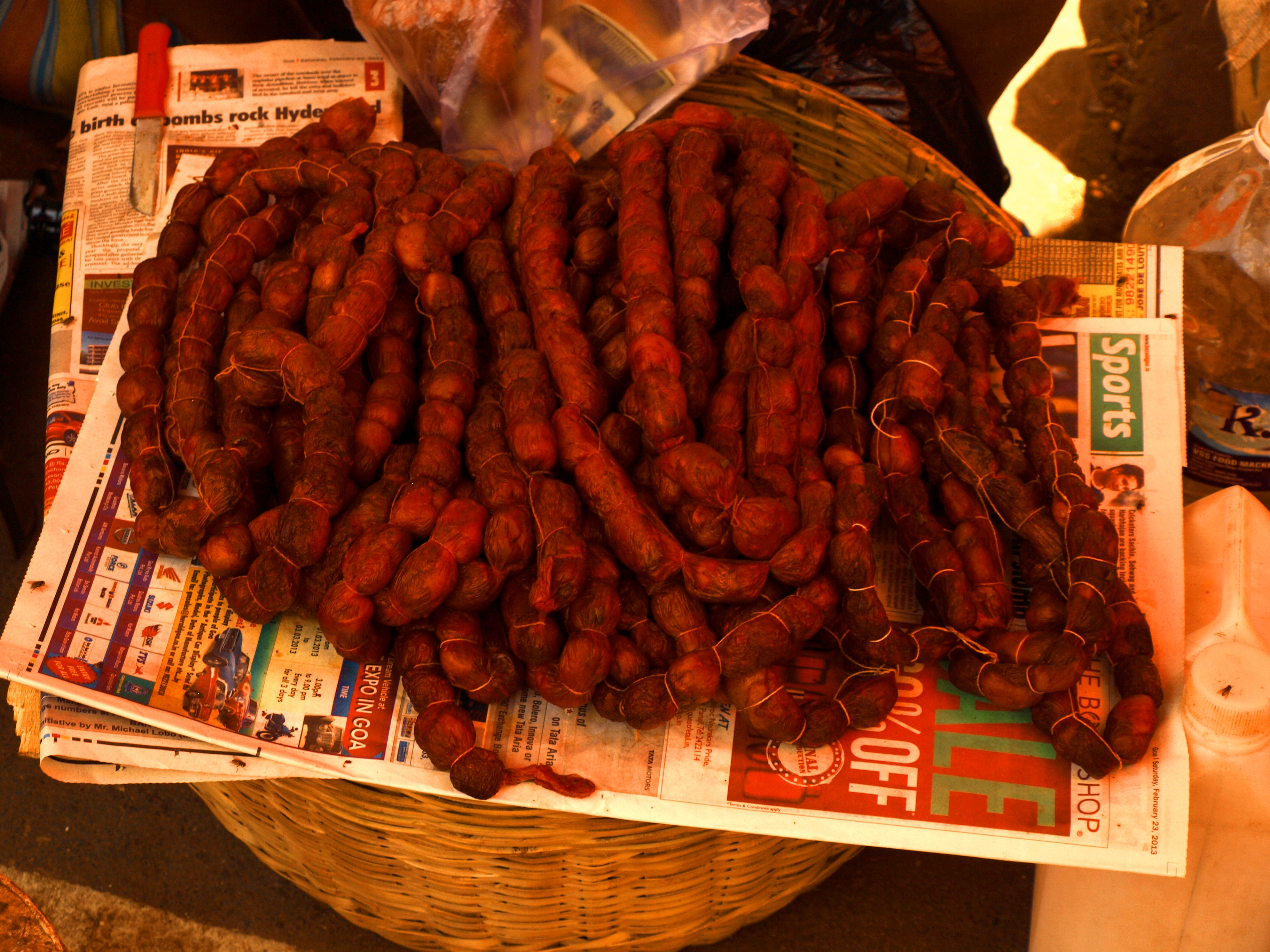
Chorizo (Chouriço) de Goa

Los Sannas, Hitt, son pasteles de arroz locales y los Polle, Amboli y Kailoleo son tortitas de arroz; todos son originarios de Goa. En Navidad es tradicional un rico dulce horneado de varias capas a base de huevo conocido como bebinca.
La bebida alcohólica más popular de Goa es el feni. El feni de anacardo se elabora con la doble destilación del zumo fermentado de la fruta del anacardo, mientras que el feni de coco se elabora con la doble destilación de la savia fermentada de las palmeras toddy. El urrak es otro licor local preparado a partir de la destilación simple del zumo fermentado del anacardo. De hecho, la cultura del bar es uno de los aspectos únicos de los pueblos de Goa, donde un bar local sirve de punto de encuentro para que los lugareños se relajen. Goa también tiene una rica cultura vinícola debido a la dominación portuguesa.

### Arquitectura

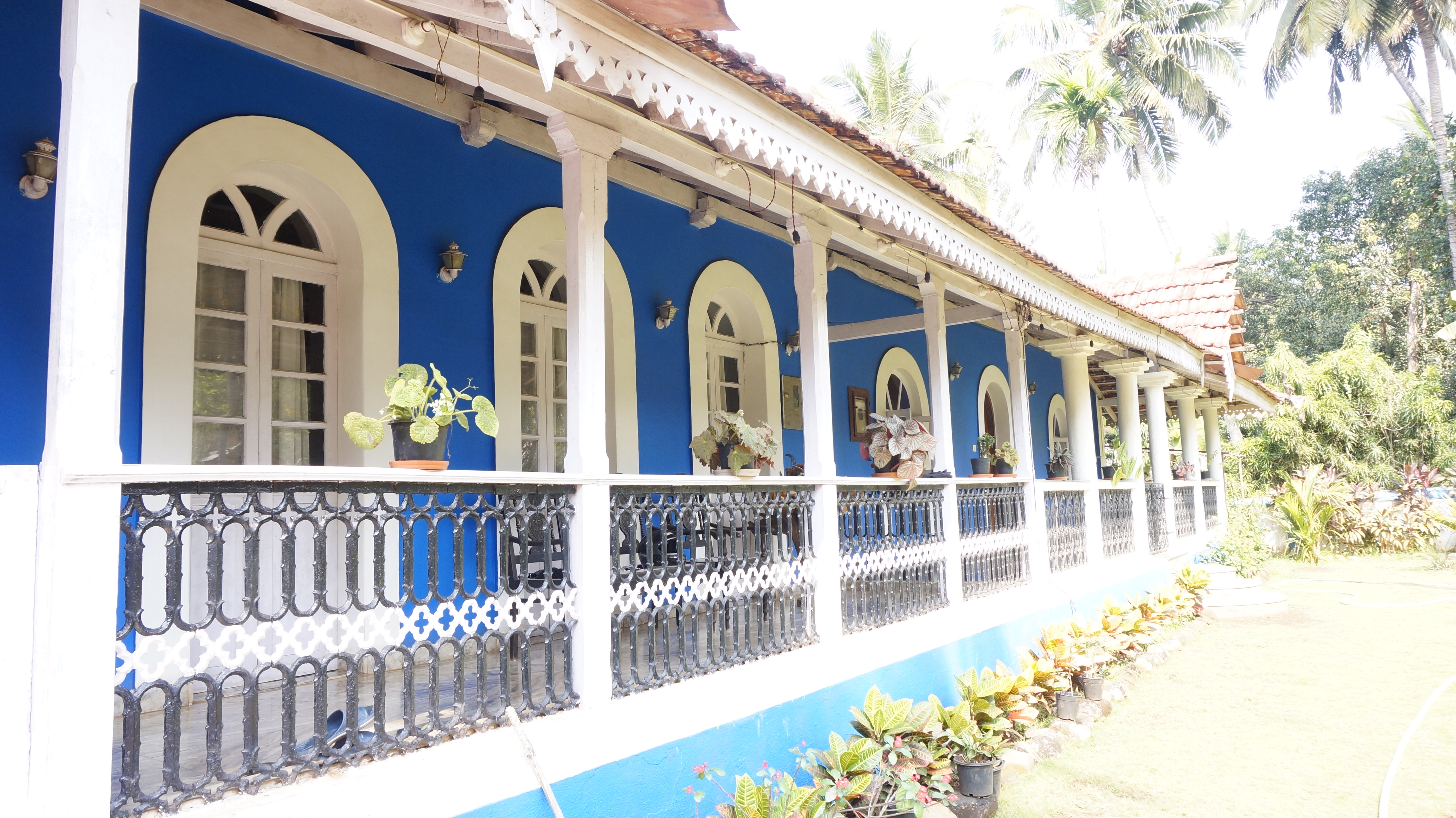
Un casa tradicional en Santa Cruz, Goa

La arquitectura de Goa es una combinación de estilos autóctono goano, otomano y portugués. Dado que los portugueses gobernaron durante cuatro siglos, muchas iglesias y casas presentan un llamativo elemento del estilo arquitectónico portugués. Las casas hindúes de Goa no muestran ninguna influencia portuguesa, aunque la arquitectura moderna de los templos es una amalgama del estilo original de los templos de Goa con la arquitectura dravídica, hemadpanti, islámica y portuguesa.
La arquitectura original de los templos de Goa cayó en desuso cuando los portugueses demolieron los templos y los Sthapati, conocidos como Thavayi en konkani, se convirtieron al cristianismo (catolicismo), aunque aún pueden verse los trabajos en madera y los murales Kavi.
La arquitectura de los católicos goanos tiene fuertes influencias portuguesas y nativas de Goa. Se desarrolló durante la época de la India portuguesa (1500-1961).

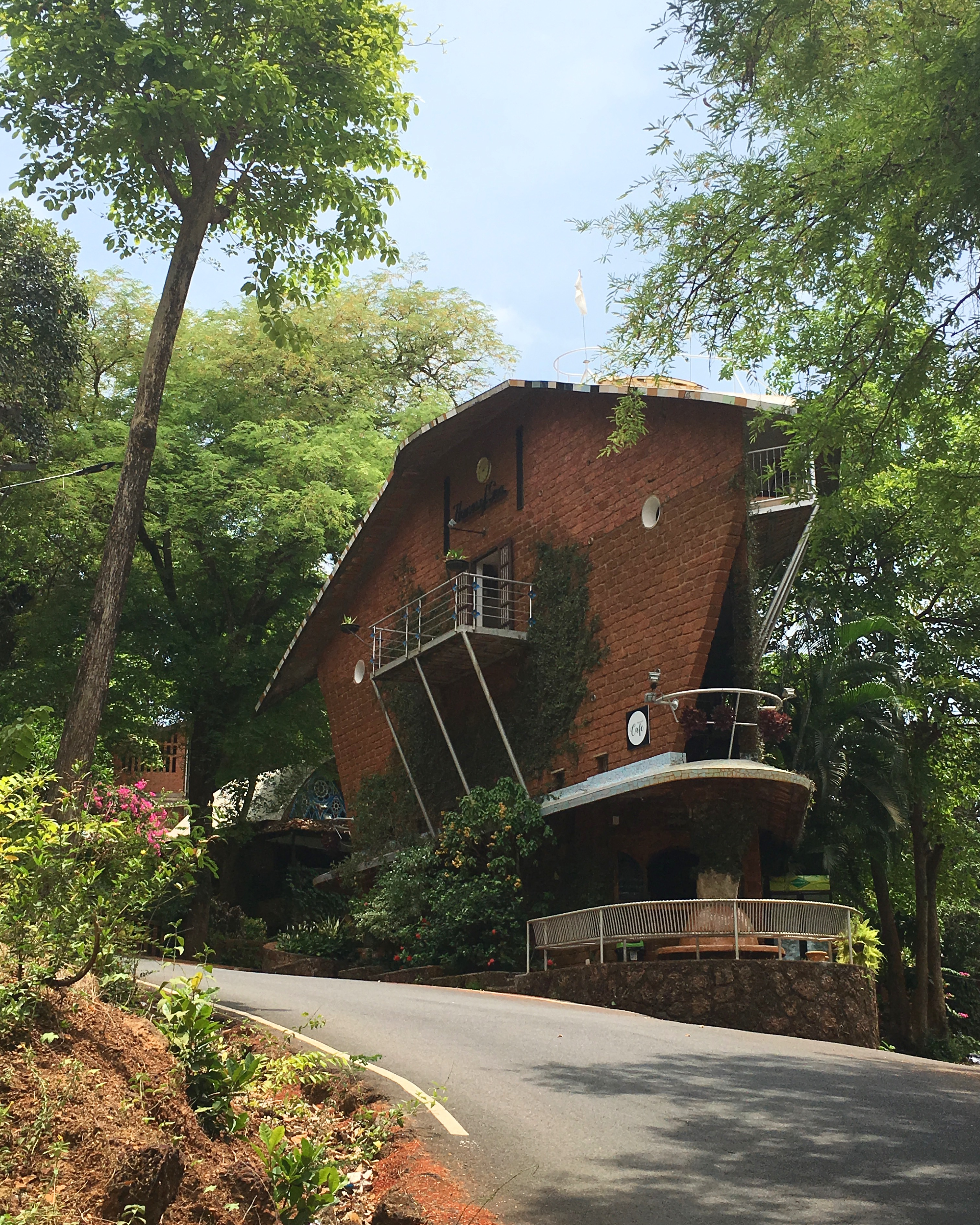
Galería de Arte Mario Miranda

Muchas de las iglesias católicas coloniales de los siglos XVI y XVII se construyeron en estilo barroco portugués. La mayoría de las casas históricas que siguen en pie se construyeron entre el siglo XVIII y principios del XX, en una mezcla de estilos neoclásico y gótico.
Entre los factores que influyeron en el diseño residencial de Goa destacan:
- La protección de los feroces monzones estacionales.
- El dominio del Imperio portugués y la posterior cristianización de Goa permitieron a los goanos católicos viajar por todo el mundo sin miedo. Cuando estos viajeros goanos regresaron a casa, trajeron consigo ideas e influencias de otros países. Los maestros constructores goanos ejecutaron estas ideas utilizando materiales de construcción locales, haciendo de la casa goana una mezcla y adaptación de elementos de diseño e influencias de varias culturas.
- Los estilos tradicional manuelino y barroco de las iglesias contemporáneas de Portugal.
- Se fomentó una estética portuguesa para integrar a los católicos goanos recién convertidos con los gobernantes portugueses. Sin embargo, los nativos no se separaron completamente de sus raíces aldeanas, y la fusión cultural resultante afectó al diseño de las casas.

Las casas tradicionales preportuguesas estaban orientadas hacia el interior y tenían ventanas pequeñas, lo que reflejaba el papel recluido de la mujer. Las casas se abrían a patios, y rara vez daban a la calle. Las casas católicas construidas o reformadas entre mediados del siglo XVIII y el XX eran más exteriores y ornamentales, con balcões (porches cubiertos) y verandas que daban a la calle. Los grandes balcões tenían asientos incorporados, abiertos a la calle, donde hombres y mujeres podían sentarse juntos y «ver y ser vistos», charlar con sus vecinos o simplemente disfrutar de la brisa nocturna. 

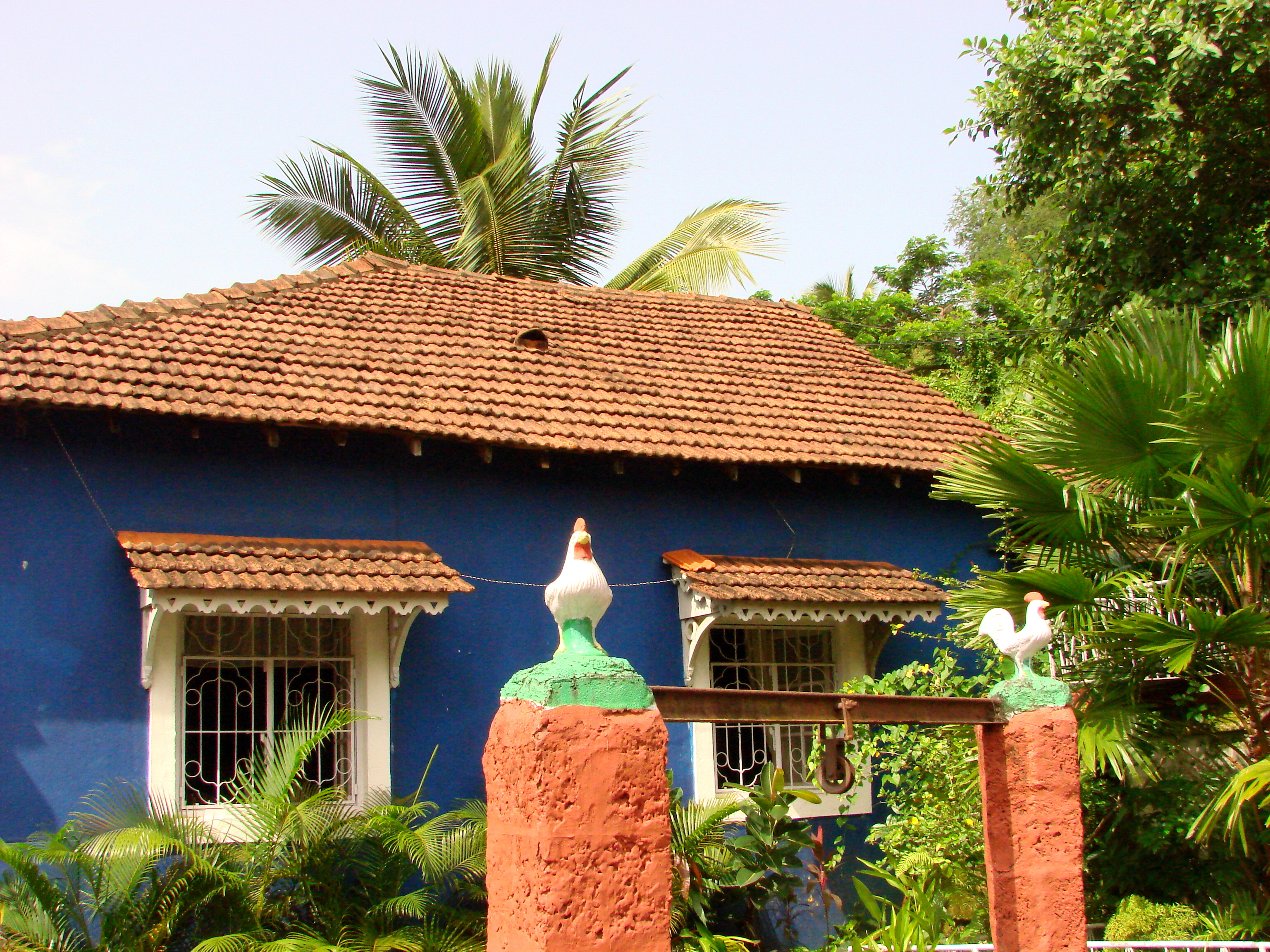
Arquitectura colonial portuguesa en Goa

Estos balcones estaban delimitados por columnas ornamentales que, a veces, se prolongaban a lo largo de la escalinata y realzaban la estatura de la casa. Esto, junto con el zócalo, que solía indicar el estatus de los propietarios. Las casas de los ricos propietarios tenían altos zócalos con grandes escaleras que conducían a la puerta principal o balcão.
Grandes ventanas ornamentales con molduras de estuco se abren a verandas. Pueden parecer puramente decorativas, pero tienen su origen en molduras similares de las ventanas de las casas portuguesas. Allí, estos elementos de estilo eran dispositivos para ayudar a los marineros a identificar sus casas a distancia mientras navegaban. El diseño es, por tanto, una importación, pero sirve a un propósito similar en Goa: ayudar a construir la identidad del hogar. Las ventanas se fueron haciendo cada vez más decorativas, ornamentadas y expresivas.
Las puertas de entrada estaban flanqueadas por columnas o pilastras.

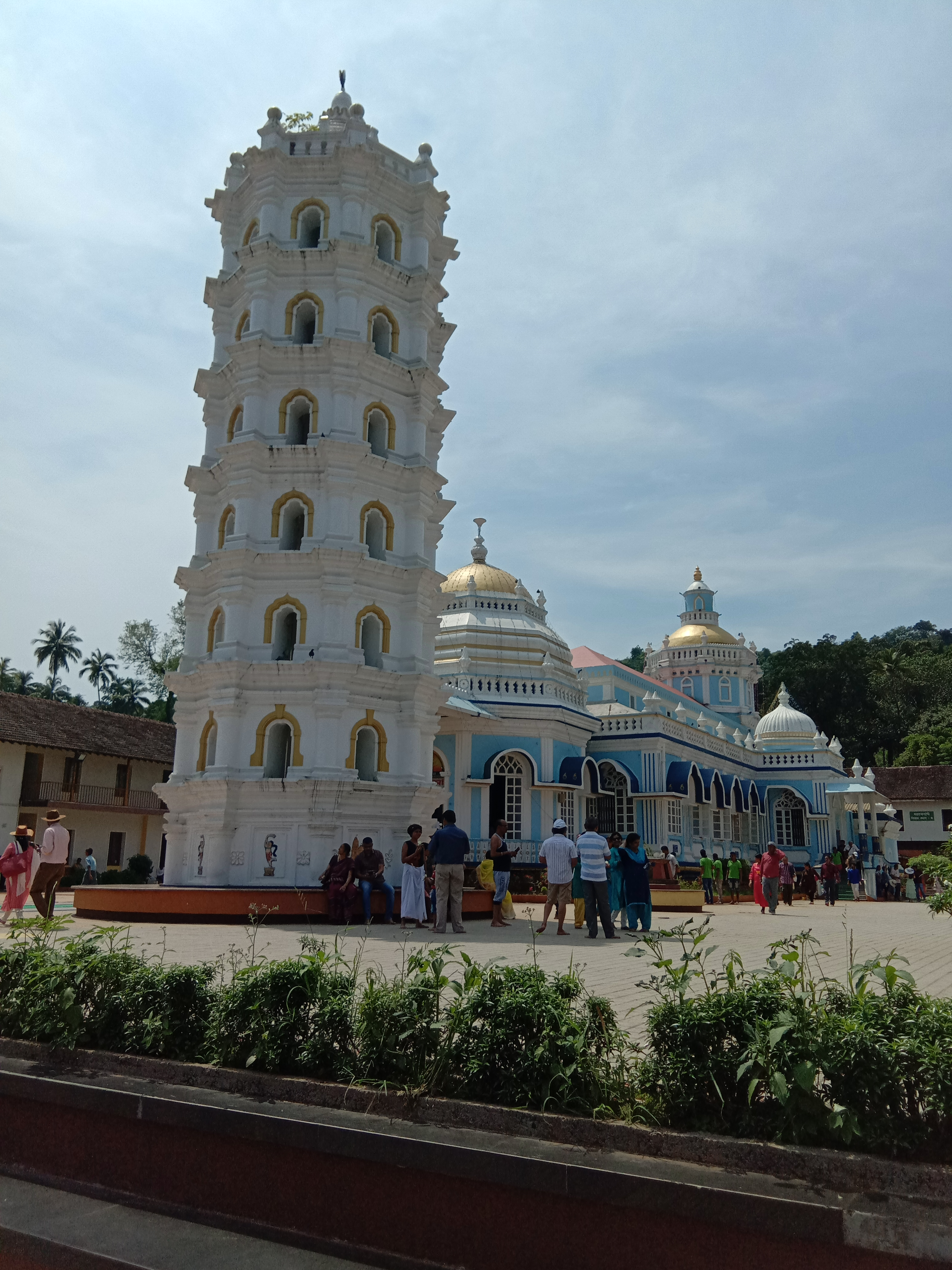
Templo hindú en Mangeshi, en Goa

Las barandillas eran el adorno más intrincado de una casa goana. Los pilares, las pilastras y los colores no parecen estar influidos por ningún estilo en particular, sino que responden a una mezcla de estilos arquitectónicos.
En la arquitectura de Goa desempeñan un papel importante los colores llamativos y espectaculares, obtenidos inicialmente con tintes vegetales y naturales. El color era decorativo y se utilizaba únicamente para crear sensación. Con un lavado de color, la casa parecía «vestida» y, por tanto, mostraba el bienestar económico de la familia que la habitaba. En este caso, el arte en la arquitectura cumplía una función social. Sin embargo, no era del todo una cuestión de elección individual, ya que durante el dominio portugués el propietario de la casa podía ser multado si su casa no estaba pintada.
Las paredes se hacían de barro y más tarde de piedra laterita; normalmente se enlucían y luego se pintaban. Muy pocos edificios están pintados exactamente igual y se utilizan colores sólidos para las fachadas; los interiores suelen ser de colores más pálidos/blancos con toques de color sólido.
Este enlucido o entubado en blanco es el resultado de la regla no escrita durante la ocupación portuguesa de Goa de que ninguna casa o edificio privado podía pintarse de blanco. Sólo las iglesias y capillas gozaban de este privilegio. Es comprensible que los cristianos de Goa siguieran esta norma, ya que el blanco se asociaba a la Virgen María y, por tanto, a las virtudes de pureza y castidad (ambas deseables en Goa), pero, sorprendentemente, los hindúes de Goa también respetaban esta práctica. Como resultado de este código, se desarrolló una tendencia interesante y estéticamente agradable, ya que la competencia entre vecinos impulsó la variedad.

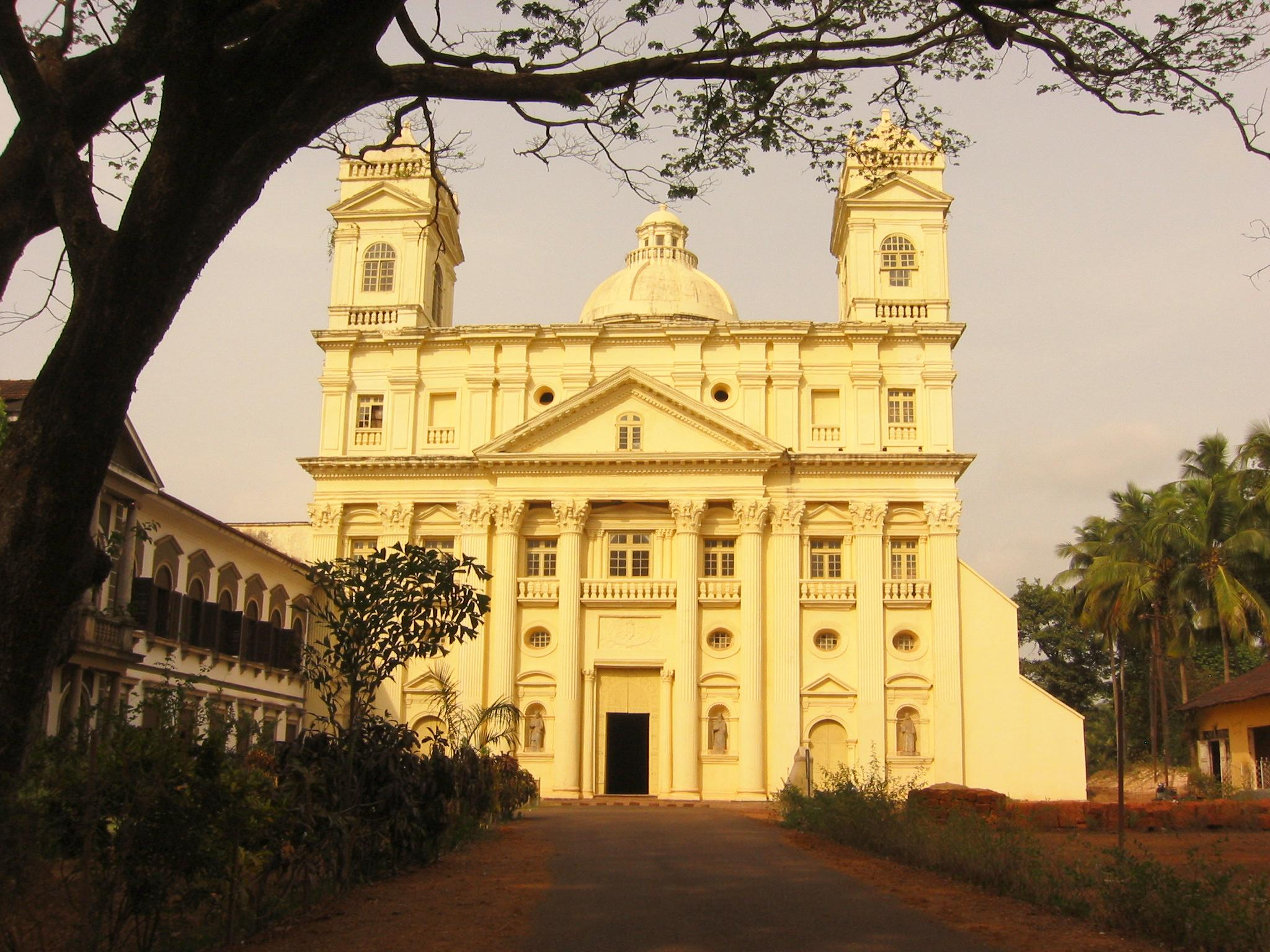
Catedral de San Cayetano en la Vieja Goa

La mayoría de las casas son simétricas y la puerta de entrada ocupa el lugar de honor. Normalmente, esta puerta conduce a un vestíbulo que, a su vez, conduce a la sala (el salón principal para recibir a un gran número de invitados) o a la sala de visita (un salón más pequeño para recibir a un número reducido de invitados) y, en algunos casos, a la capilla de la casa. Desde aquí también se accedía directamente al resto de la casa, que solía girar en torno a un patio. Normalmente, el dormitorio principal se abre a la sala o está cerca de ella. El comedor suele estar perpendicular a estas estancias; los dormitorios flanquean el patio, y las cocinas y zonas de servicio se encuentran en la parte trasera de la casa. En el caso de las casas de dos plantas, una escalera, bien desde el vestíbulo o desde el comedor, conduce a más dormitorios.
Los suelos de las casas goanas, hechos de humilde tierra quemada revocada con estiércol de vaca y heno, o con elaborados dibujos hechos con baldosas importadas de Europa, han sido a la vez lugares de trabajo y declaraciones.
Casi todas las casas goanas tienen un falso techo de madera.

### Medios de Comunicación
Goa recibe casi todos los canales de televisión disponibles en la India. Los canales se reciben por cable en la mayor parte de Goa. En las regiones del interior, los canales se reciben a través de antenas parabólicas. Doordarshan, la cadena nacional de televisión, emite dos canales terrestres gratuitos.

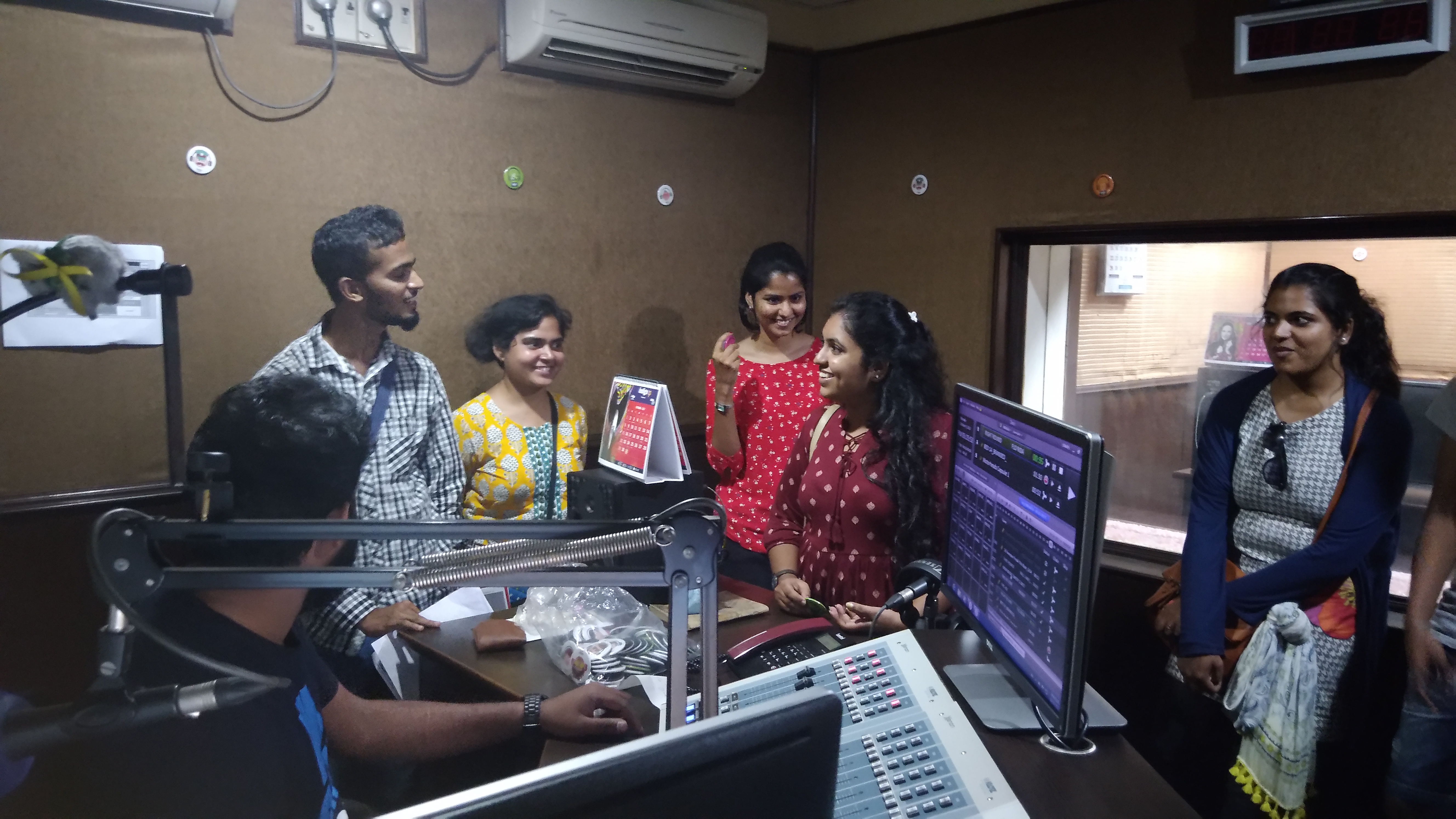
Estudiantes Universitarios de Goa visitando una emisora de Radio local

Hay servicios de televisión DTH (directa al hogar) de Dish TV, Videocon D2H, Tata Sky y DD Direct Plus. All India Radio es la única cadena de radio del estado que emite tanto en banda FM como AM. Emite dos canales de AM, el canal principal a 1287 kHz y el canal Vividh Bharati a 1539 kHz. El canal FM de AIR se llama FM Rainbow y emite a 105,4 MHz. Hay varios canales privados de radio FM, Big FM en 92,7 y Radio Indigo en 91,9 MHz. También hay una cadena de radio educativa, Gyan Vani, gestionada por IGNOU que emite desde Panaji a 107,8 MHz. En 2006, el St Xavier's College de Mapusa se convirtió en el primer centro universitario del estado en poner en marcha una emisora de radio comunitaria en el campus, «Voice of Xavier's».
Entre los principales operadores de servicios celulares se encuentran Bharti Airtel, Vodafone Essar, Idea Cellular (fusionada con Vodafone en 2018), Telenor, Reliance Infocomm, Tata DoCoMo, BSNL CellOne y Jio.

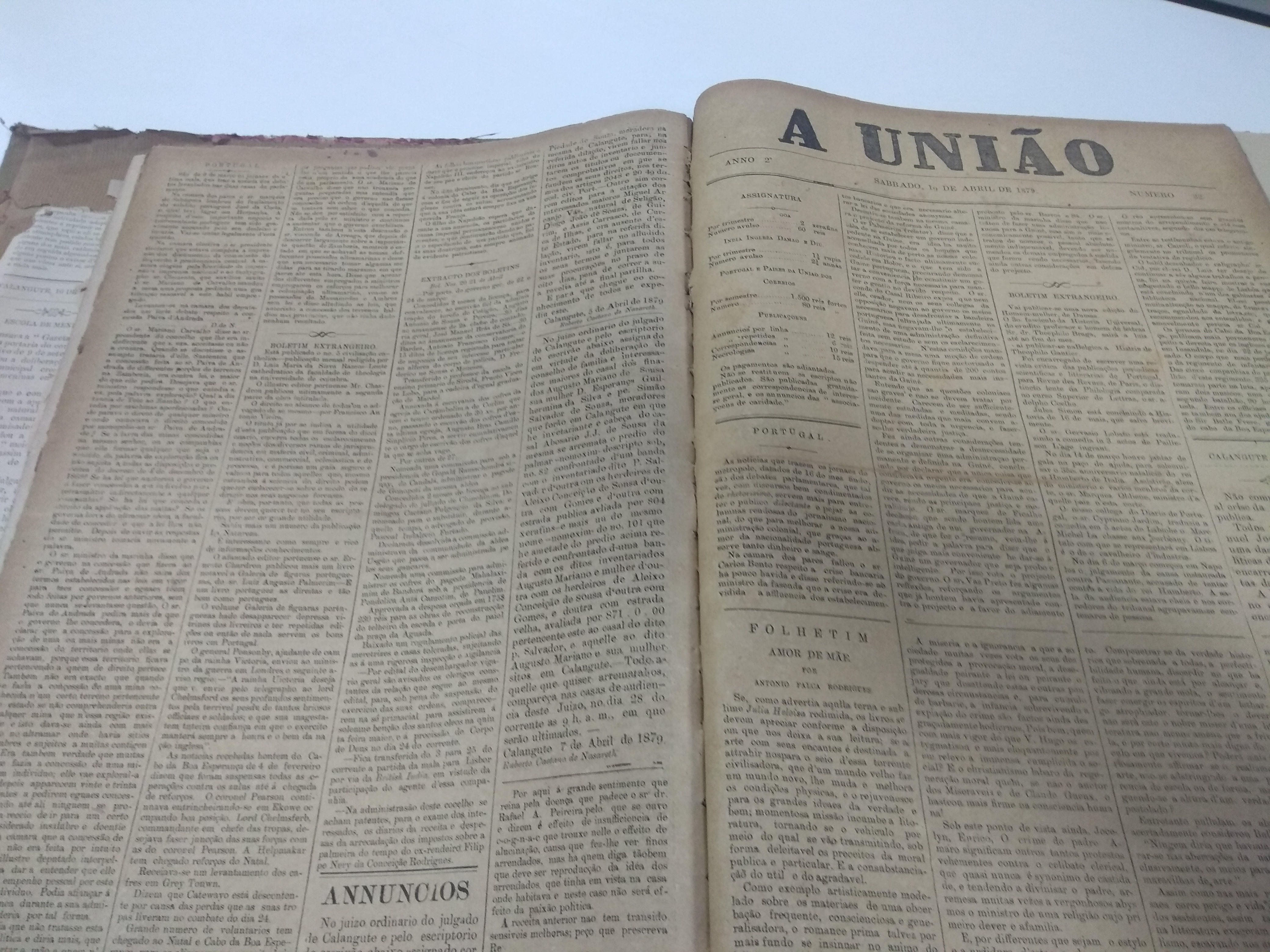
A União (La Unión), medio escrito ya desaparecido en una edición en portugués que data de abril de 1879

Entre las publicaciones locales se encuentran el O Heraldo en inglés (el más antiguo de Goa, que en su día fue un periódico en portugués), The Gomantak Times y The Navhind Times. Además de éstos, en las zonas urbanas se reciben The Times of India y The Indian Express desde Bombay y Bangalore. The Times of India ha empezado a publicarse recientemente desde la propia Goa, ofreciendo a la población local noticias directamente desde la capital del estado. Entre la lista de periódicos acreditados oficialmente figuran O Heraldo, The Navhind Times y The Gomantak Times en inglés; Bhaangar Bhuin en konkani (escritura devanagari); y Tarun Bharat, Gomantak, Navprabha, Goa Times, Sanatan Prabhat, Govadoot y Lokmat (todos en marathi). Todos son diarios. Otras publicaciones del estado son Planet Goa (inglés, mensual), Goa Today (inglés, mensual), Goan Observer (inglés, semanal), Vauraddeancho Ixtt (konkani, semanal), Goa Messenger, Vasco Watch, Gulab (konkani, mensual) y Bimb (konkani devanagariano).

### Festivales
El Festival de Arte y Literatura de Goa (GALF) es un festival literario anual que se celebra cada diciembre en el estado costero indio de Goa. Se fundó en 2010.
El Centro Internacional de Goa (ICG) es la sede principal del festival, con sesiones en las salas Zuari, Mandovi y Abolim y en los jardines. El acto inaugural suele celebrarse en el Palacio Maquinez.

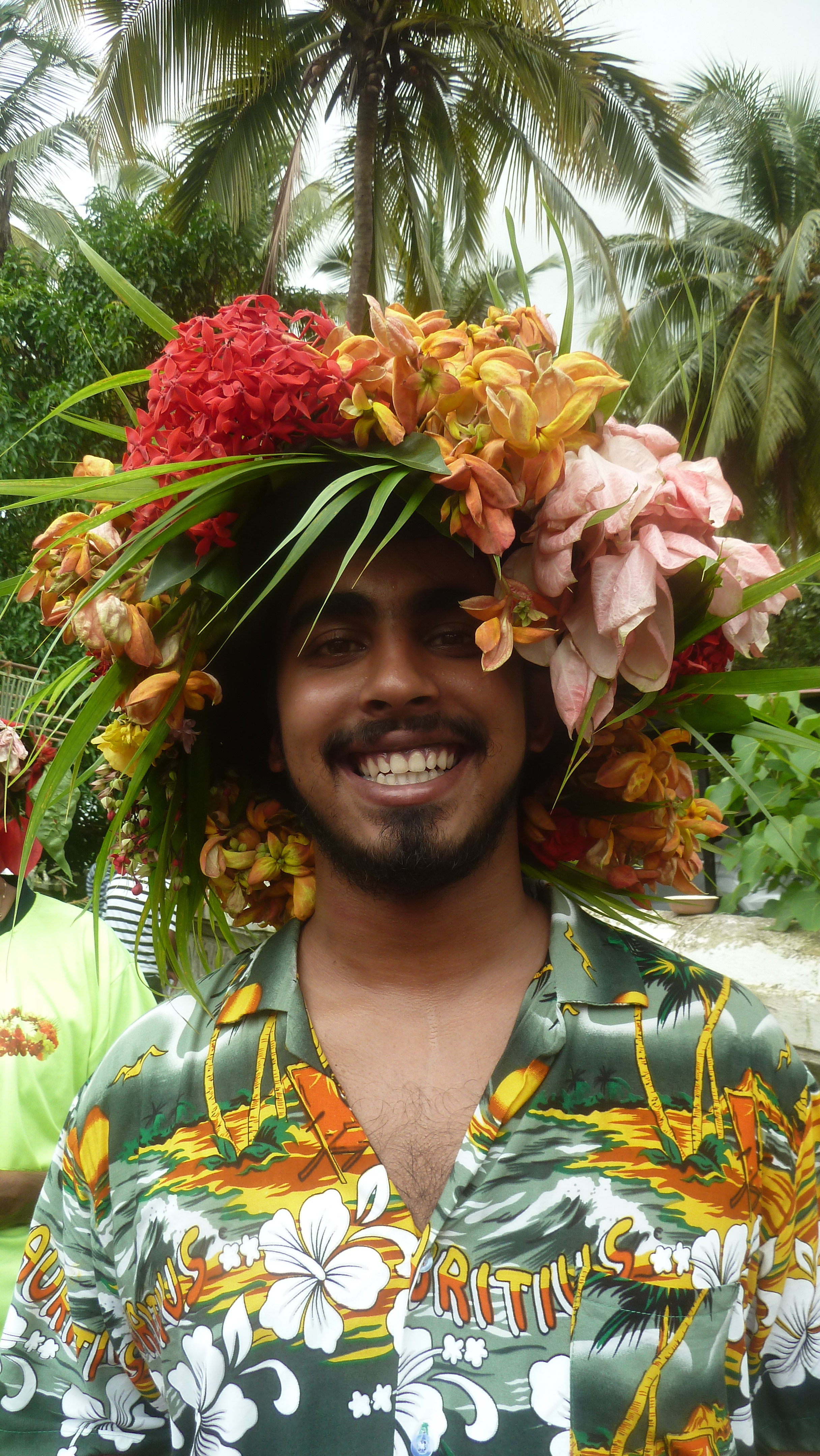
Un hombre católico lleva un Kopel (corona de flores) durante la fiesta de São João en Goa

El evento está organizado por el ICG en asociación con el Grupo de Escritores de Goa, con el apoyo de la Dirección de Arte y Cultura del Gobierno de Goa. El evento también cuenta con puestos, principalmente instalados por librerías locales y algunas editoriales. Todos los actos del festival son gratuitos y están abiertos a todos.
A lo largo de los años, el GALF ha acogido a participantes que incluyen escritores y artistas de Goa, del noreste y Cachemira, Pakistán, Nepal y Bangladés, y ha incluido temas como la escritura dalit, poesía, novelas gráficas y traducciones.
Entre sus participantes se encontraban U. R. Ananthamurthy (2010); Teju Cole, el novelista pakistaní Bilal Tanweer, Gulzar y Amitav Ghosh (2011); Mridula Garg y Eunice de Souza (2012); Meera Kosambi, Mitra Phukan y Arvind Krishna Mehrotra (2013); Edwin Thumboo y Wendell Rodricks (2014).  Samanth Subramaniam, el novelista gráfico francés Nicolas Wild, la compañía de teatro Bhand Pather dirigida por M K Raina, Uttar Kamalabari Satra dirigida por Sri Sri Janardhan Deva Goswami, Naresh Fernandes, la novelista gráfica Amruta Patil, Aditya Adhikari, Mamang Dai, Isabel de Santa Rita Vas, Jerry Pinto, Shanta Gokhale (2018), los raperos indio-estadounidenses Chee Malabar y Himanshu Suri, el músico satírico pakistaní Ali Aftab Saeed, la artista estadounidense Daisy Rockwell, escritores y artistas de Australia, Nepal y Singapur, y algunos lugareños, incluidos estudiantes escolares y universitarios.
São João es una fiesta religiosa católica anual que se celebra el 24 de junio en Goa. Según la tradición, después de asistir a misa, los jóvenes católicos de Goa saltan y nadan en los pozos, arroyos y estanques locales en homenaje a San Juan Bautista.
La fiesta de San Juan es una celebración del aniversario del nacimiento de San Juan Bautista. San Juan era hijo de Santa Isabel, pariente de María, madre de Jesús. Según los cristianos un día, cuando María visitó a Isabel, el niño San Juan «saltó» en su vientre al oír el saludo de María (Lucas 1:44) Cuando Jesús tenía treinta años, fue bautizado por San Juan en el río Jordán.
Se sabe que la Natividad de Juan Bautista es una de las fiestas más antiguas de la Iglesia cristiana, y los registros muestran que se celebraba como una gran fiesta en el año 506 d. C.
La fiesta de São João en Goa coincide con la época del año en que suele comenzar el monzón en Goa, hay verdor y flores frescas en los alrededores, y los pozos y otras masas de agua están llenos. En consecuencia, la celebración del nacimiento de San Juan en Goa parece haber evolucionado para incorporar elementos de celebración de la estación lluviosa. Saltar en pozos y estanques simboliza el salto del niño San Juan en el vientre materno y el bautismo de Jesús en el río Jordán.

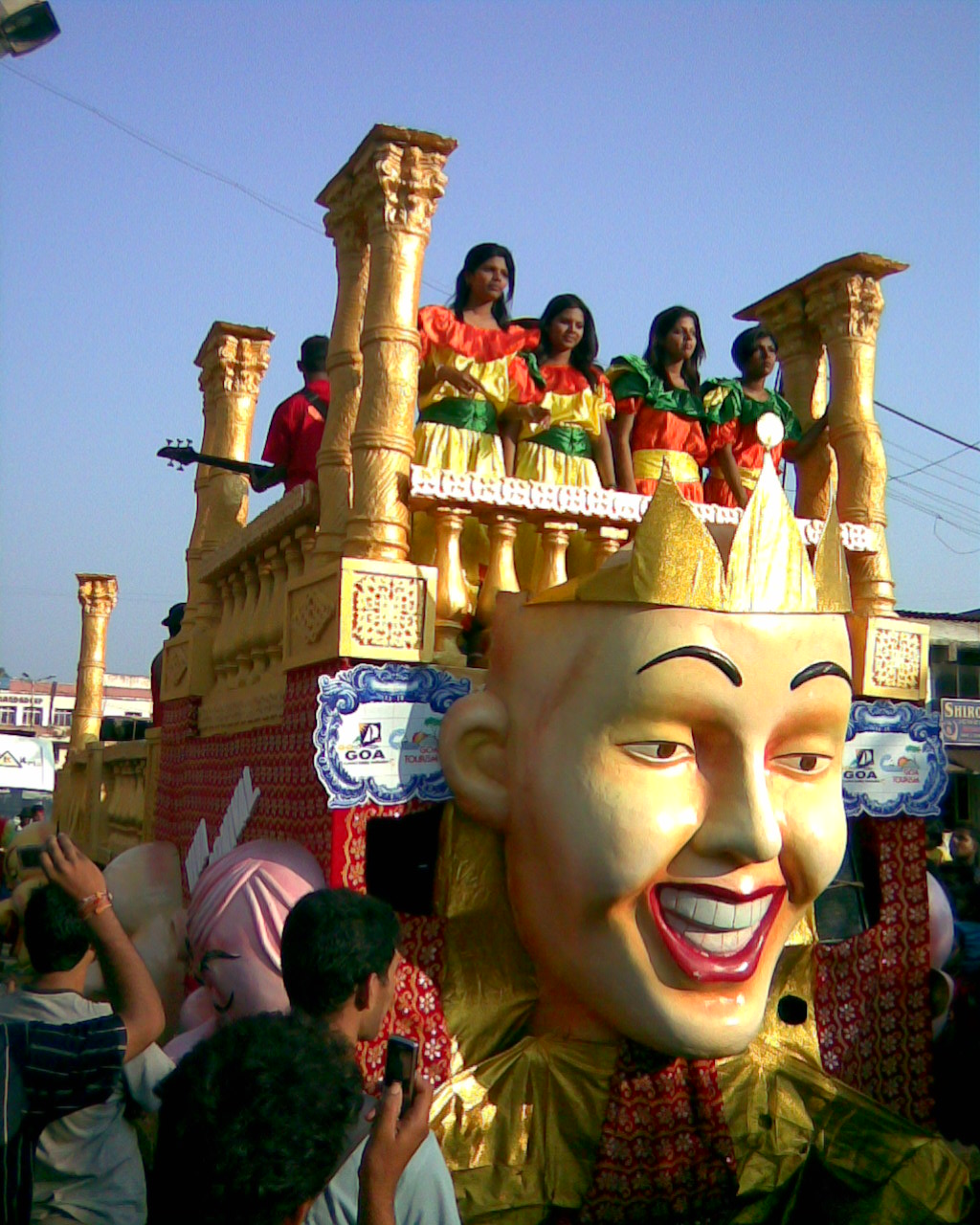
Carnaval en Mapusa, Goa

Aunque la fiesta de San Juan se celebra el mismo día en todo el mundo católico, Goa es el único lugar del mundo donde se celebra saltando a los pozos. Ese día, grupos de personas cantan canciones tradicionales acompañadas de instrumentos como el ghumot, el mhadalem y el kansallem.
La gente lleva kopels (coronas) de flores y una enredadera conocida localmente como sanjuachi vaal (enredadera de São João). La enredadera crece en los pozos durante los primeros monzones. También tiene pequeñas flores rojas que añaden belleza al kopel. Algunos creen que la enredadera la llevaba el propio San Juan.
Los hombres también llevan otros adornos y vestimentas hechos de plantas y otras sustancias naturales, probablemente también un guiño al hecho de que San Juan usaba coberturas naturales en lugar de ropa hecha de tela.
Aunque la percepción general es que la fiesta sólo se celebra saltando a los pozos, los católicos también rezan en esta ocasión por un buen monzón. En los últimos tiempos, la fiesta ha ganado popularidad entre los turistas. La fiesta también se ha comercializado, con fiestas en piscinas y celebraciones en complejos turísticos incluidos como parte de las celebraciones.

## Deporte

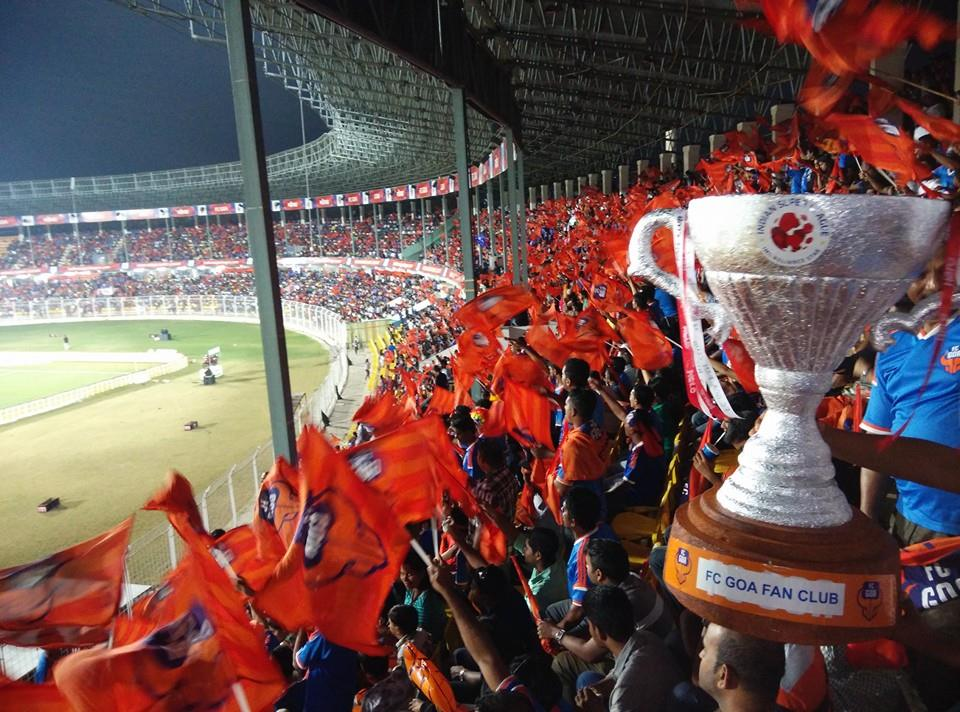
Seguidores del Equipo de Fútbol FC Goa en el estadio Fatorda

Normalmente, en otros estados de la India la mayoría de las personas son aficionadas al críquet, pero el fútbol es el deporte más popular en Goa y está arraigado en la cultura goana como resultado de la influencia portuguesa. Sus orígenes en el estado se remontan a 1883, cuando el sacerdote irlandés de visita, el Padre William Robert Lyons, estableció el deporte como parte de una «educación cristiana».
El 22 de diciembre de 1959 se constituyó la Associação de Futebol de Goa, que sigue administrando el fútbol en el estado bajo el nuevo nombre de Goa Football Association. Goa, junto con Bengala Occidental y Kerala, es el centro del fútbol en la India y alberga muchos clubes de fútbol en la liga nacional I-League. Entre las potencias futbolísticas del estado destacan Salgaocar, Dempo, Churchill Brothers, Vasco, Sporting Clube de Goa y FC Goa. La primera Copa Mundial de la Unidad se celebró en Goa en 2014. El principal estadio de fútbol del estado, el Fatorda Stadium, se encuentra en Margao y también acoge partidos de críquet. El estado albergó algunos partidos de la Copa Mundial Sub-17 de la FIFA de 2017 y varios partidos de la Copa Mundial Femenina Sub-17 de la FIFA 2022 en el estadio Fatorda.

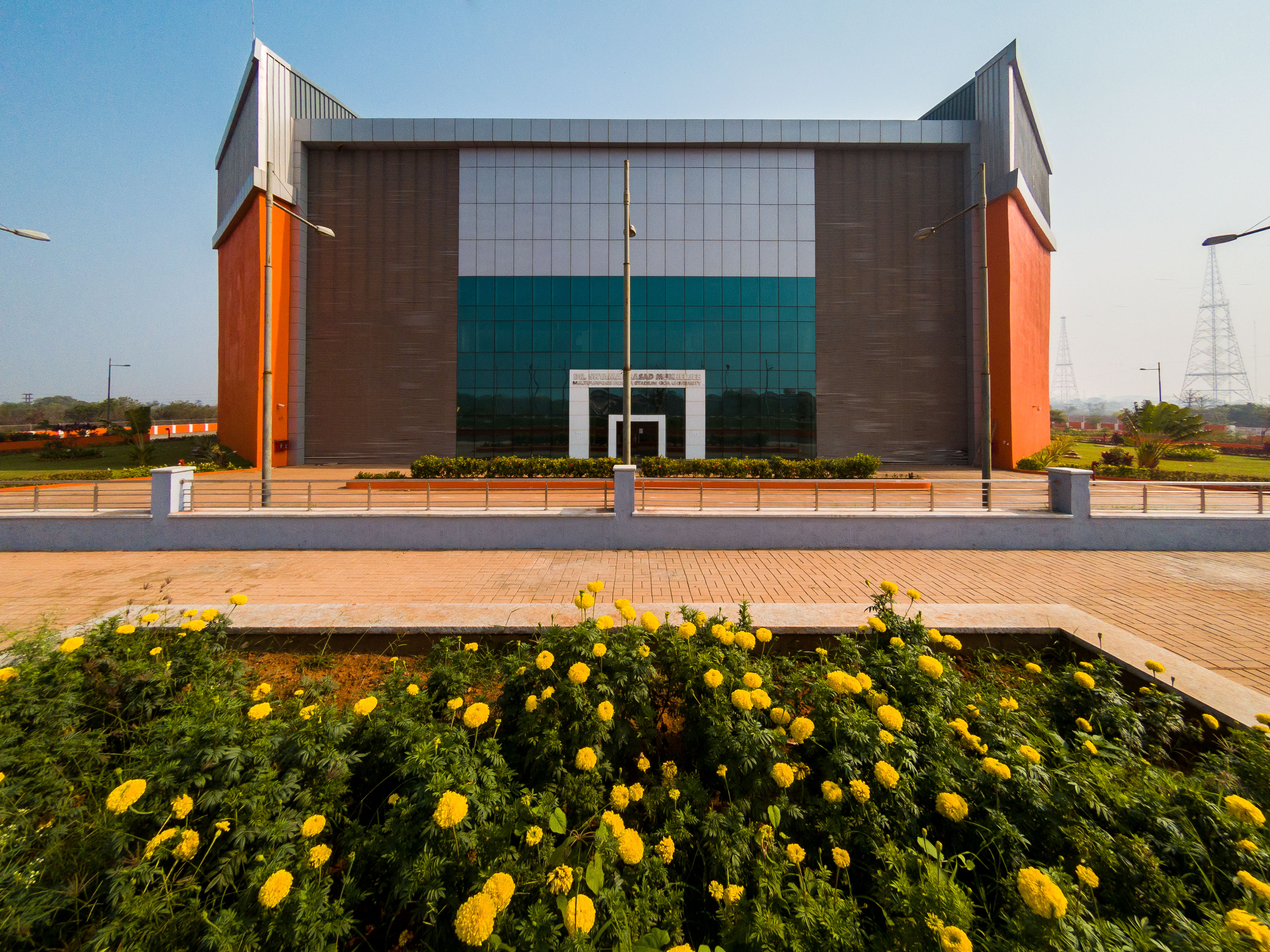
Estadio Cubierto Dr Shyama Prasad Mukherjee construido para los Juegos de la Lusofonia de 2014 para deportes como el Baloncesto, Voleibol y Bádminton

Varios goanos han representado a la India en el fútbol y seis de ellos, a saber, Samir Naik, Climax Lawrence, Brahmanand Sankhwalkar, Bruno Coutinho, Mauricio Afonso y Roberto Fernandes han sido capitanes de la selección nacional. Goa tiene su propia selección y liga estatal de fútbol, la Liga Profesional de Goa. Es probablemente el único estado de la India donde el críquet no se considera el más importante de todos los deportes. Los goanos son ávidos aficionados al fútbol, sobre todo de los equipos portugueses (Benfica, Sporting) y brasileños, especialmente durante los grandes acontecimientos futbolísticos, como la Copa de Europa y la Copa del Mundo. El portugués Cristiano Ronaldo y el brasileño Neymar son dos superestrellas respetadas en Goa.

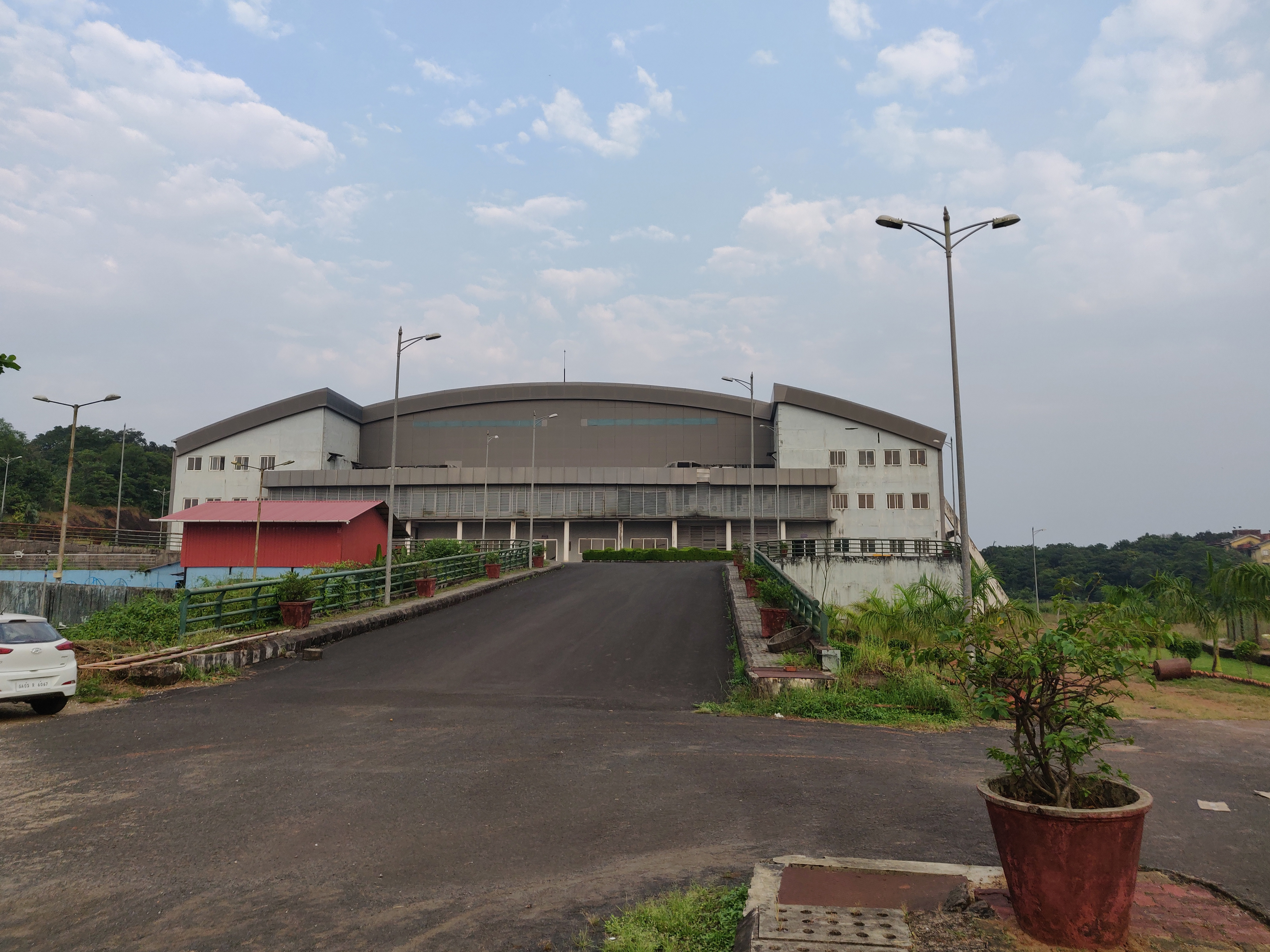
Estadio Cubierto de Peddem

Goa también tiene su propio equipo de críquet. Dilip Sardesai y Shikha Pandey siguen siendo los únicos goanos hasta la fecha que juegan al críquet internacional con la India. Otro jugador de críquet goano, Suyash Prabhudessai, fue seleccionado por los Royal Challengers Bangalore por un precio base de ₹20 lakh en la IPL 2021 y por ₹30 lakh en la IPL 2022.
India (Goa) es miembro de los juegos de Lusofonia, que se celebran cada cuatro años en uno de los países portugueses miembros de la CPLP, con 733 atletas de 11 países. La mayoría de los países que compiten son países miembros de la CPLP (Comunidad de Países de Lengua Portuguesa), pero algunos son países con importantes comunidades portuguesas o que tienen una historia con Portugal. El concepto de este acontecimiento es similar al de los Juegos de la Commonwealth (para los miembros de la Mancomunidad de Naciones) y los Jeux de la Francophonie (para la comunidad francófona).